# Architecture néo-byzantine

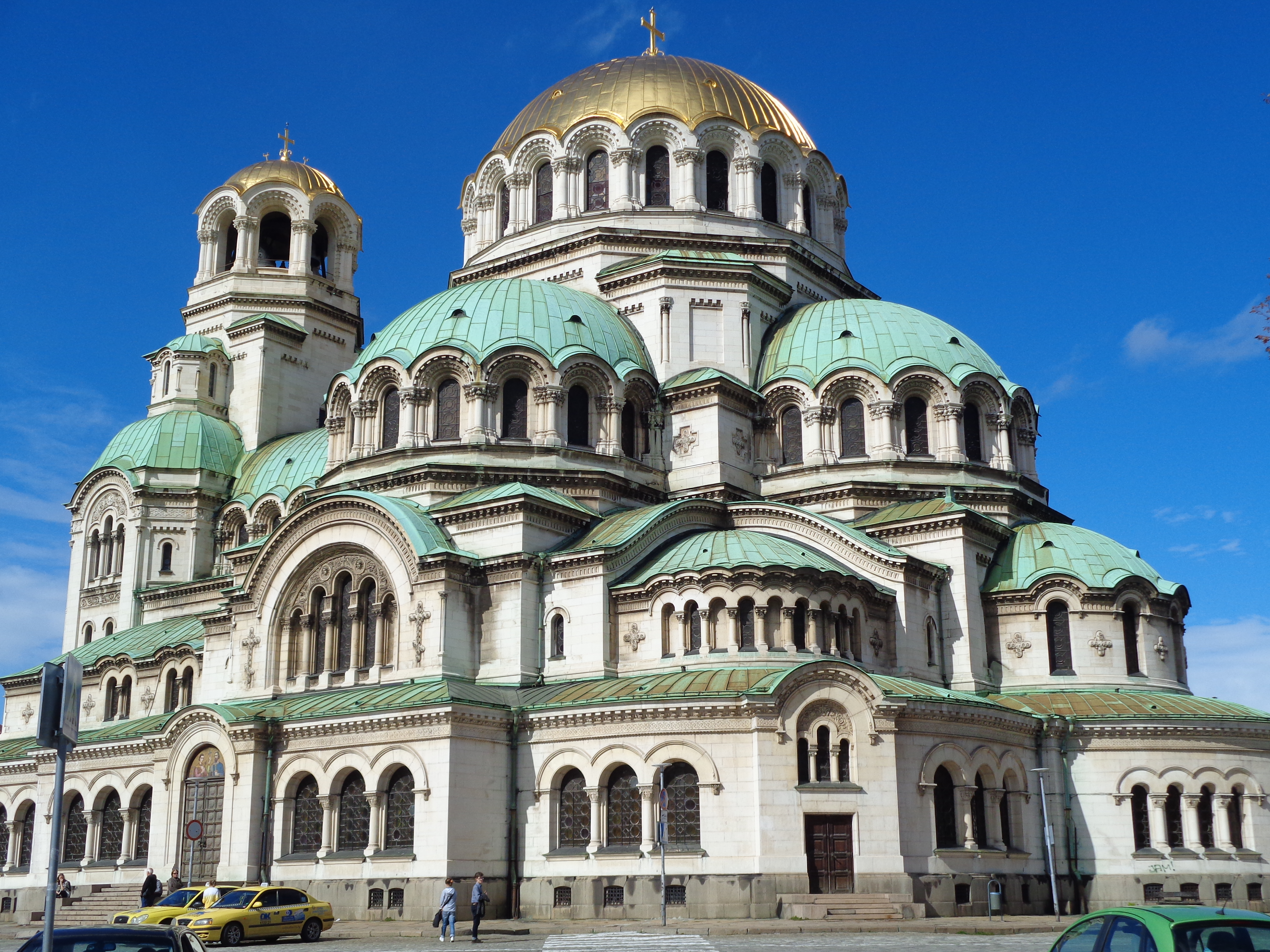
Cathédrale Saint-Alexandre-Nevski de Sofia, Bulgarie.

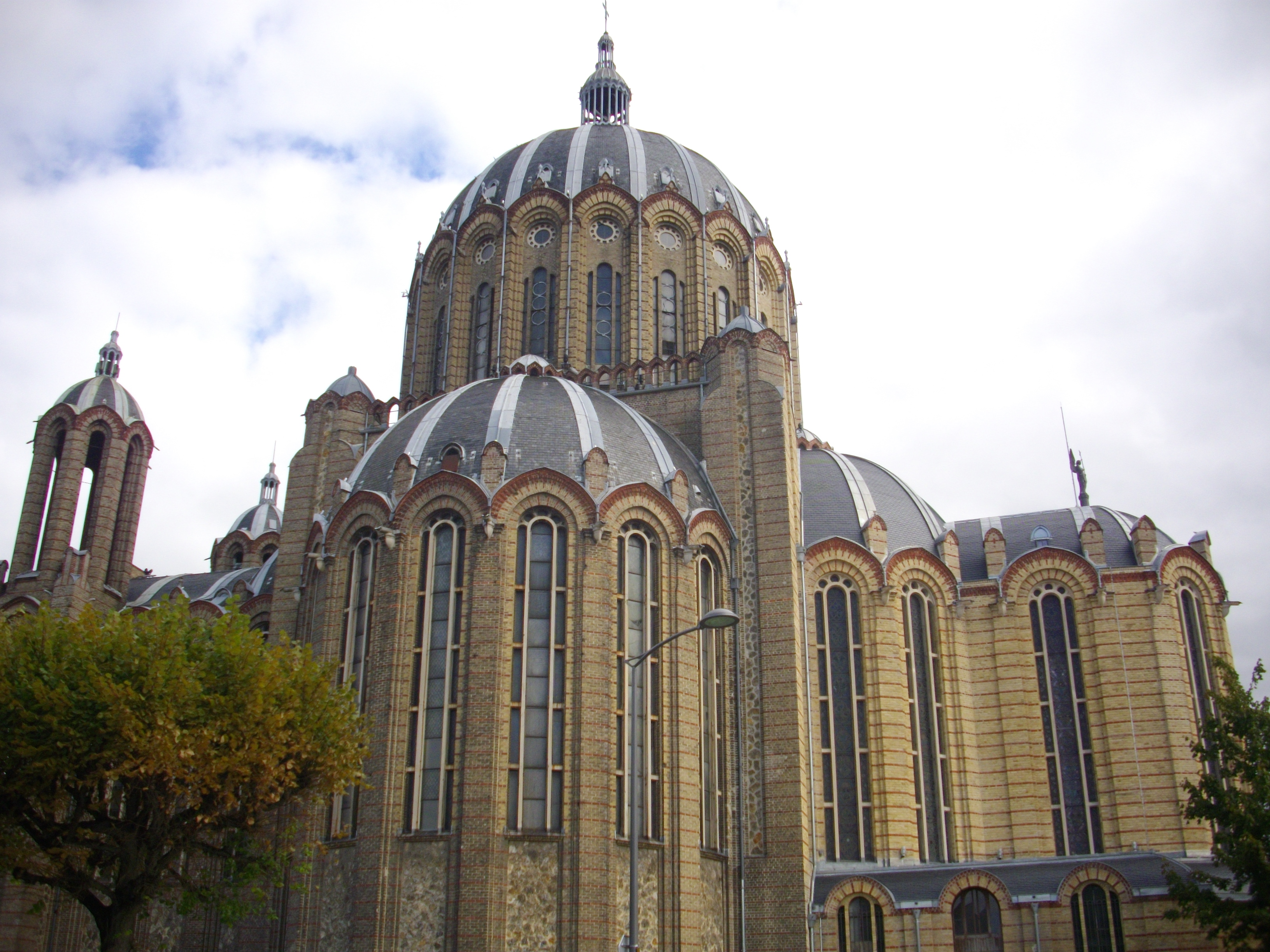
Basilique Sainte-Clotilde de Reims, France.

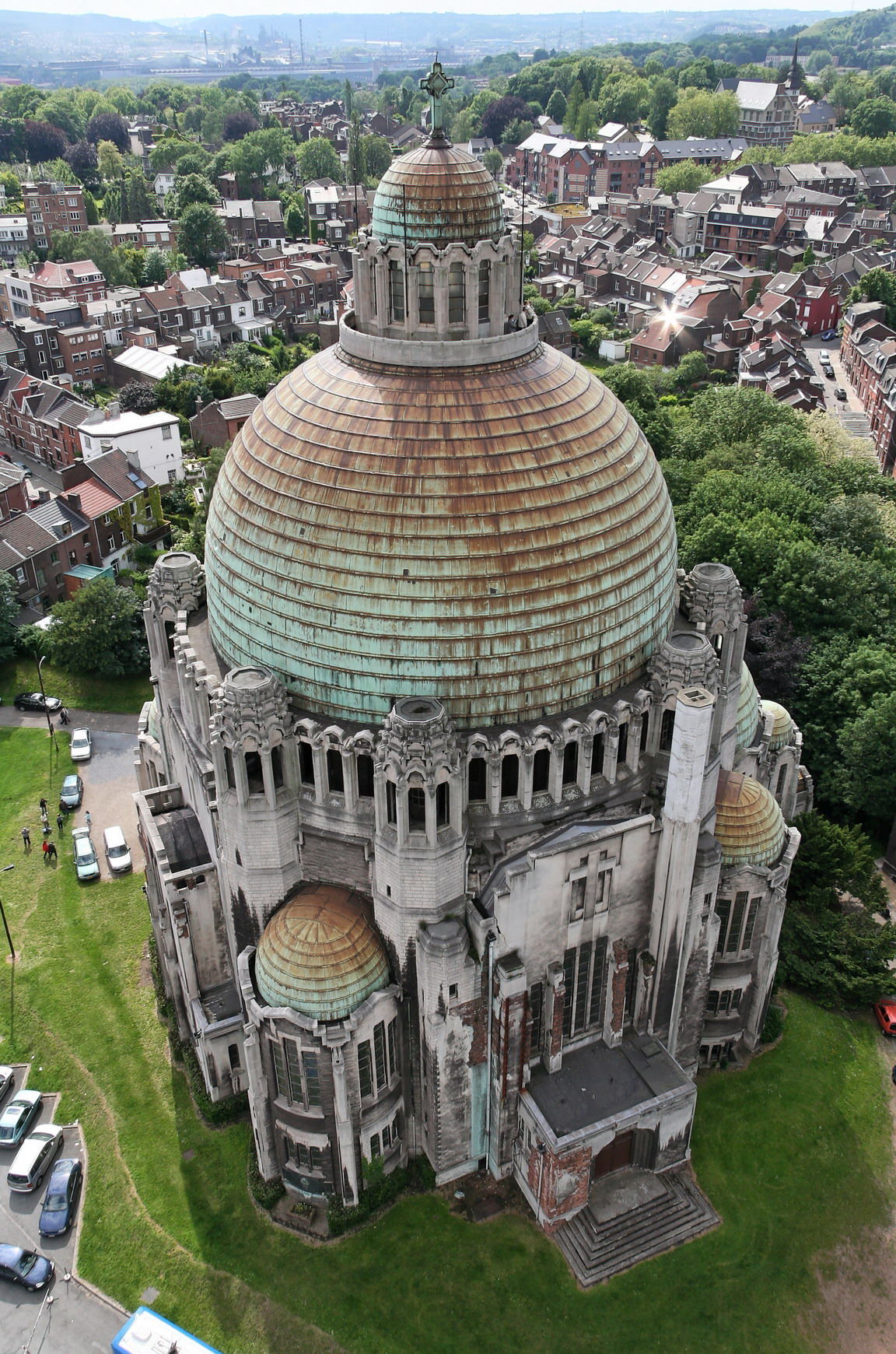
Église du Sacré-Cœur et Notre-Dame-de-Lourdes à Liège, Belgique, intégrant le style néo-byzantin avec l'Art-déco.

L’architecture néo-byzantine est un style architectural qui fut employée notamment dans les édifices religieux et publics de la seconde moitié du XIXe siècle et du début du XXe siècle. Émergeant dans les années 1840 en Europe de l’Ouest où elle a connu une grande vogue, elle connut son apogée dans les dernières décennies du XIXe siècle dans l’Empire russe et, par la suite, en Bulgarie et dans l’ex-Yougoslavie de l’entre-deux guerres.
L’architecture néo-byzantine trouve ses sources dans l’architecture byzantine telle qu’elle s’est développée à Constantinople (aujourd’hui Istanbul) et dans l’exarchat de Ravenne, ainsi que, plus généralement, dans l’Empire byzantin entre les Ve et XIe siècles, à laquelle s'ajoute souvent des éléments empruntés à l’architecture chrétienne médiévale aussi bien d'Europe de l'Ouest (comme l'architecture romane pour former un style de synthèse très répandu appelé romano-byzantin), que d’Europe de l'Est, notamment orthodoxes comme l'architecture russe. Elle peut être de nature éclectique en se mélangeant avec d'autres styles : néoclassique, néo-mauresque, art déco, expressionniste, etc.
Ce style se caractérise par l’emploi de multiples arcades, de voûtes en plein-cintre et de dômes ; il recourt fréquemment aux effets polychromes de la brique et de la pierre, au stuc et, dans la décoration, à la mosaïque.

## Bref historique
Le style néo-byzantin s’est d’abord développé dans l’Empire russe et en Europe de l'Est. L'un des premiers exemples fut la cathédrale de l'Ascension de Sophia (près de Saint-Pétersbourg), qui date de 1782, l'un des plus classiques est la cathédrale Saint-Alexandre-Nevski à Sofia (Bulgarie) construite en 1882, et parmi les plus récents on compte la Cathédrale Saint-Clément d'Ohrid à Skopje en Macédoine du Nord qui date de 1990, et la cathédrale du Christ-Sauveur de Kaliningrad, inaugurée en 2006. En Russie impériale, ce style a été popularisé par l’architecte Constantin Thon, qui y mêlait des éléments néoclassiques et des éléments de l’architecture russe traditionnelle. À Belgrade, en Serbie, le style néo-byzantin s’est prolongé dans les premières décennies du XXe siècle, avec l’église Saint-Marc, construite de 1931 à 1940 par Petar et Branko Krstić ou encore l’église Saint-Sava commencée en 1935 sur des plans de l’architecte Aleksandar Deroko. Dans ces pays, l’architecture néo-byzantine est considérée comme vernaculaire,.
De 1850 à 1880, à Bristol s’est développé un style connu sous le nom de Bristol Byzantine (en) qui fut fréquemment employé dans les bâtiments industriels et mêlait des éléments d’architecture byzantine et des éléments d’architecture mauresque.
Aux États-Unis, l’architecture néo-byzantine est présente dans plusieurs bâtiments du campus de l'université Rice au Texas inaugurée en 1912, à l'église Saint-François-de-Sales de Philadelphie et à la basilique du sanctuaire national de l'Immaculée-Conception construite entre 1920 et 1959 à Washington D.C.. Au début des années 1980, le célèbre architecte américain Philip Johnson a conçu une annexe post-moderniste au Cleveland Play House; ce bâtiment reflète des influences byzantines.
En France, la cathédrale de la Major de Marseille est caractéristique de ce style tout comme la basilique Notre-Dame-de-la-Garde, toutes deux construites par Henri Espérandieu. À Paris, la basilique du Sacré-Cœur de Montmartre (1923) s’inspire en bonne partie du style byzantin, comme de nombreuses églises bâties à la même époque (église du Saint-Esprit, église du Sacré-Cœur de Gentilly…).

## Empire russe

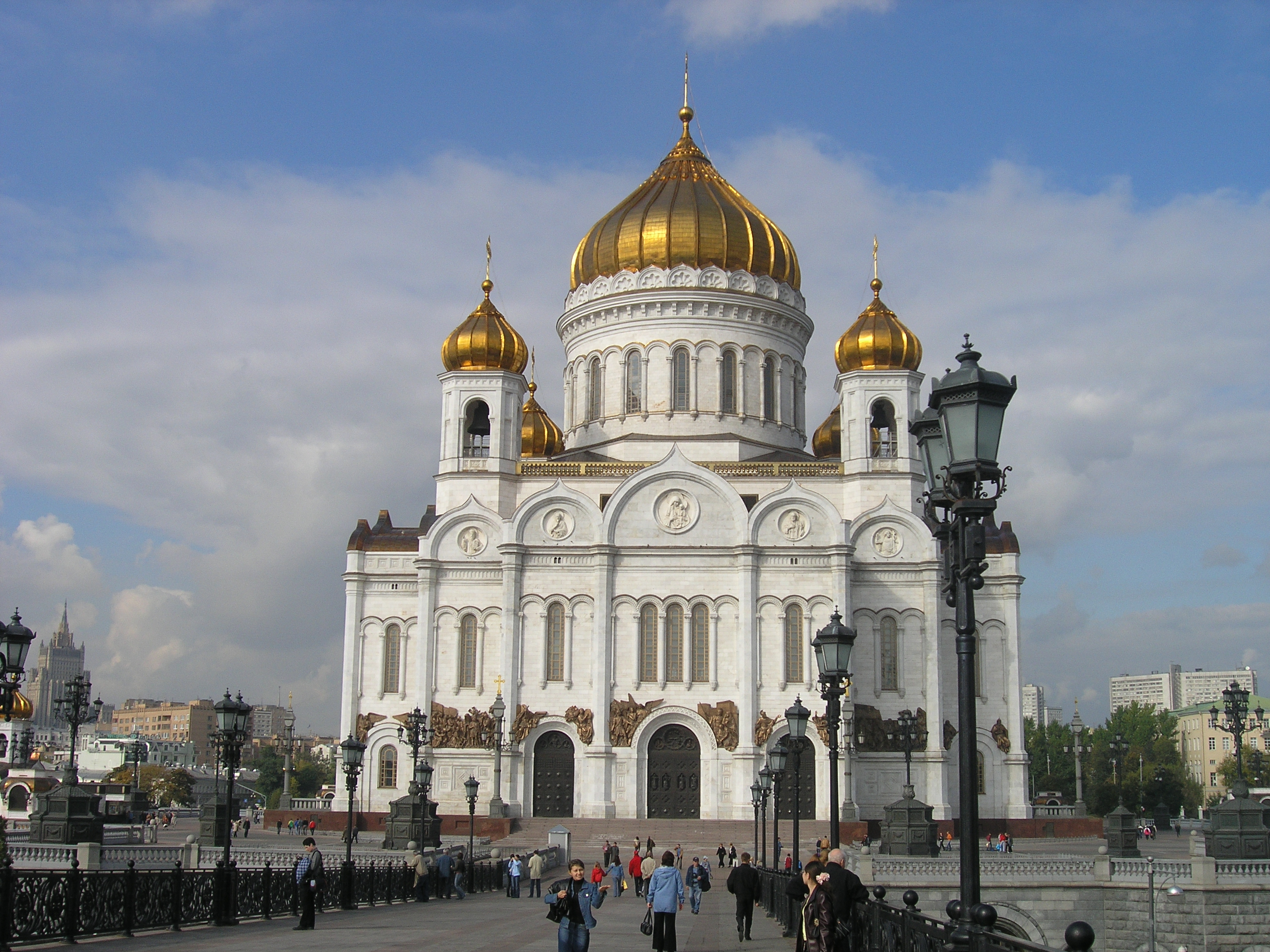
La cathédrale du Christ-Sauveur, construite à Moscou entre 1839 et 1860 par Constantin Thon, dynamitée en 1931, reconstruite entre 1995 et 2000.

La cathédrale Sainte-Sophie ou de l’Ascension (1782-1788) à Tsarskoïe Selo (en russe : Софийский собор) est la première tentative de traiter des structures néo-classiques dans un style byzantin. Dans les années 1830, le tsar Nicolas Ier (1825-1855), bien qu’il ne l’appréciât pas à titre personnel, mit à la mode le style « russo-byzantin » de Constantin Thon. De fait, son style n’aura que peu à voir avec le style byzantin. Thon remplacera le plus souvent l’arc byzantin circulaire par un gable en forme de quille et le dôme hémisphérique byzantin par un dôme à bulbe; le plan d’ensemble et la structure de ses églises appartiennent définitivement au style néo-classique.
Son successeur, Alexandre II (1855-1881) fit adopter l’art byzantin traditionnel, tel qu’illustré en peinture par Grigori Gagarine (1810-1893) et en architecture par David Grimm (1823-1898), comme style de facto, sinon officiel, de l’Église orthodoxe russe. L’architecture byzantine devint un symbole de l’expansion de l’Église orthodoxe aux confins de l’empire (Pologne [Royaume du Congrès], Crimée, Caucase). Toutefois des difficultés financières firent en sorte que peu d’églises furent complétées. Officiellement Alexandre III (1881-1894) opta plutôt pour le style néo-russe s’inspirant des traditions de Moscou et de Iaroslavl aux XVIe siècle et XVIIe siècle; toutefois l’architecture byzantine demeura le premier choix, en particulier pour les grandes cathédrales. On vit surgir ces cathédrales néo-byzantines surtout dans les provinces orientales de l’empire (Pologne, Lituanie), près des bases militaires du Caucase et de l’Asie centrale ou des détachements cosaques, ainsi que dans la région industrielle de l’Oural près de Perm. Les architectes David Grimm et Vassili Kossiakov conçurent un style national typique de la cathédrale byzantine à dôme unique avec quatre absides symétriques sur pendentifs qui s’imposa comme le modèle des années 1880 et 1890. 
Sous le dernier empereur, Nicolas II (1894-1917), on assiste à un retour aux traditions issues de Sainte-Sophie, les meilleurs exemples étant ceux de la cathédrale navale de Kronstadt et la cathédrale de Ponti (Géorgie). Elles utilisaient la technique du béton armé permettant une construction beaucoup plus rapide. Si leurs intérieurs contiennent des éléments appartenant à l’Art nouveau, leur extérieur fait nettement référence à l’ancienne Constantinople. La révolution de 1917 devait mettre un terme à la tradition néo-byzantine en Russie, mais se poursuivit grâce à des architectes émigrés en Yougoslavie et à Harbin (Mandchourie) où vivaient des émigrés russes.

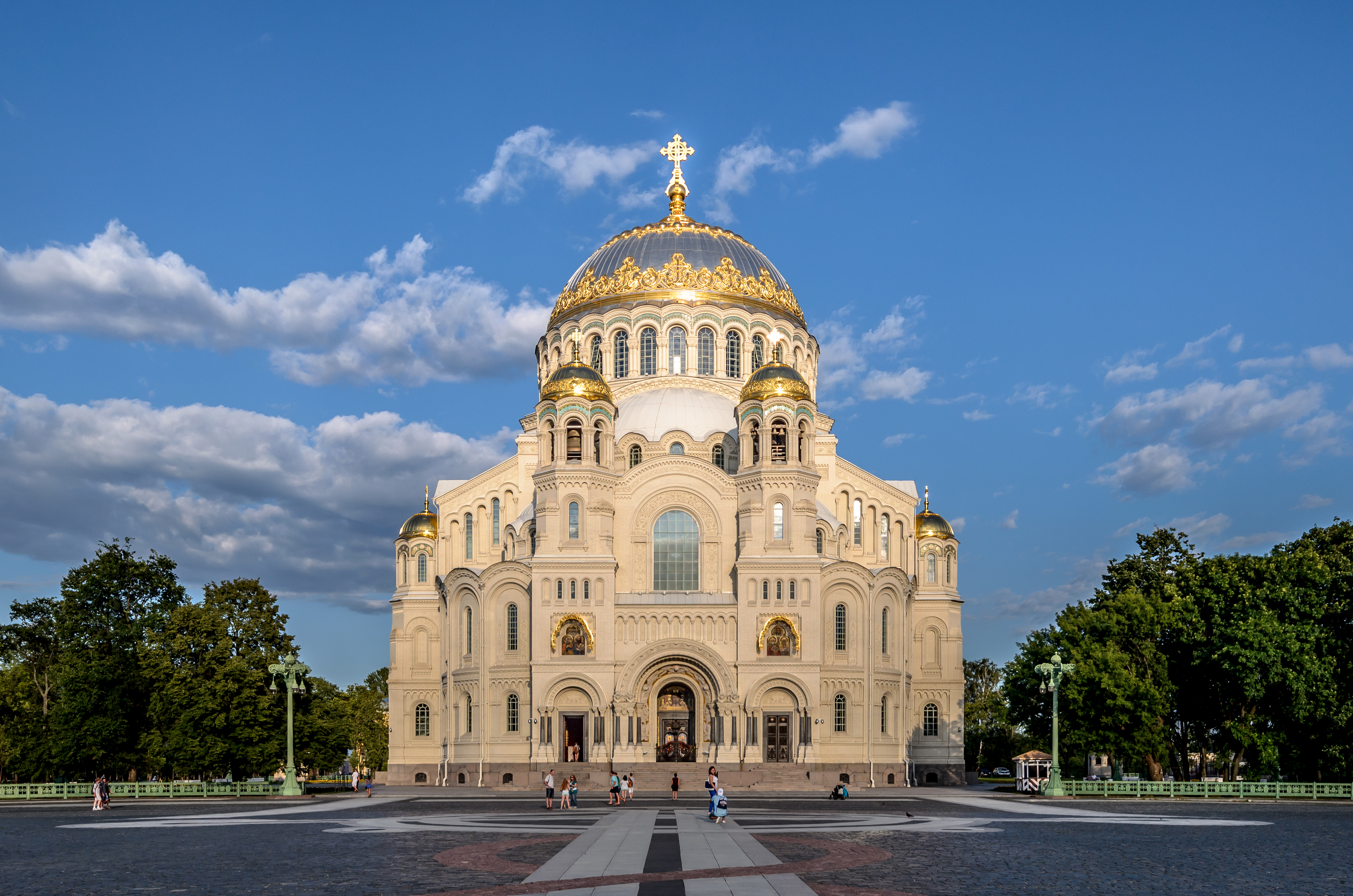
Cathédrale navale de Kronstadt par Vassili Kossiakov.
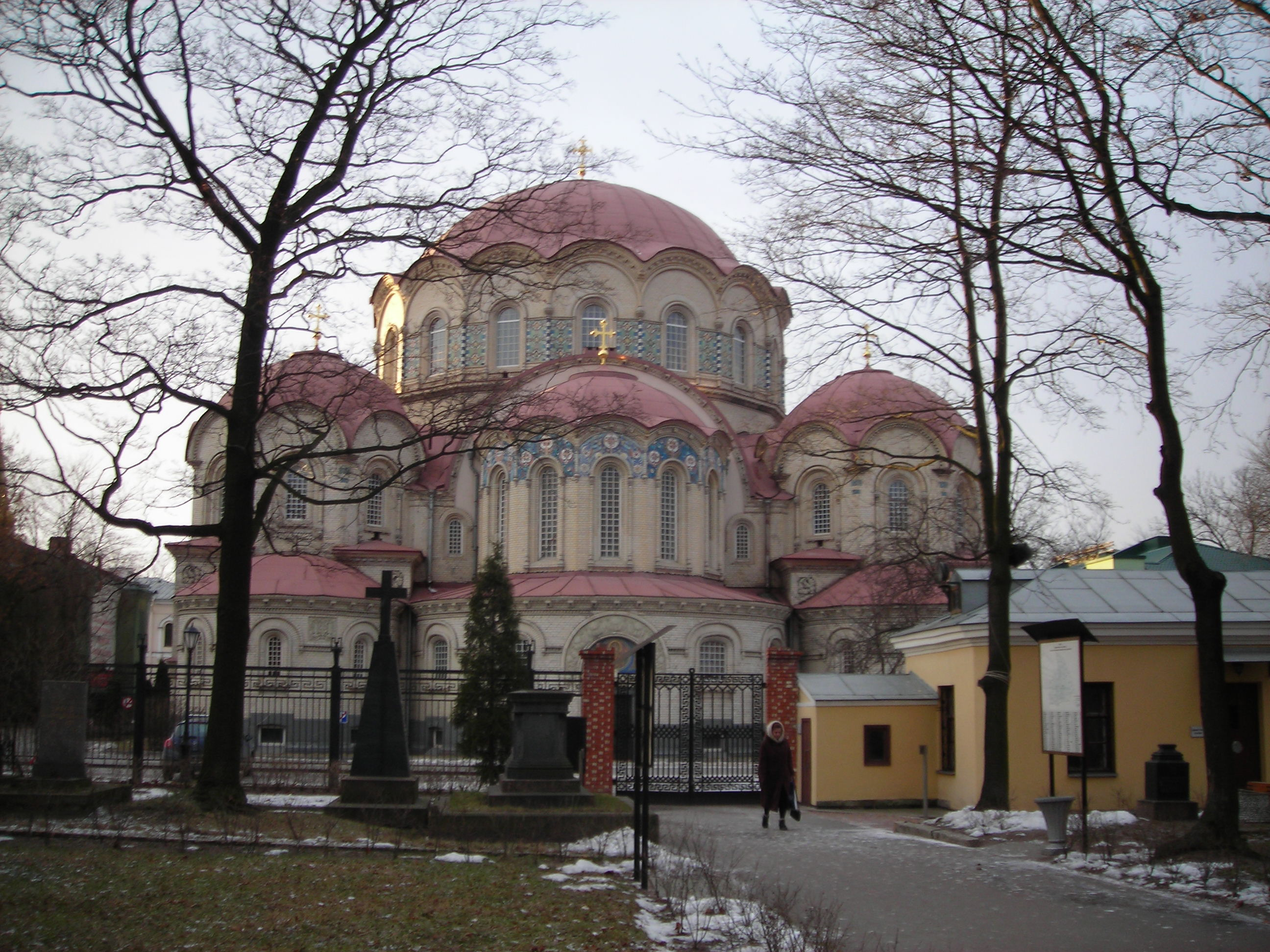
L’église Notre-Dame-de Kazan (Saint-Pétersbourg) par Vassili Kossiakov.
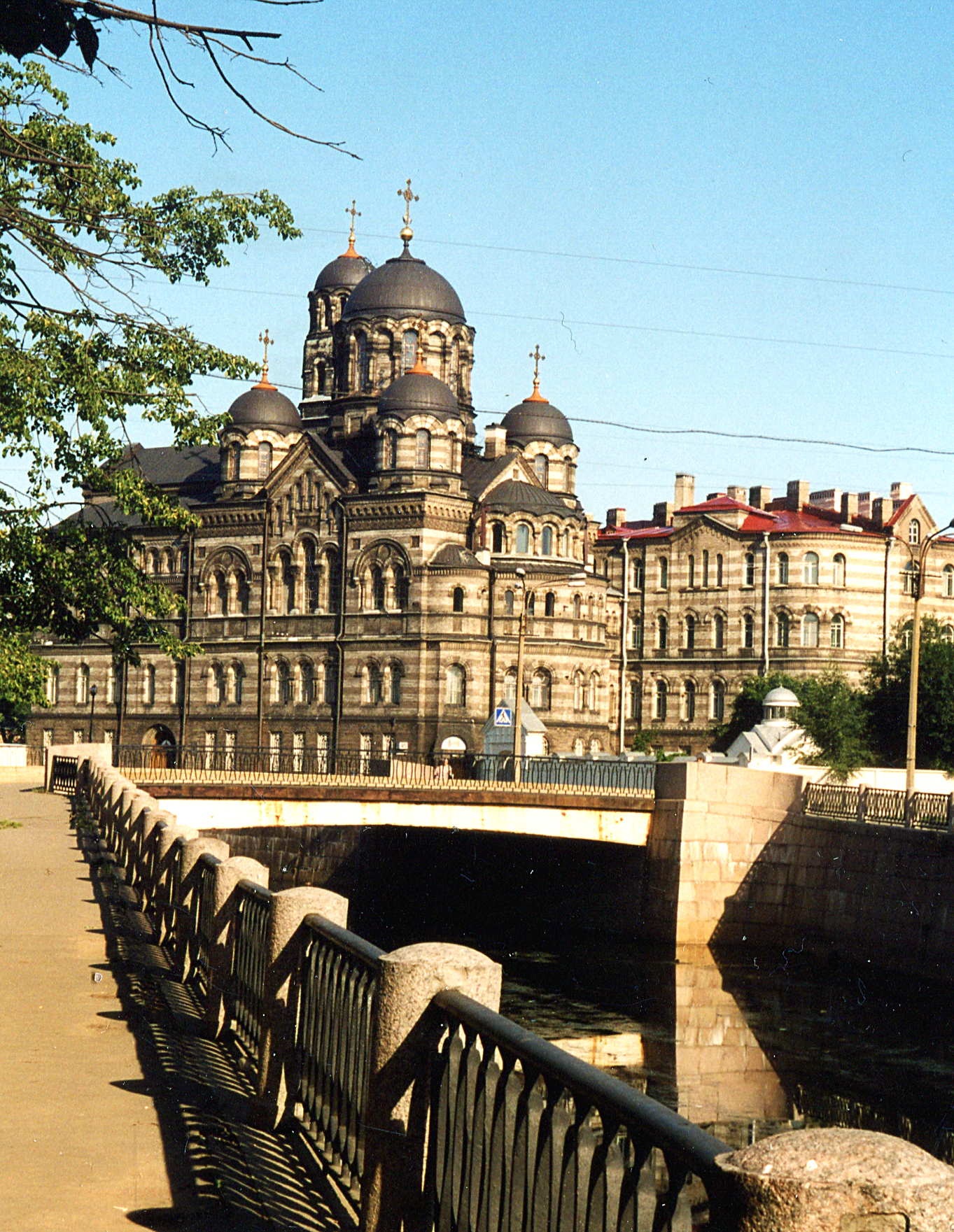
Couvent Ioannovsky (Saint-Pétersbourg) par Nikolaï Nikonov.
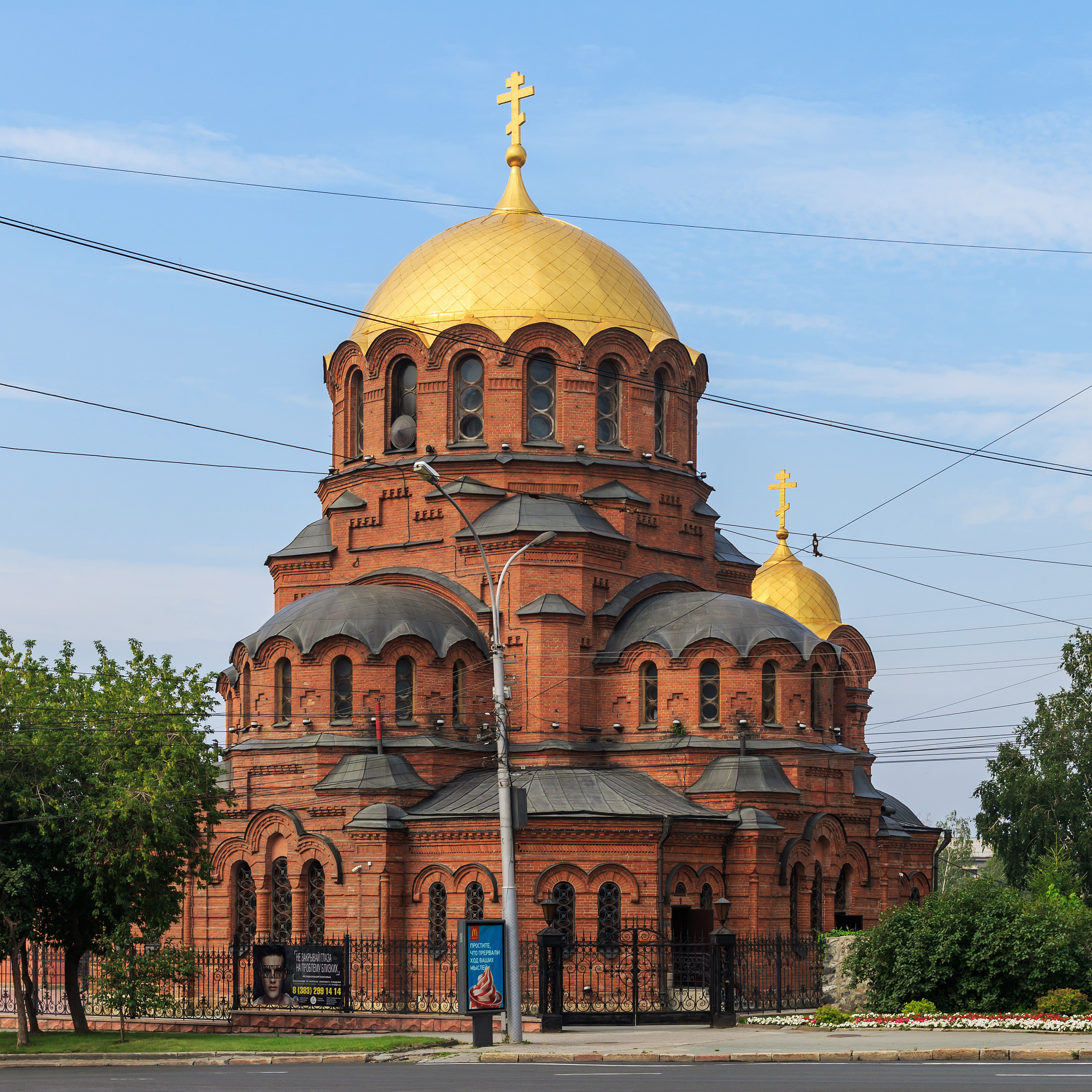
Basilique Alexandre-Nevski (Novossibirsk, Sibérie).
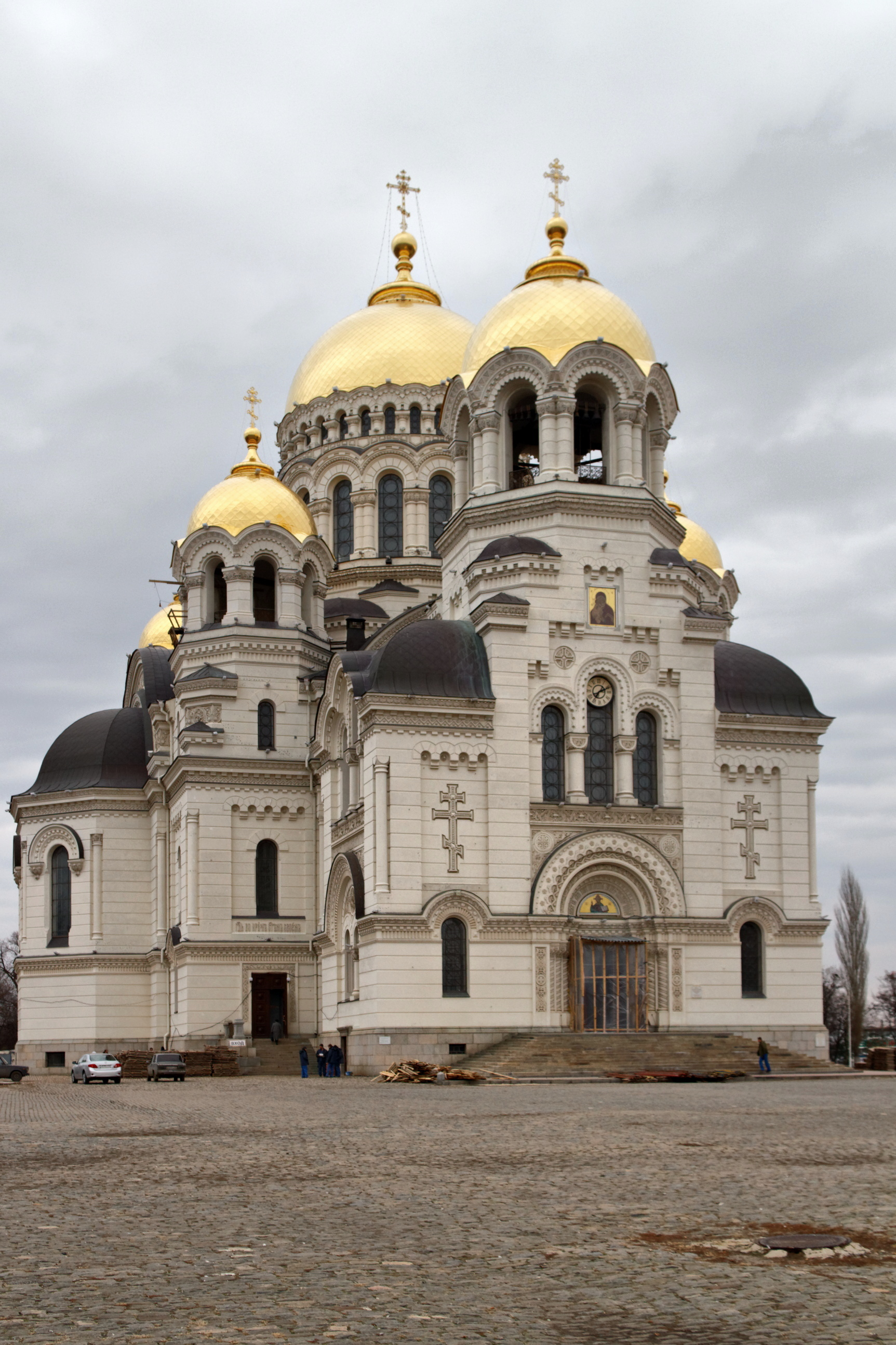
Cathédrale de l'Ascension (Novotcherkassk) par Alexandre Iachtchenko.
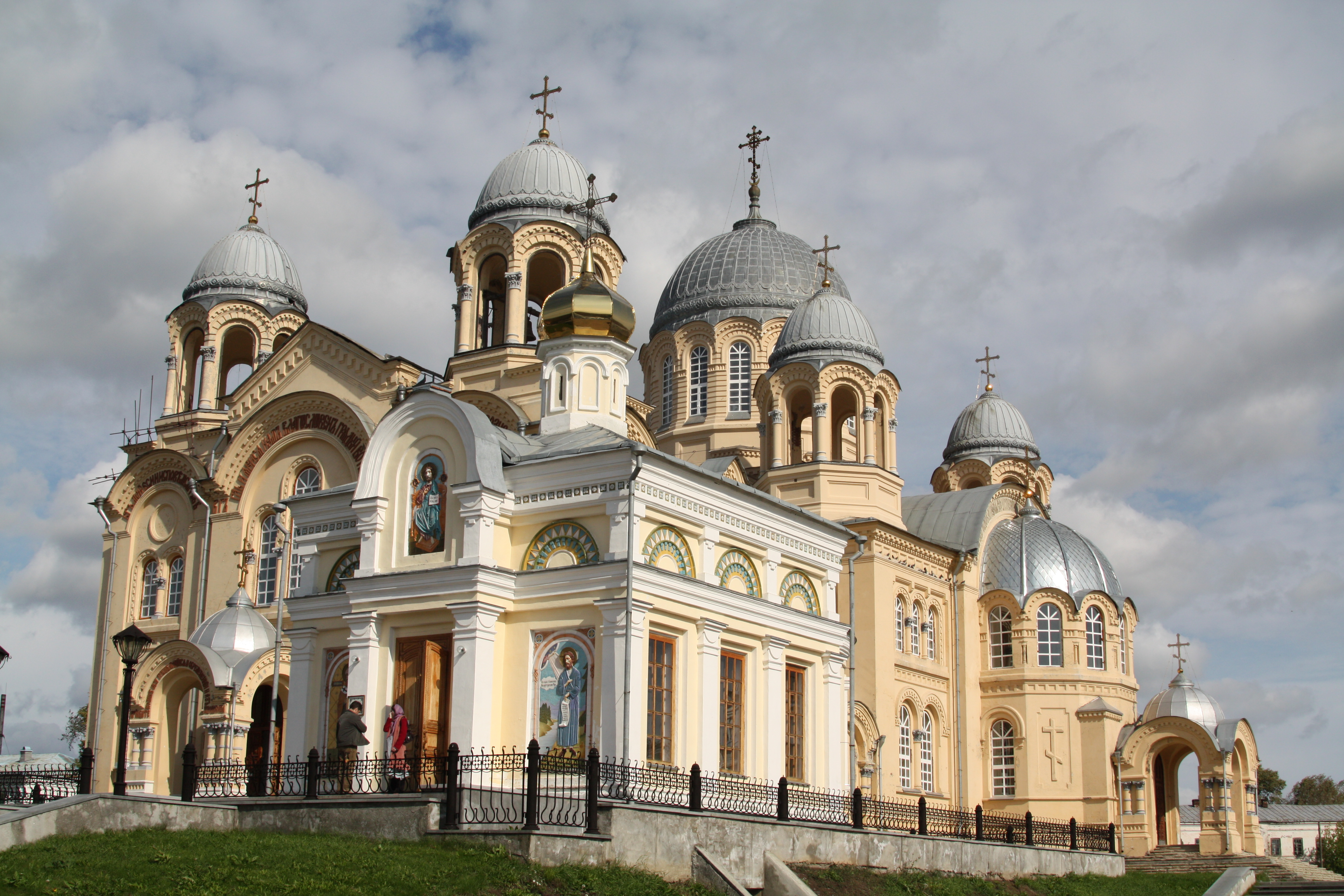
Monastère Saint-Nicolas (Verkhotourie).
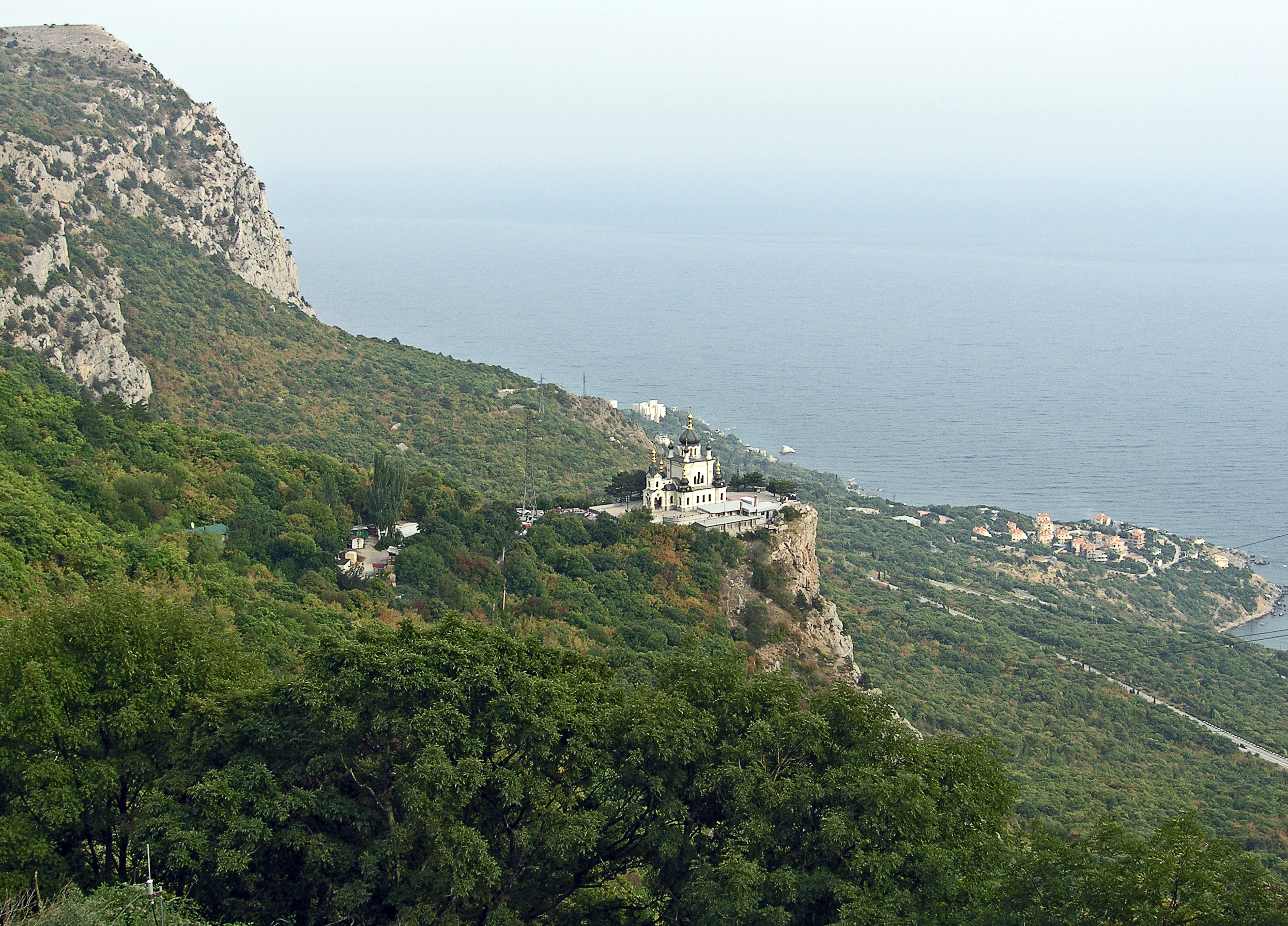
Église de la Résurrection (Phoros,Crimée) par Nikolaï Tchaguine.
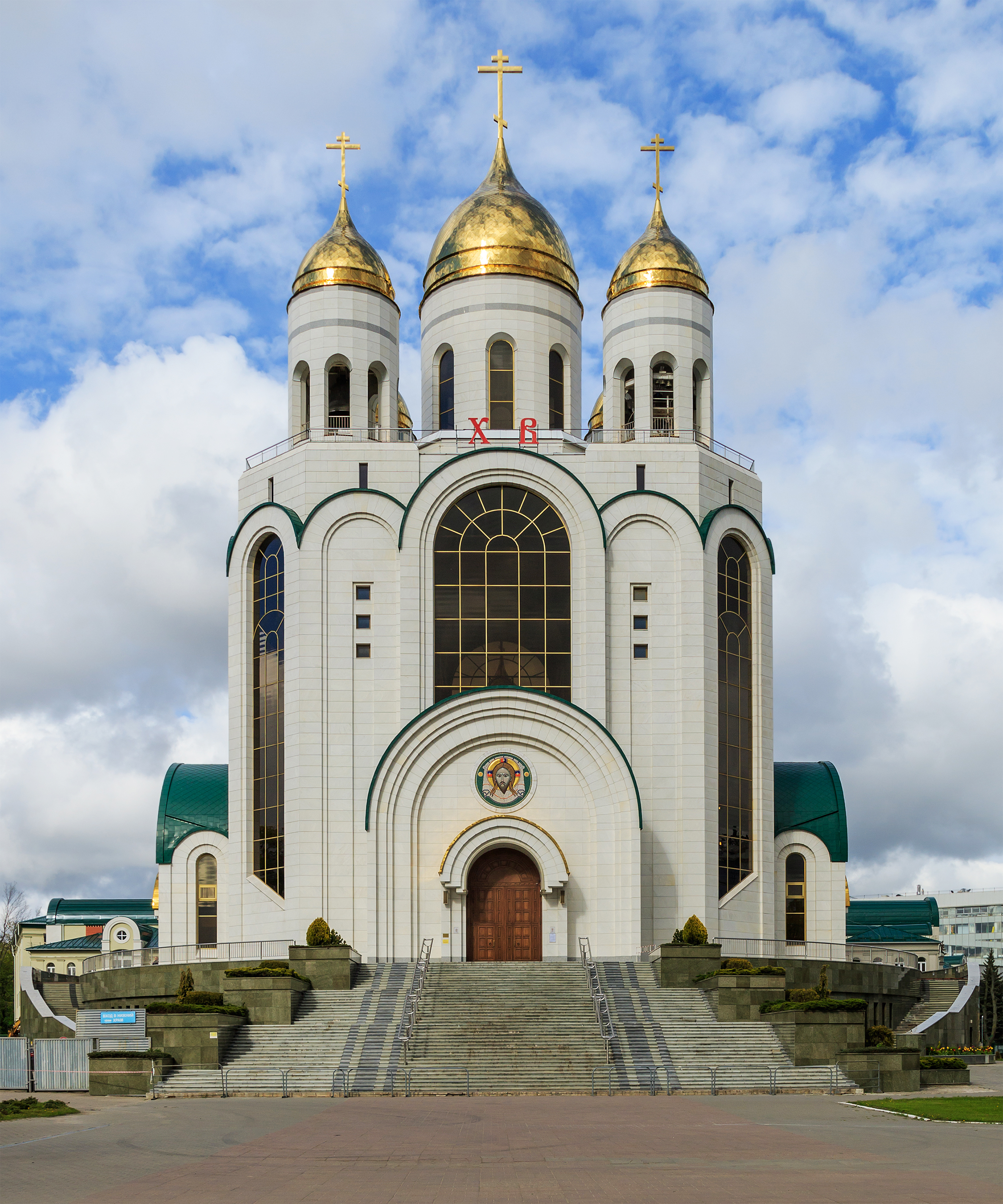
Cathédrale du Christ-Sauveur (Kaliningrad, ancienne Königsberg).

## Pays avoisinants, jadis possessions russes

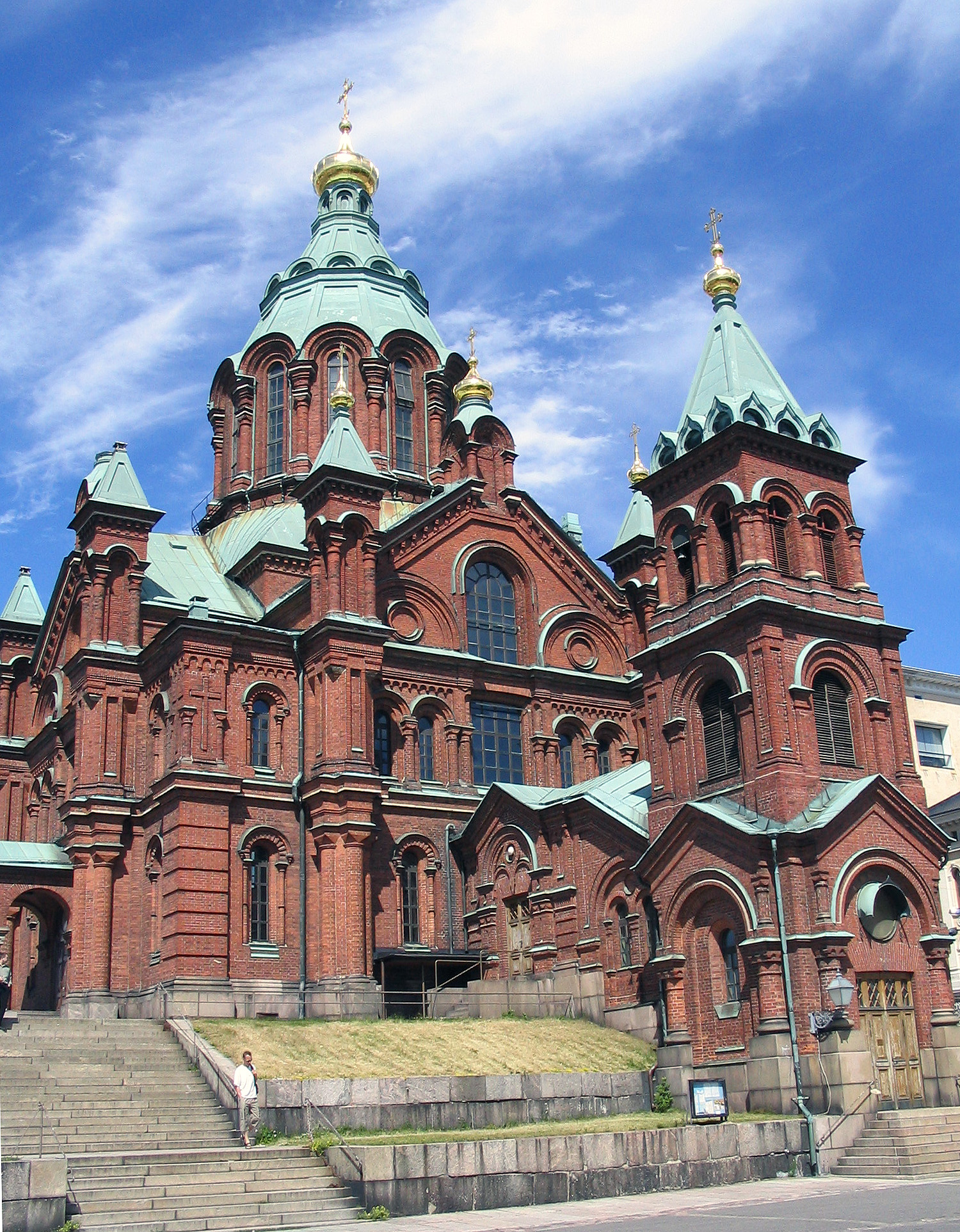
Cathédrale Ouspenski de Helsinki (Finlande).
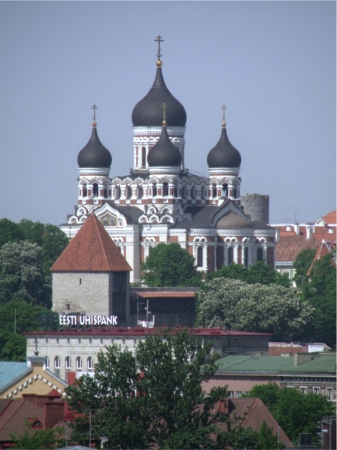
Cathédrale Alexandre-Nevski de Tallinn (Estonie).
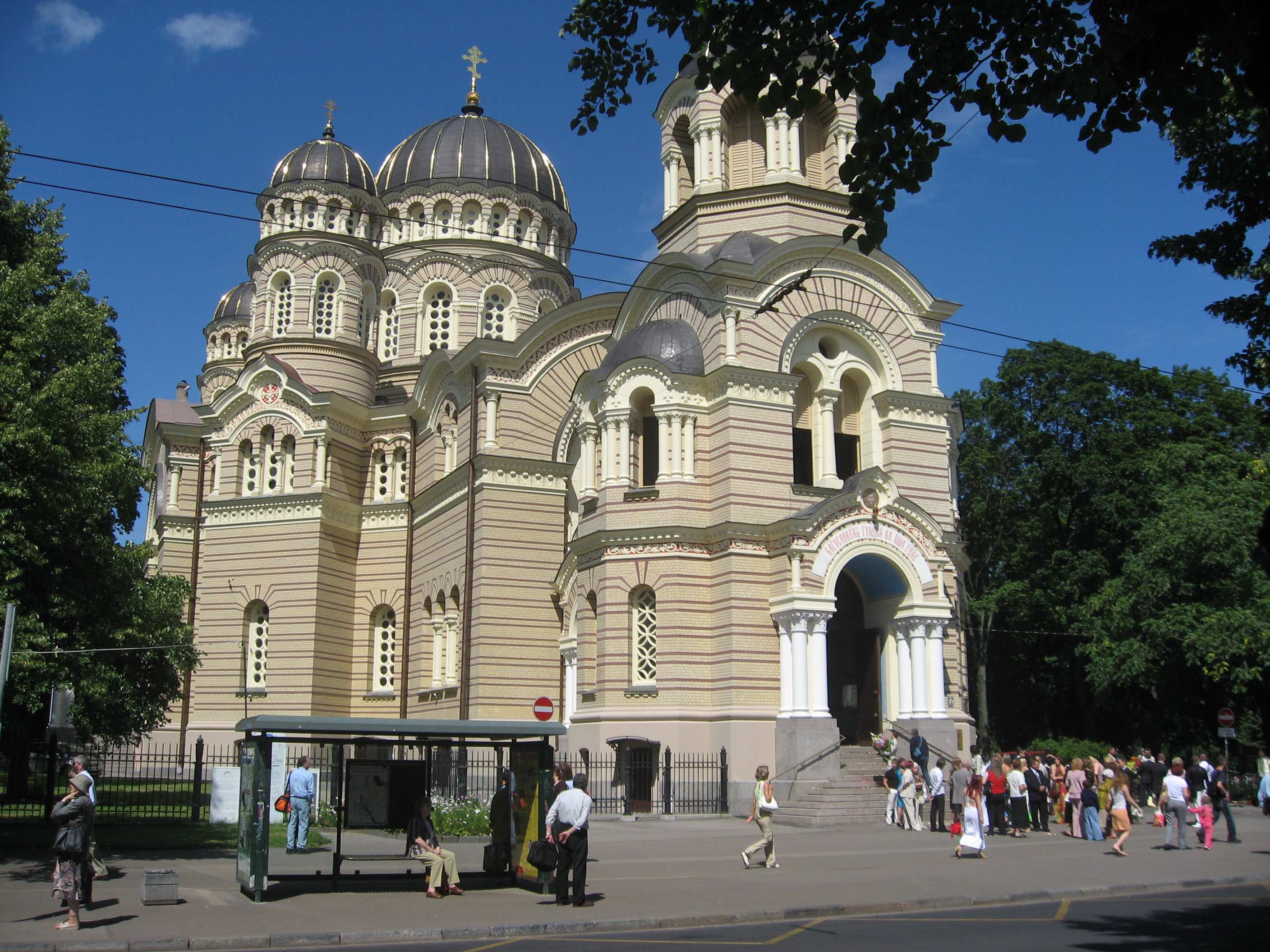
Cathédrale de la Nativité de Riga (Lettonie).
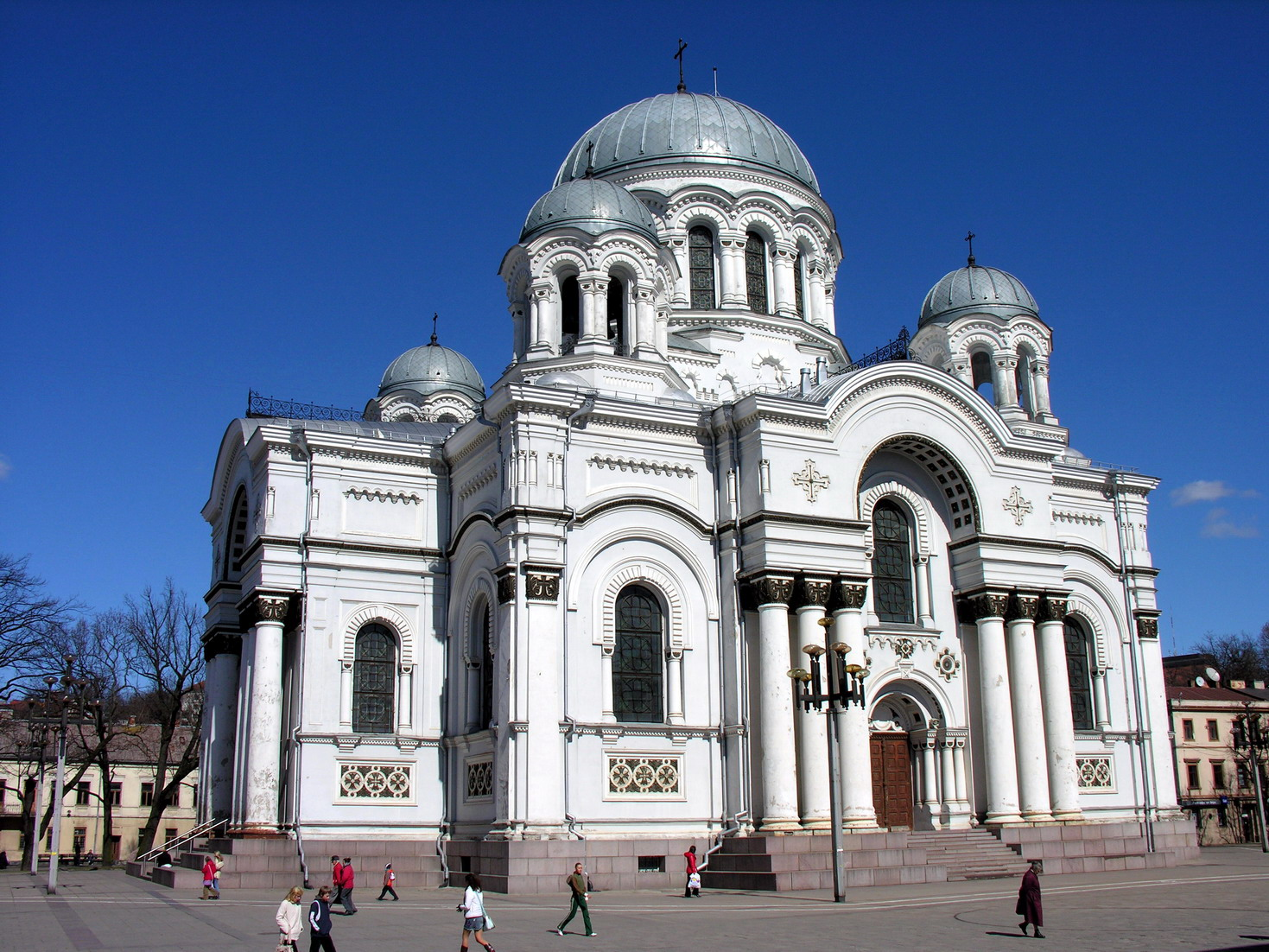
Église Saint-Michel-Archange de Kaunas (Lituanie) par Constantin Lymarenko.
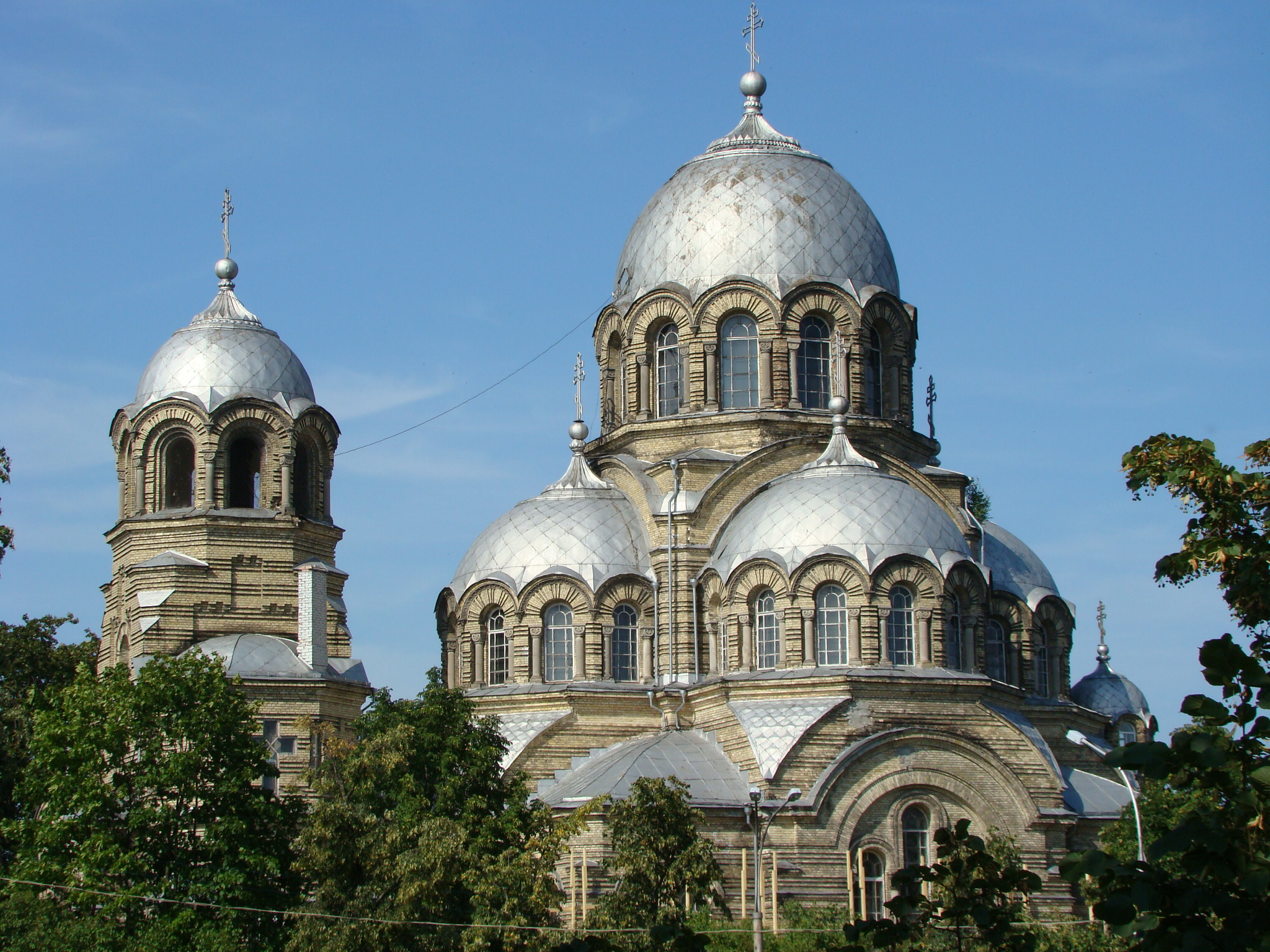
Église Notre-Dame-du-signe (Vilnius, Lituanie).
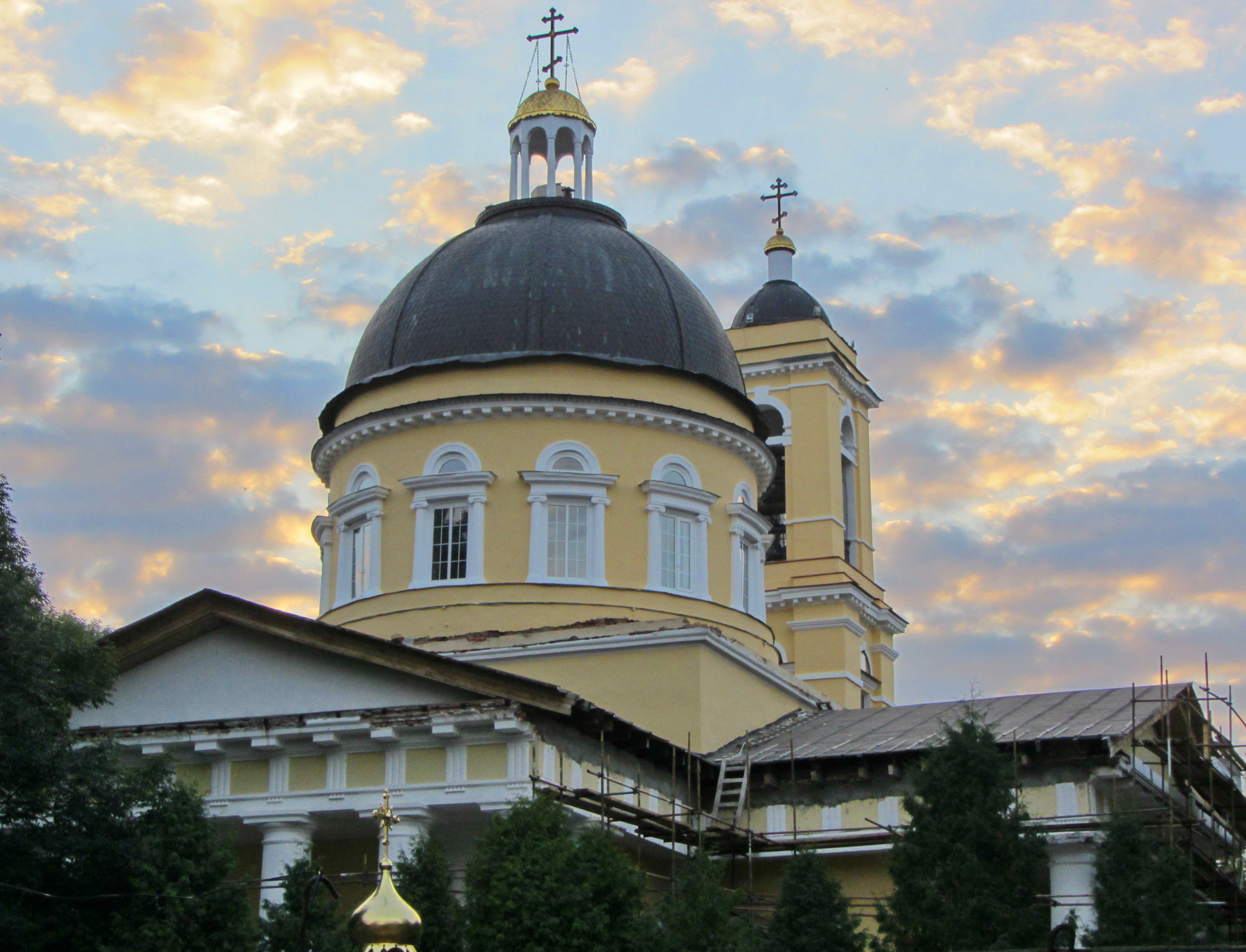
Cathédrale Pierre-et-Paul (Homiel, Biélorussie).
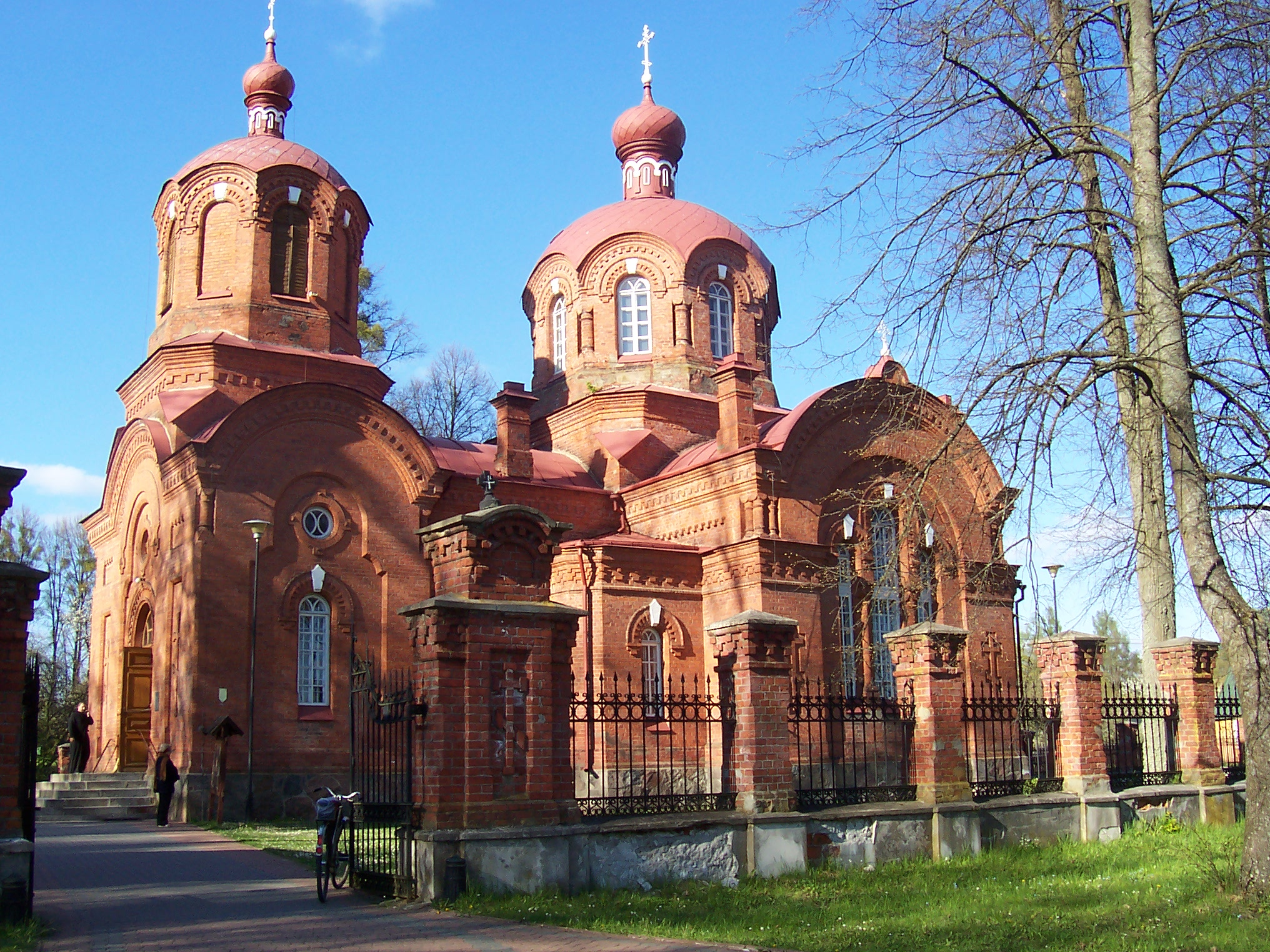
Église orthodoxe de Białowieża (Pologne).
Cathédrale Saint-Alexandre-Nevski (Łódź, Pologne).
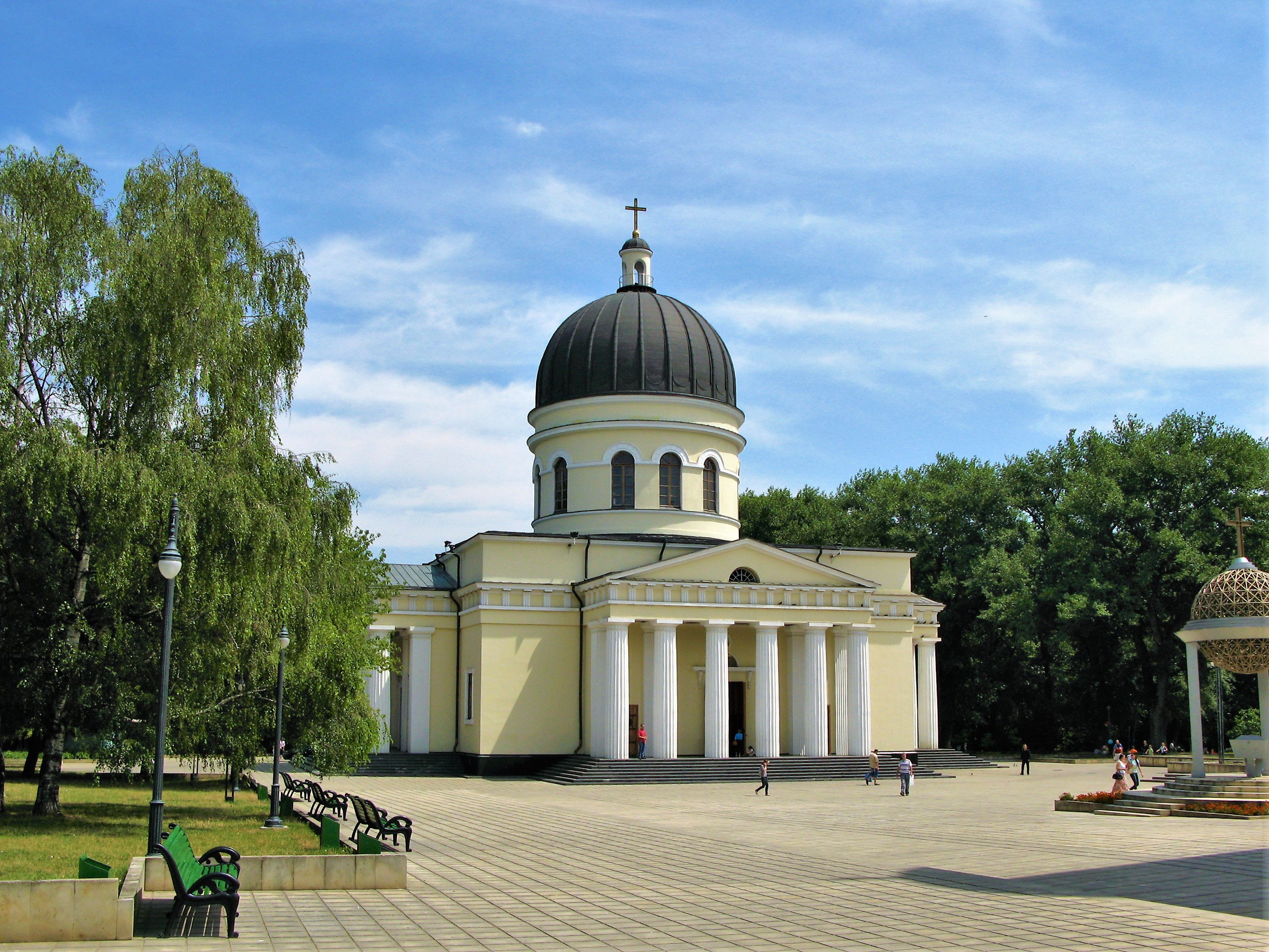
Basilique de la Nativité (Chișinău, Moldavie).
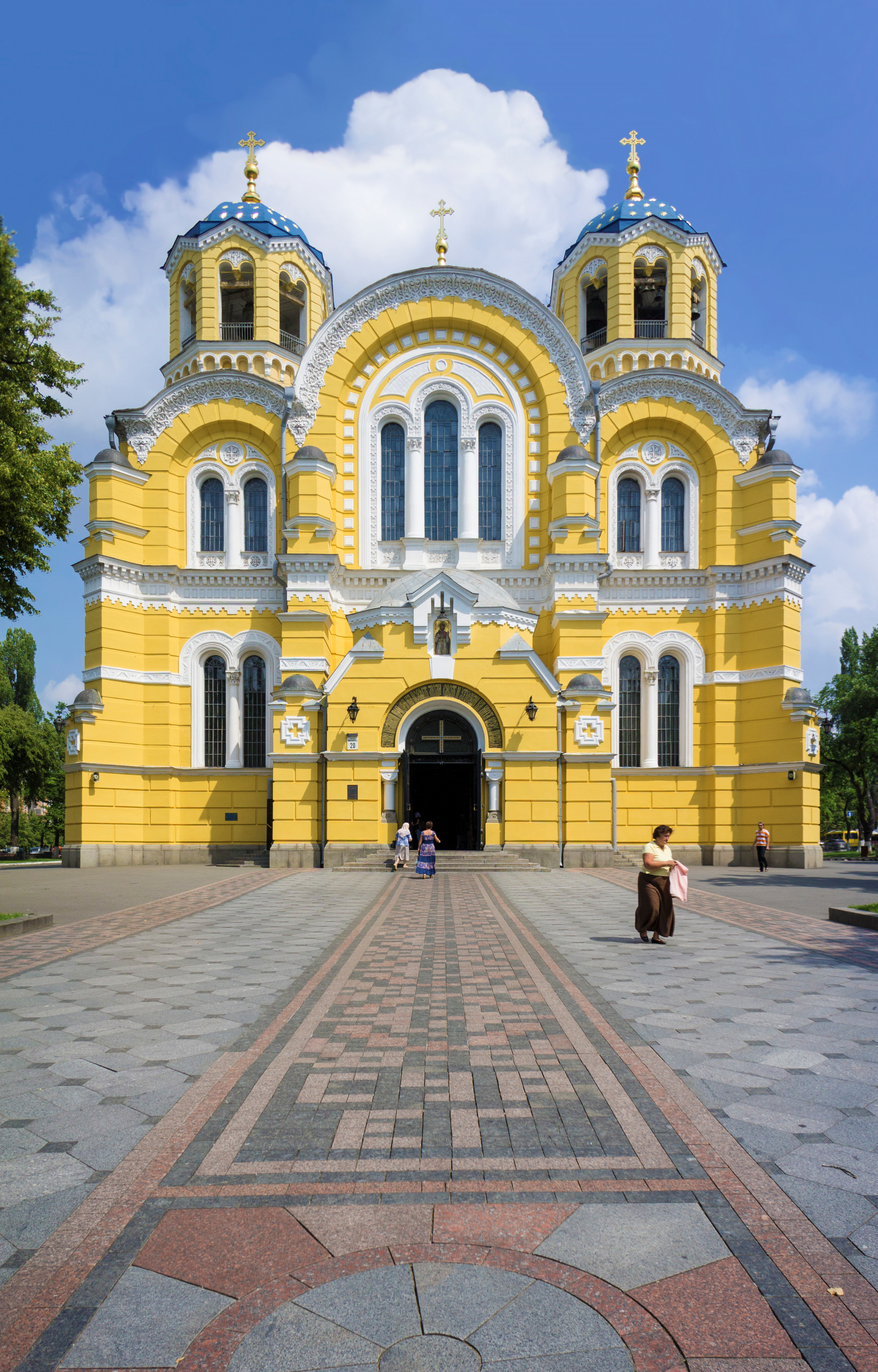
Basilique Cathédrale Saint-Vladimir (Kiev, Ukraine) par Aleksandr Vikentievich Beretti.
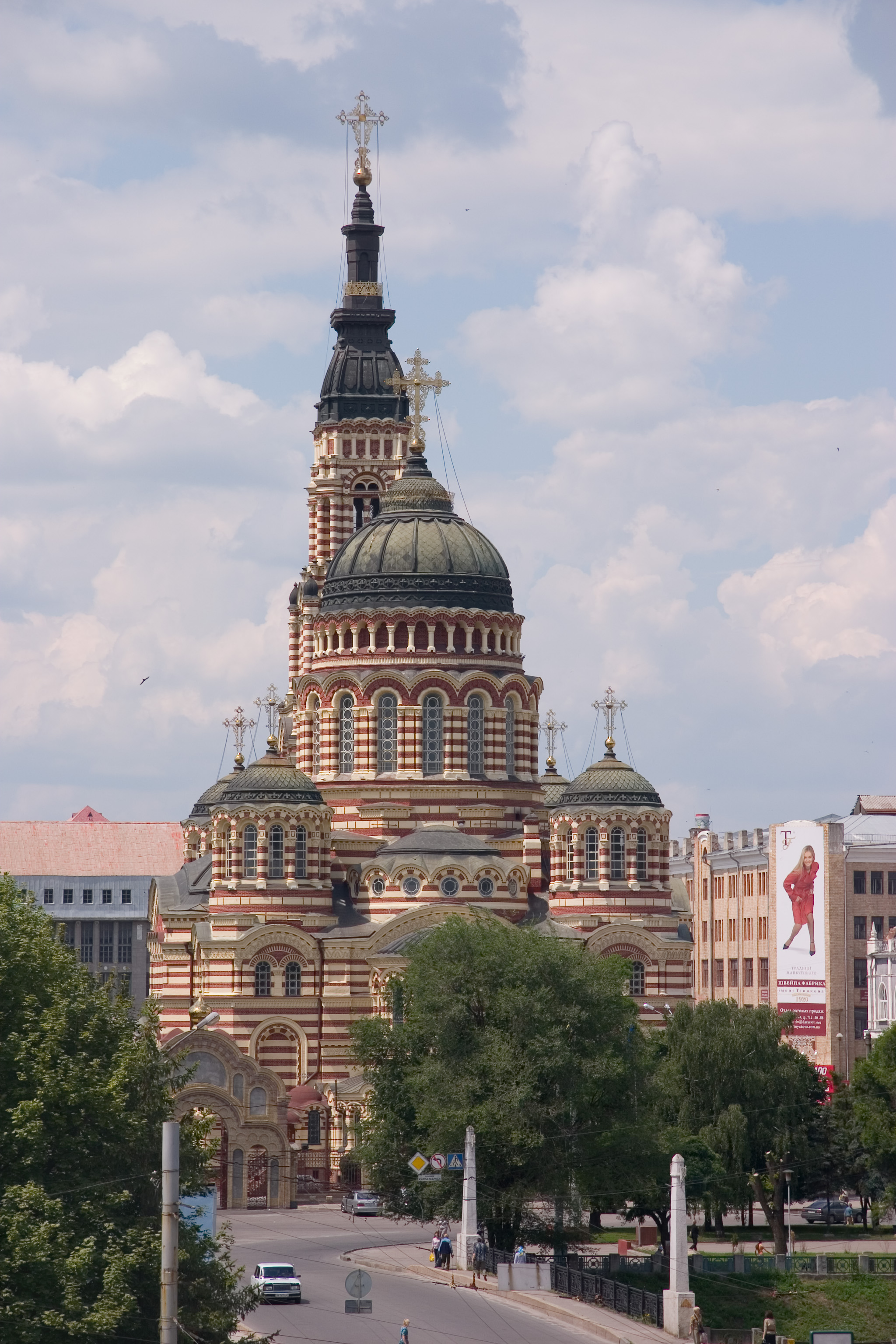
Cathédrale de l’Annonciation (Kharkiv, Ukraine).
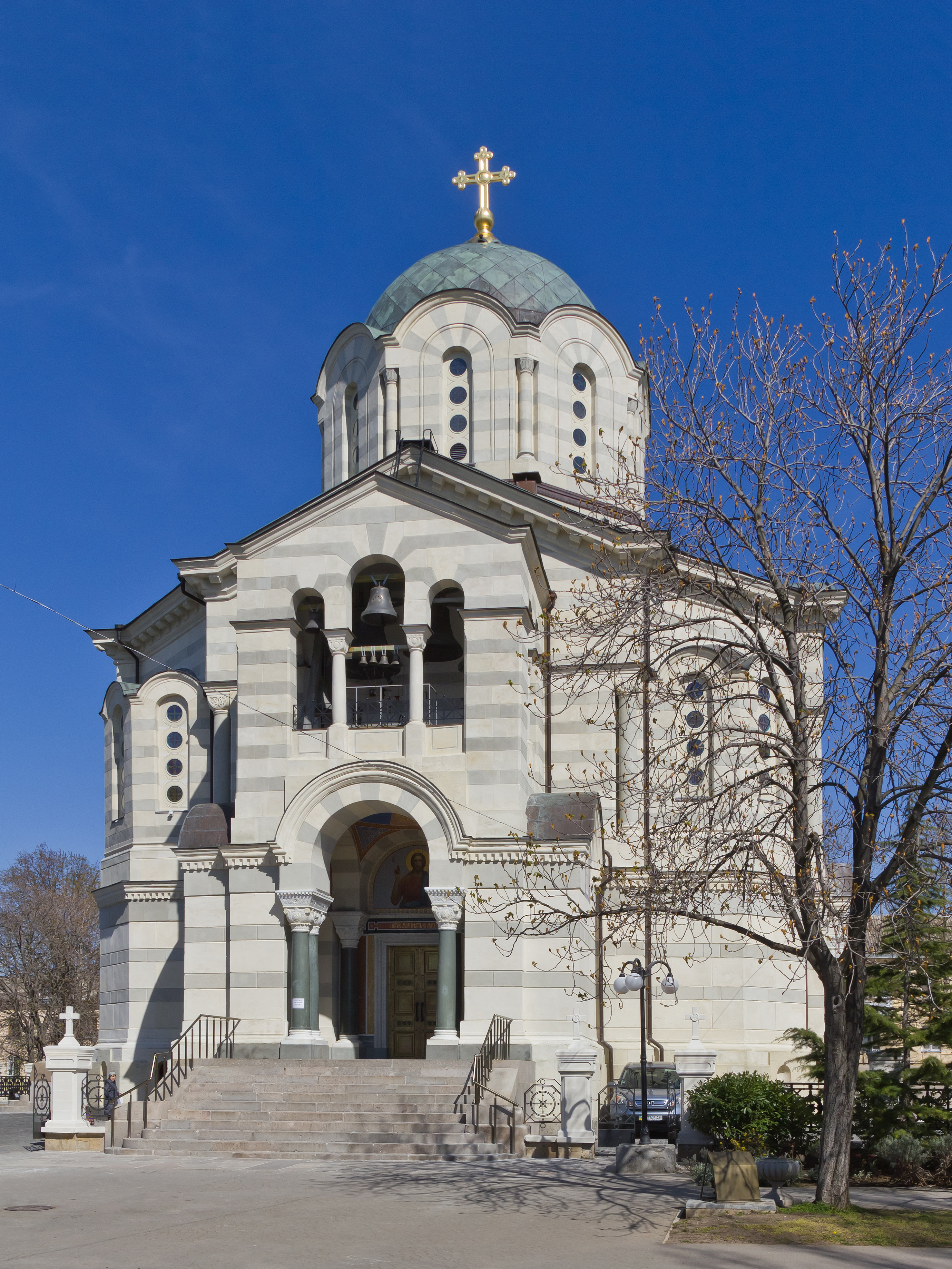
Cathédrale Saint-Vladimir de Chersonèse (Crimée) par David Grimm.
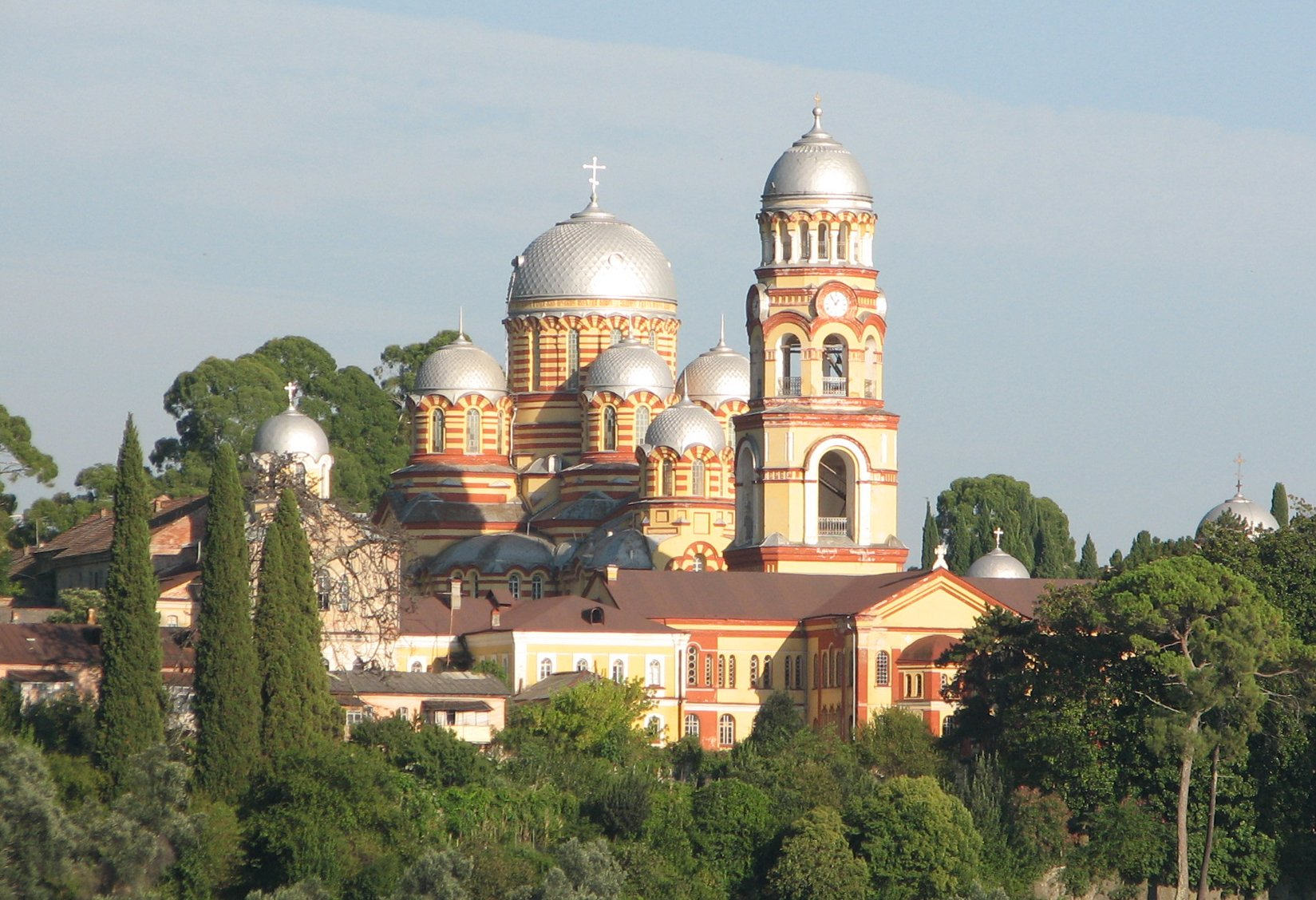
Monastère du « Nouvel-Athos » (Abkhazie).
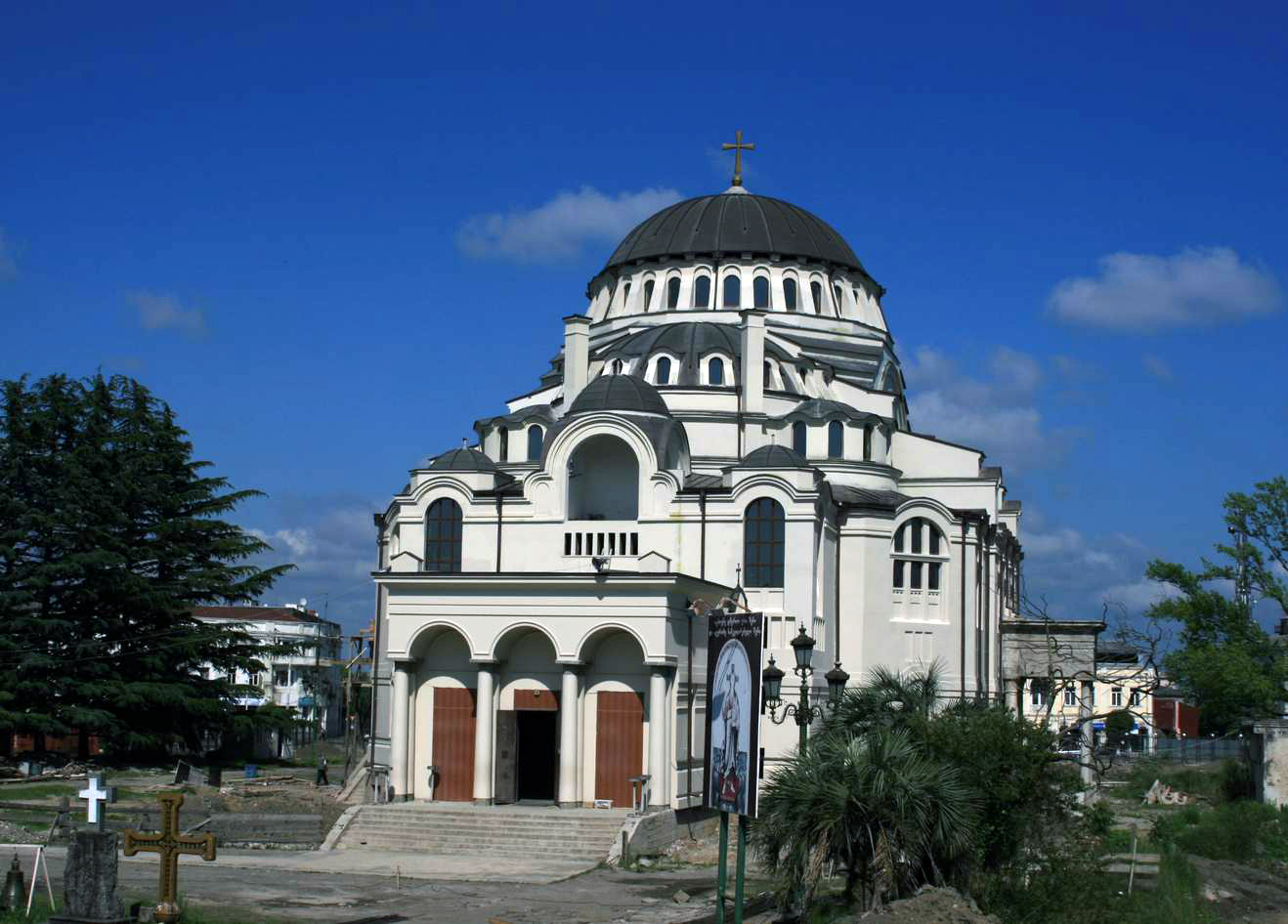
Basilique de Poti (Géorgie).
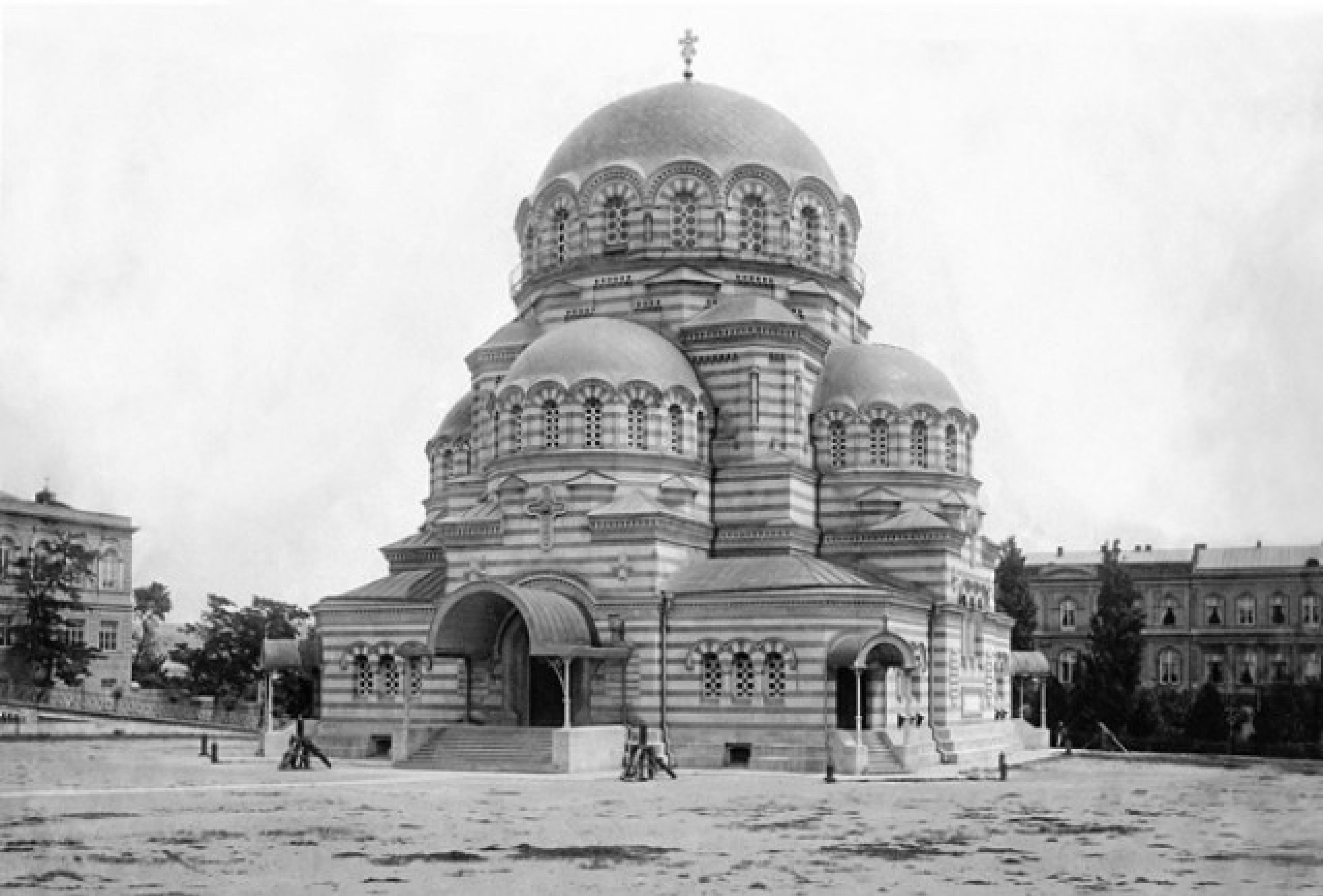
Basilique Alexandre Nevski de Tbilissi (Géorgie).

## Autres pays à majorité orthodoxe
Il existe dans la péninsule des Balkans de nombreuses églises néo-byzantines comme celle de Saint-Georges de Topola en Serbie, commandée en 1909 par la dynastie Karađorđević pour servir de nécropole à la famille royale serbe. L’arrivée de nombre d’artistes réfugiés de Russie après la révolution d’Octobre fit en sorte que de nombreux édifices publics gouvernementaux de Belgrade furent conçus par d’éminents architectes russes. Le roi Alexandre Ier (r. 1921-1934) encouragea le mouvement néo-byzantin . Les principaux architectes de l’époque furent Aleksandr Deroko, Momir Korunović, Branko Kristić, Grigori Samoïlov et Nikolaï Krasnov ; leurs œuvres les plus remarquables furent le  complexe royal du quartier Dedinje de Belgrade, l’église Saint-Sava de Belgrade et celle de Saint-Marc, également à Belgrade. Lorsque se termina la période communiste, Mihailo Mitrović et Nebojša Popović se firent les défenseurs de nouvelles tendances en architecture sacrée, empruntant de nombreux exemples à la tradition byzantine.

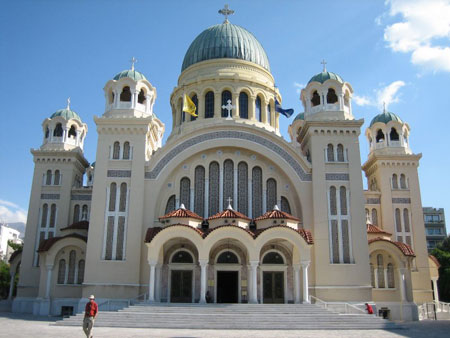
Basilique Saint-André-Apôtre de Patras (Grèce).
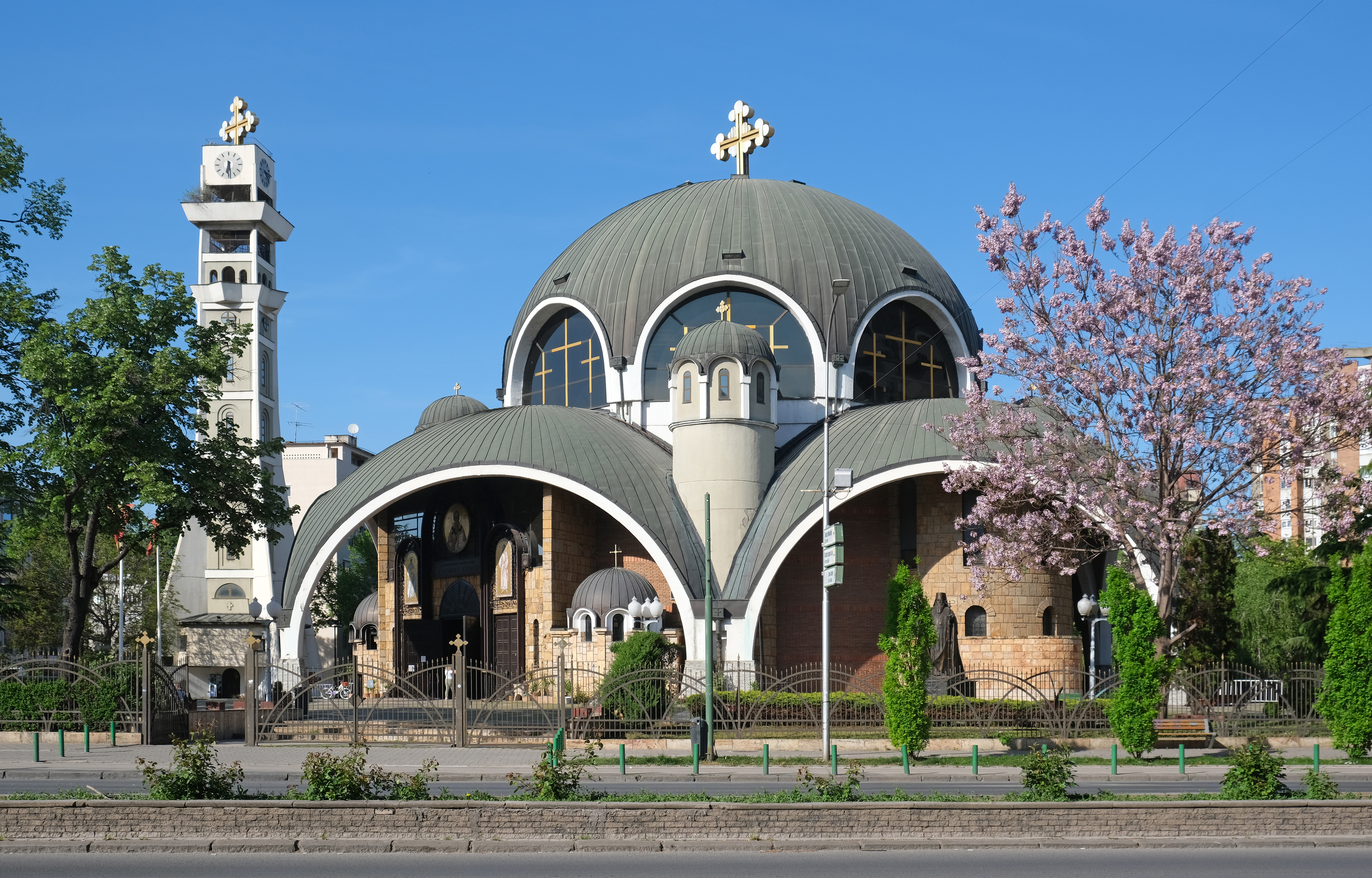
Cathédrale Saint-Clément d'Ohrid (Skopje, Macédoine du Nord).
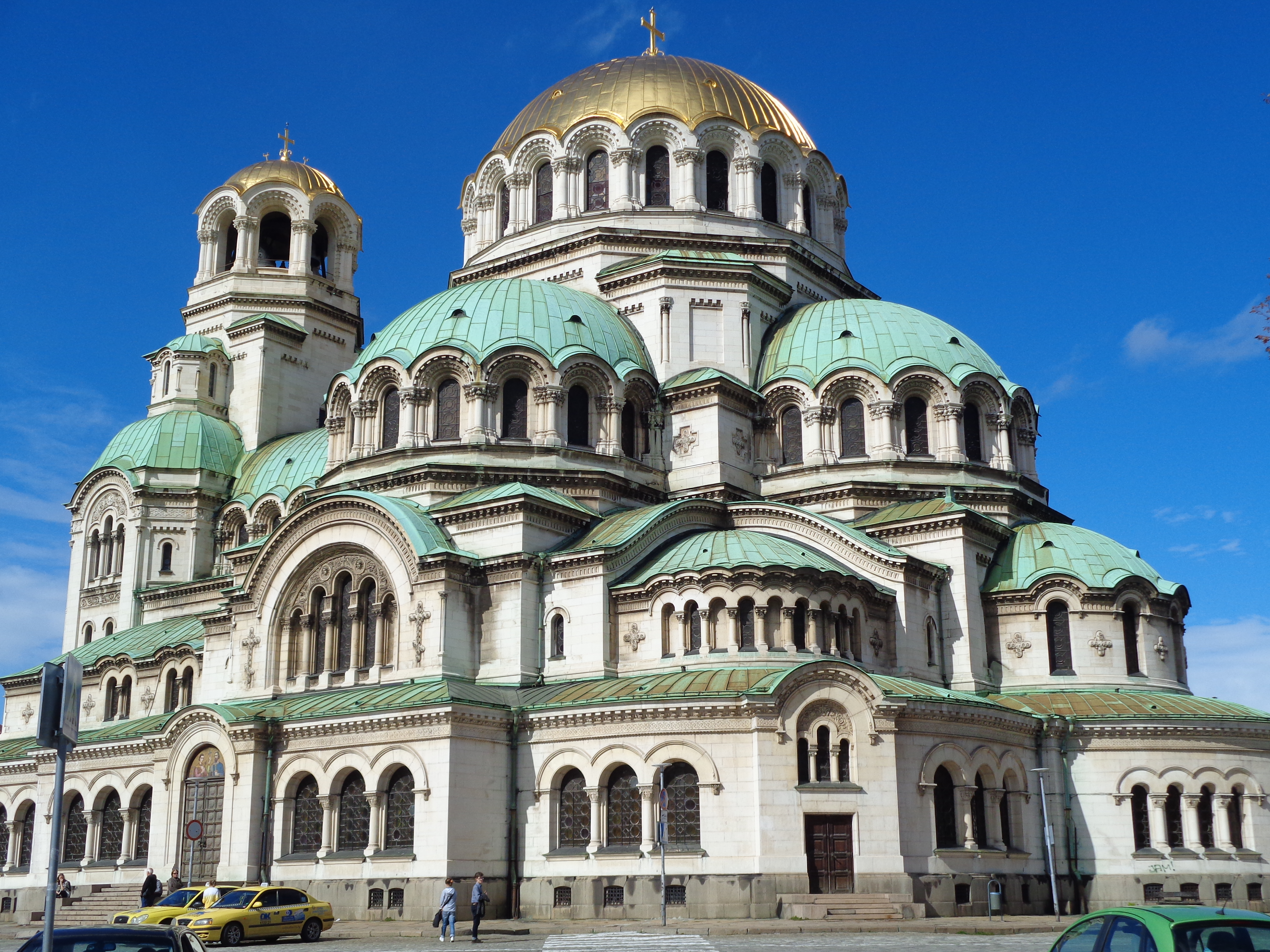
Cathédrale Saint-Alexandre-Nevski de Sofia, (Bulgarie).
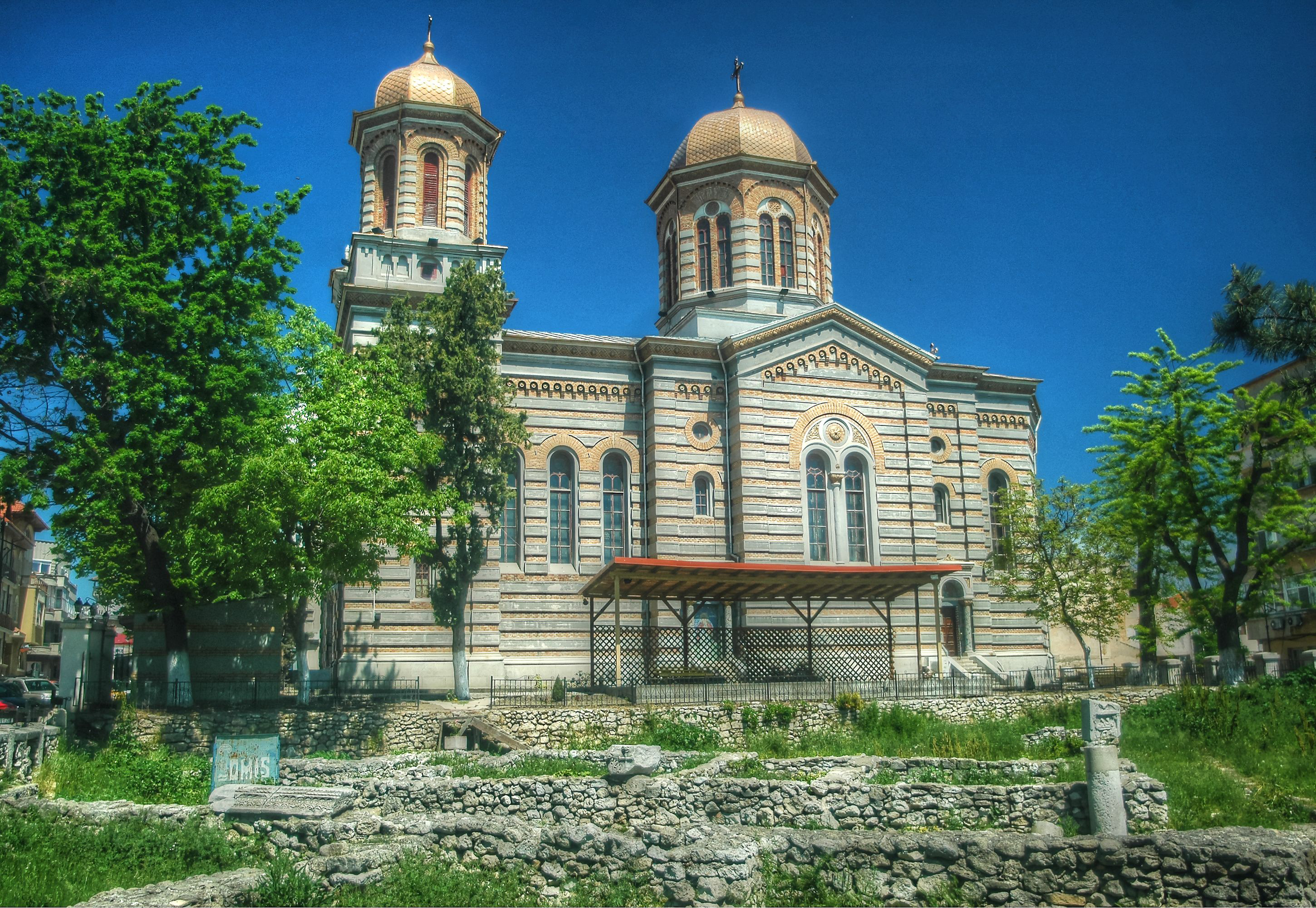
Cathédrale Saints Pierre-et-Paul (Constanța, Roumanie).
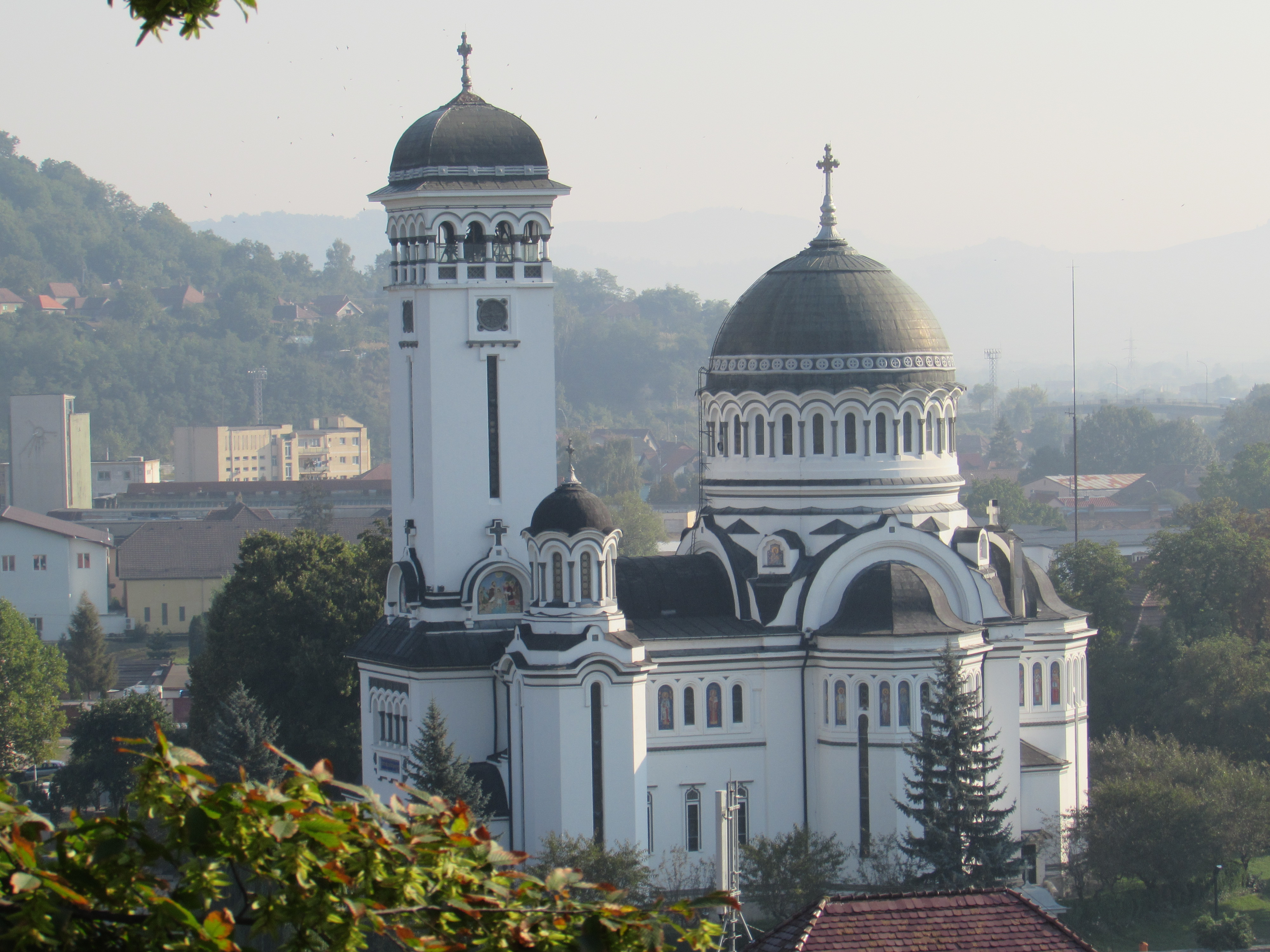
Basilique de la Trinité (Sighișoara, Roumanie).
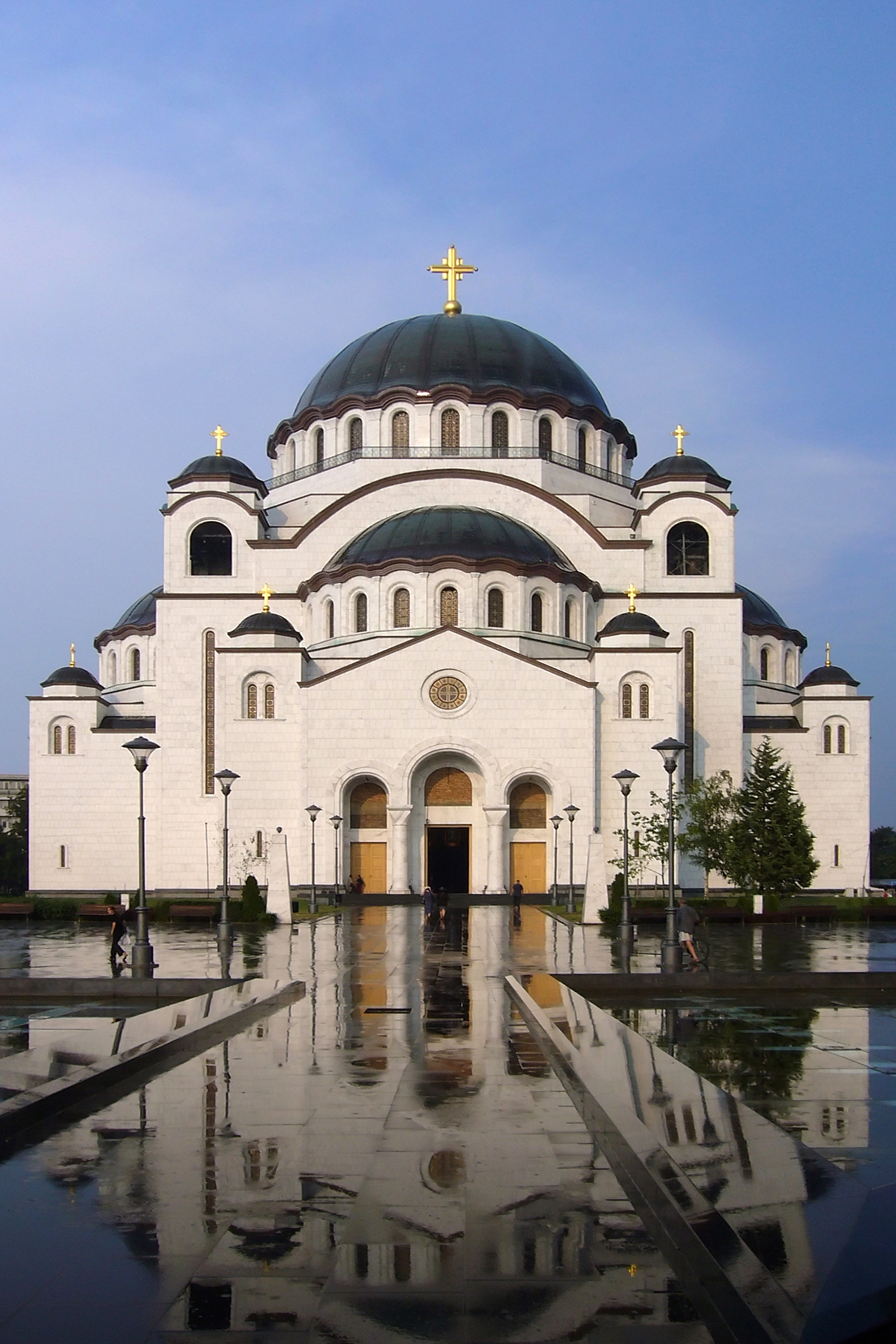
Église Saint-Sava de Belgrade (Serbie).
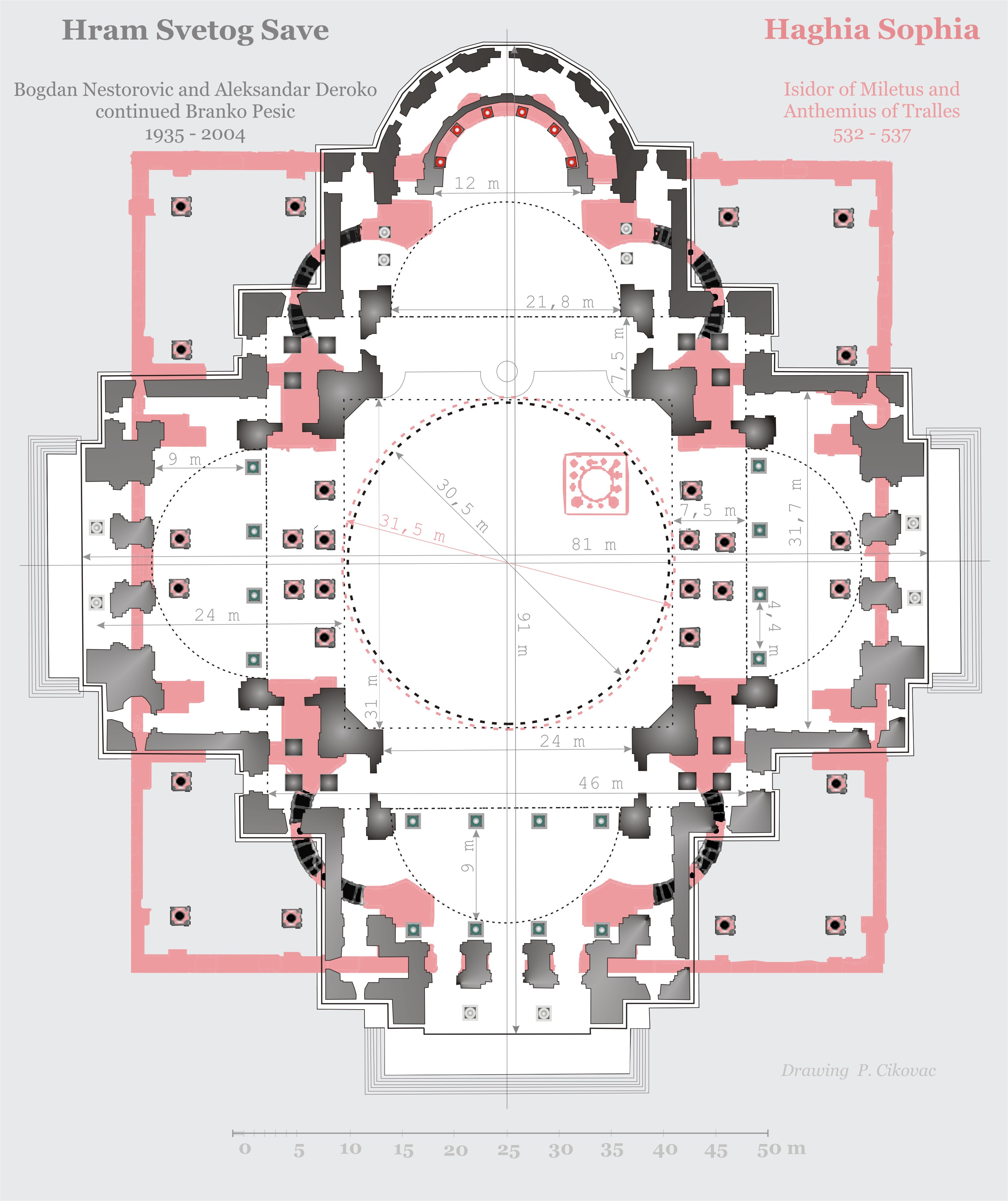
Plan de Saint-Sava superposé sur celui de Sainte Sophie de Constantinople.
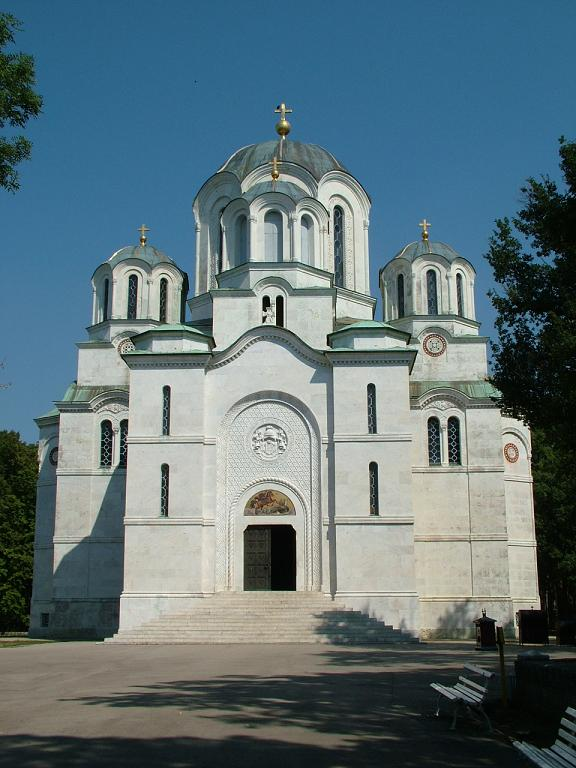
Église Saint-Georges de Topola (Oplenac), nécropole de la dynastie Karađorđević (Serbie).
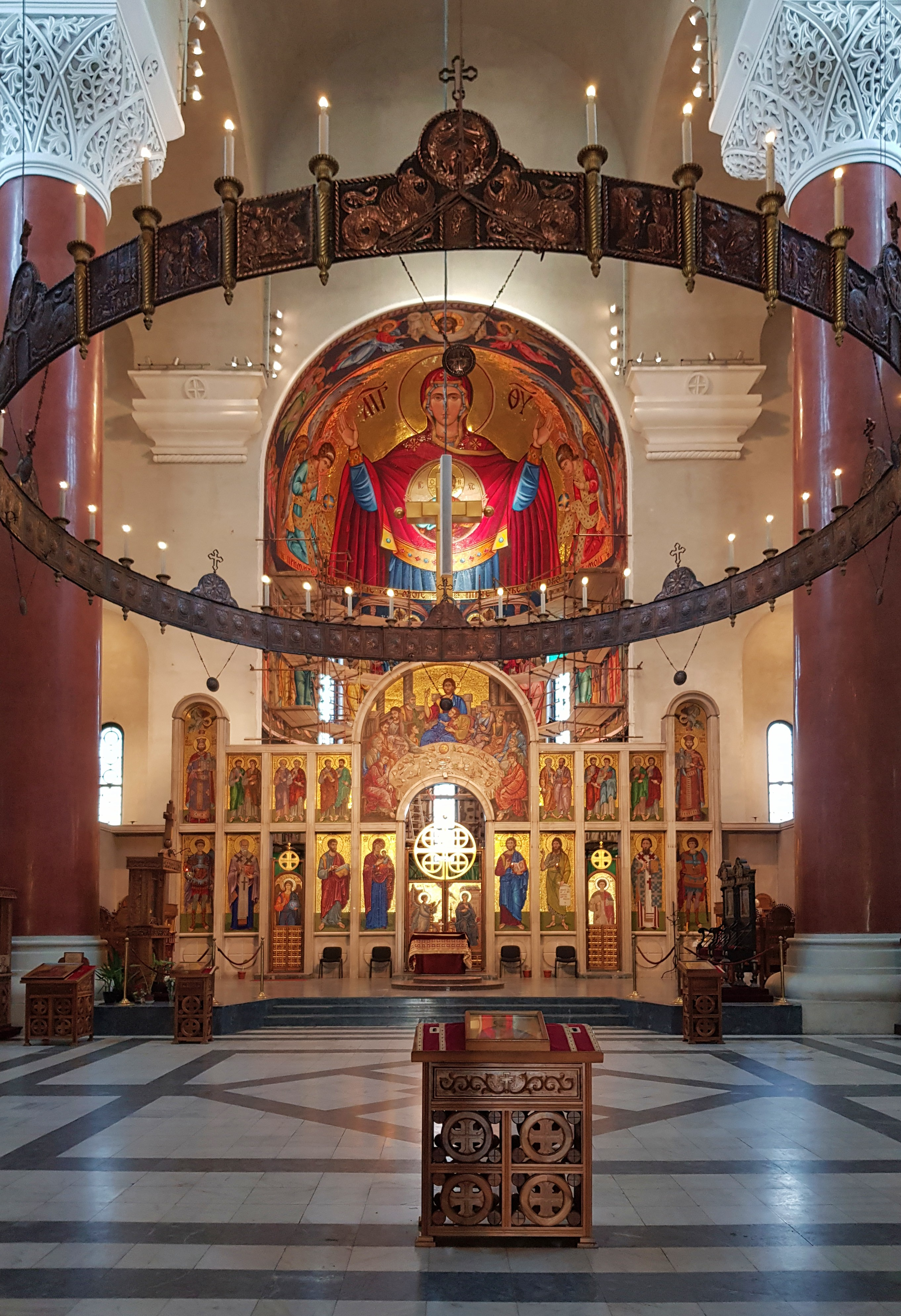
Église Saint-Marc de Belgrade (iconostase)
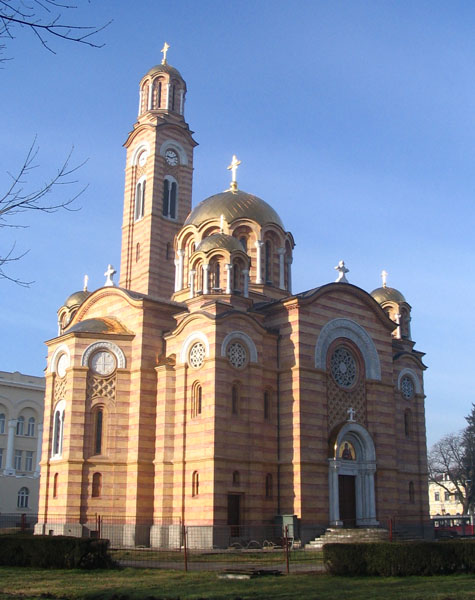
Basilique du Christ-Sauveur (Banja Luka, entité serbe de Bosnie-Herzégovine).

## Pays germaniques
Parmi les premiers exemples d’architecture byzantino-romane, on peut citer l’église Saint-Alexandre-Nevsky de Potsdam près de Berlin due à l’architecte russe  Vassili Stassov et l’abbaye Saint-Boniface de Munich fondée en 1835 par le roi Louis Ier de Bavière (r. 1825-1848) et complétée en 1835. Le plan architectural de l’église suit les règles de l’architecture ayant cours à Ravenne au VIe siècle bien que l’ordre corinthien soit en opposition avec la tradition historique byzantine. En 1876, Louis II de Bavière (r. 1845-1886) commanda des fresques néo-byzantines pour l’intérieur de son château de Neuschwanstein , y compris des mosaïques de Justinien Ier et de saints grecs.
Dans les années 1850, l’architecte danois Theophil Hansen s’intéressa à ce style. Bien que ses œuvres majeures appartiennent aux styles néo-grec et néo-Renaissance, il devait, en tant que professeur d’art byzantin à l’Académie des Beaux-Arts de Vienne, former une génération d’architectes qui rendirent populaire l’architecture néo-byzantine en Autriche et en Hongrie, en Serbie et dans la Yougoslavie de l’après-guerre. Parmi ses propres œuvres appartenant au style néo-byzantin figurent  le musée d'histoire militaire de Vienne (avec Ludwig Forster, 1852-1858), l’église grecque orthodoxe de la Sainte-Trinité de Vienne (1856-1858) et l’église du Christ de Matzleindorf, à Vienne (1858-1860).
Nombre d’églises de style néo-byzantin furent construites pendant le Gründerzeit, période des  premières années qui suivirent la formation de l'Empire allemand en 1871, comme l’église du Sacré-Cœur de Berlin-Prenzlauer Berg et la basilique du Rosaire, également située à Berlin.

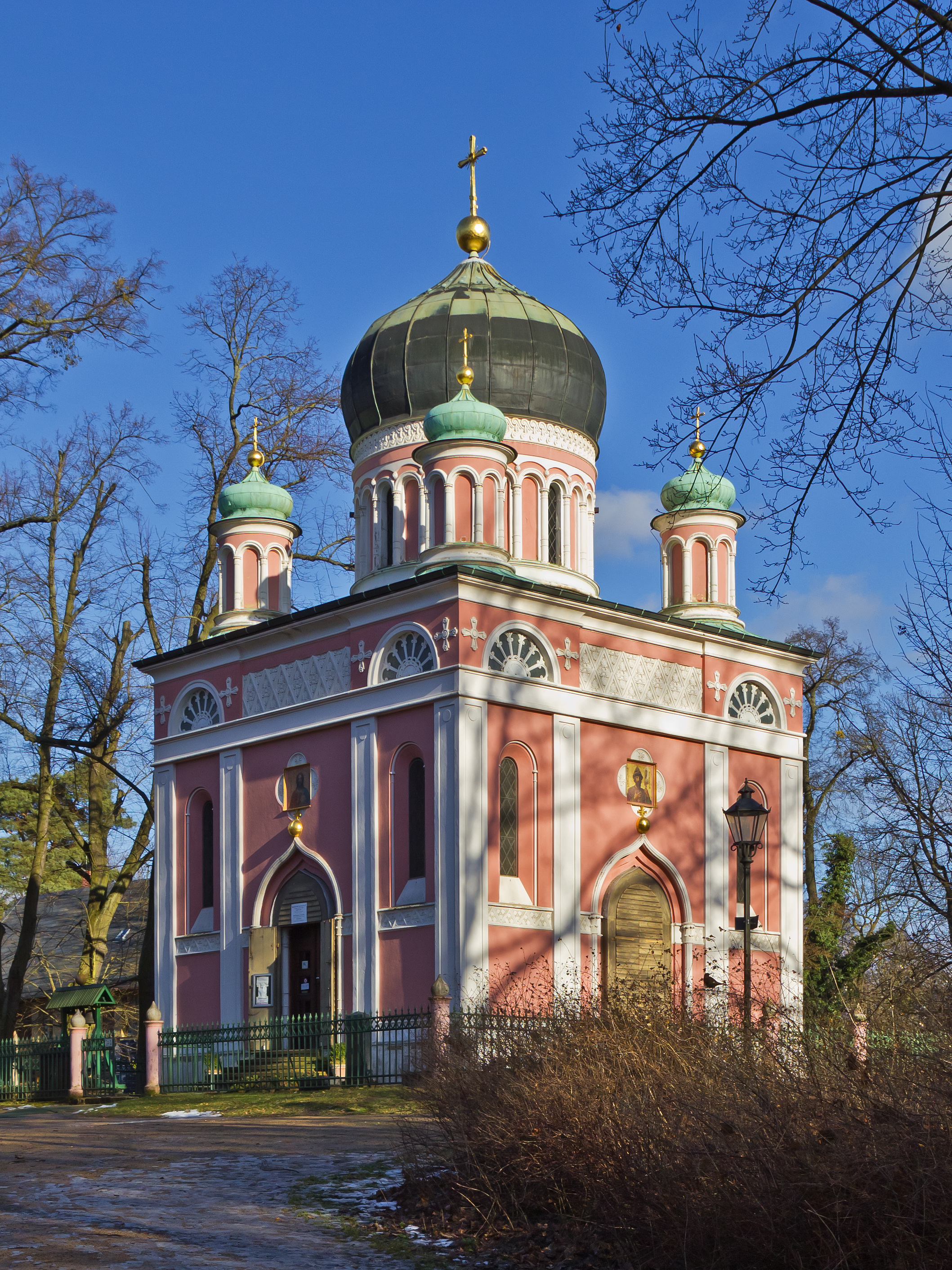
Église Saint-Alexandre-Nevsky de Potsdam (Allemagne).
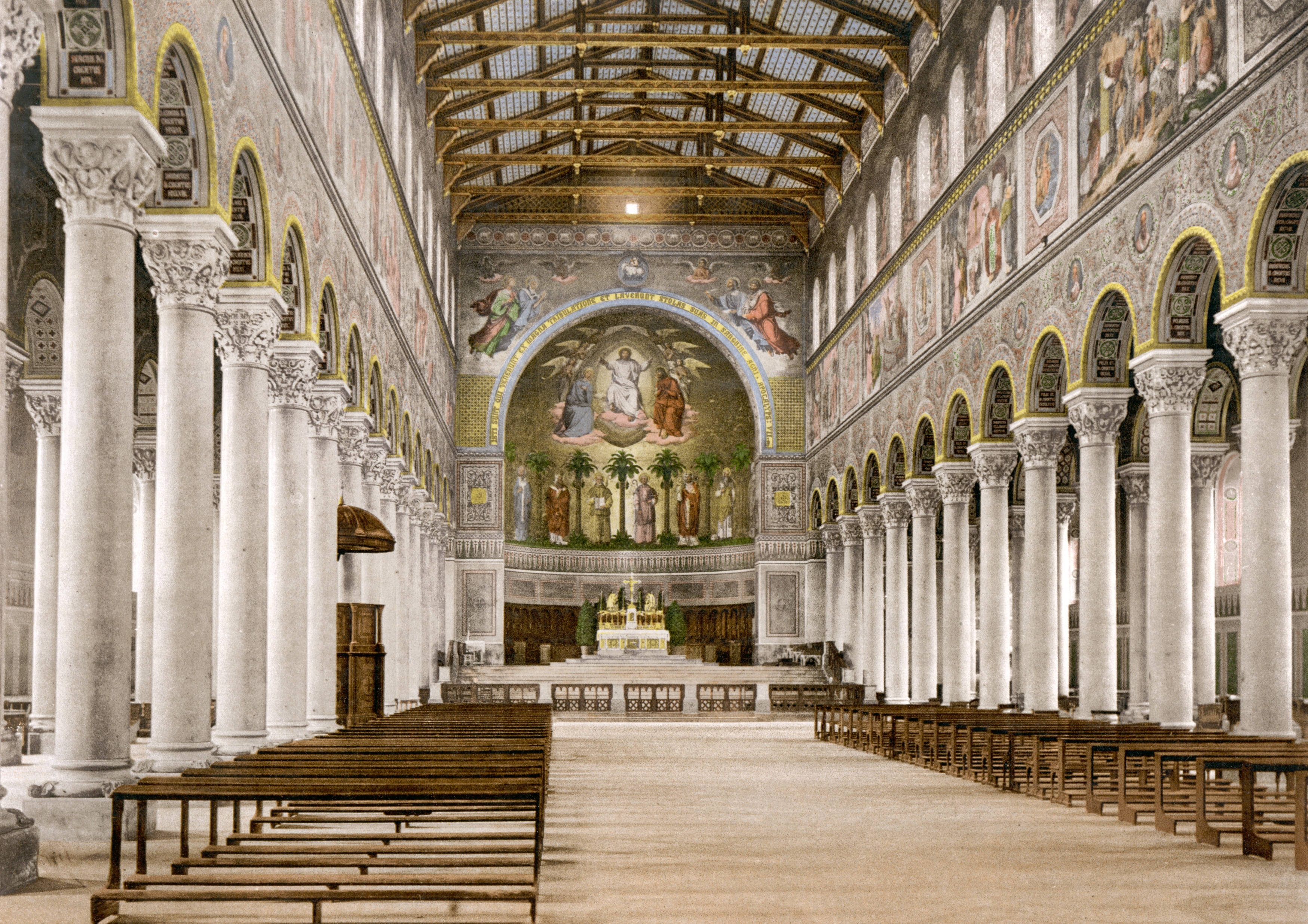
Intérieur de l’abbaye Saint-Boniface de Munich (Allemagne).
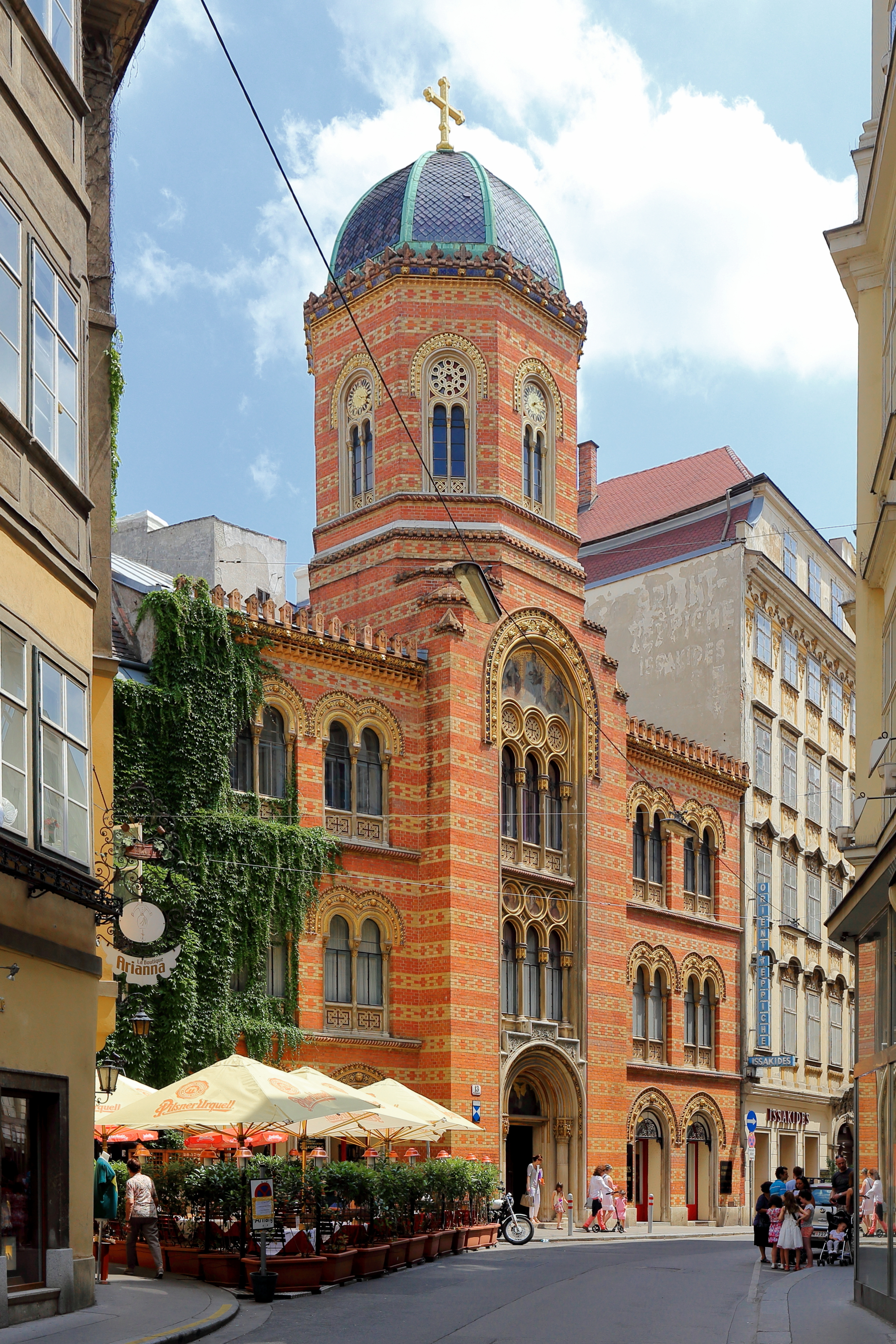
Église grecque orthodoxe de la Trinité (Vienne, Autriche).
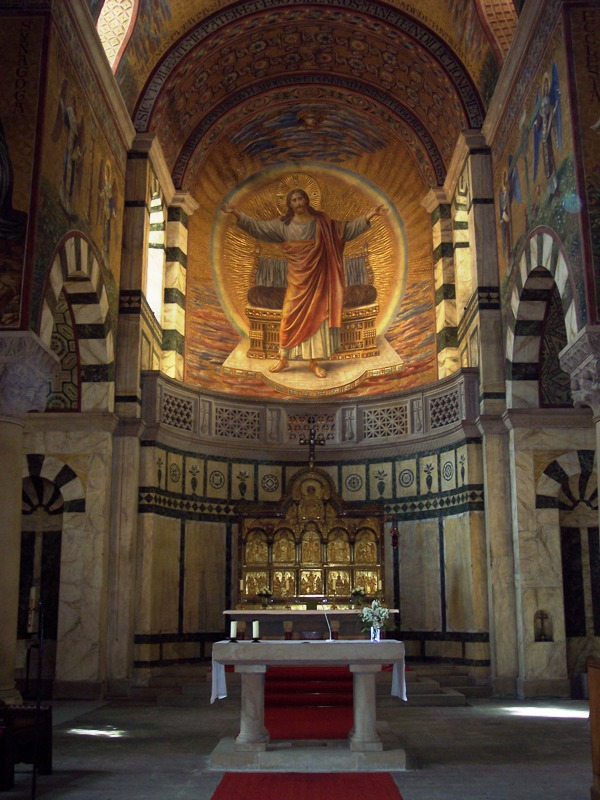
Intérieur de l’église du Sacré-Cœur (Berlin, Allemagne).
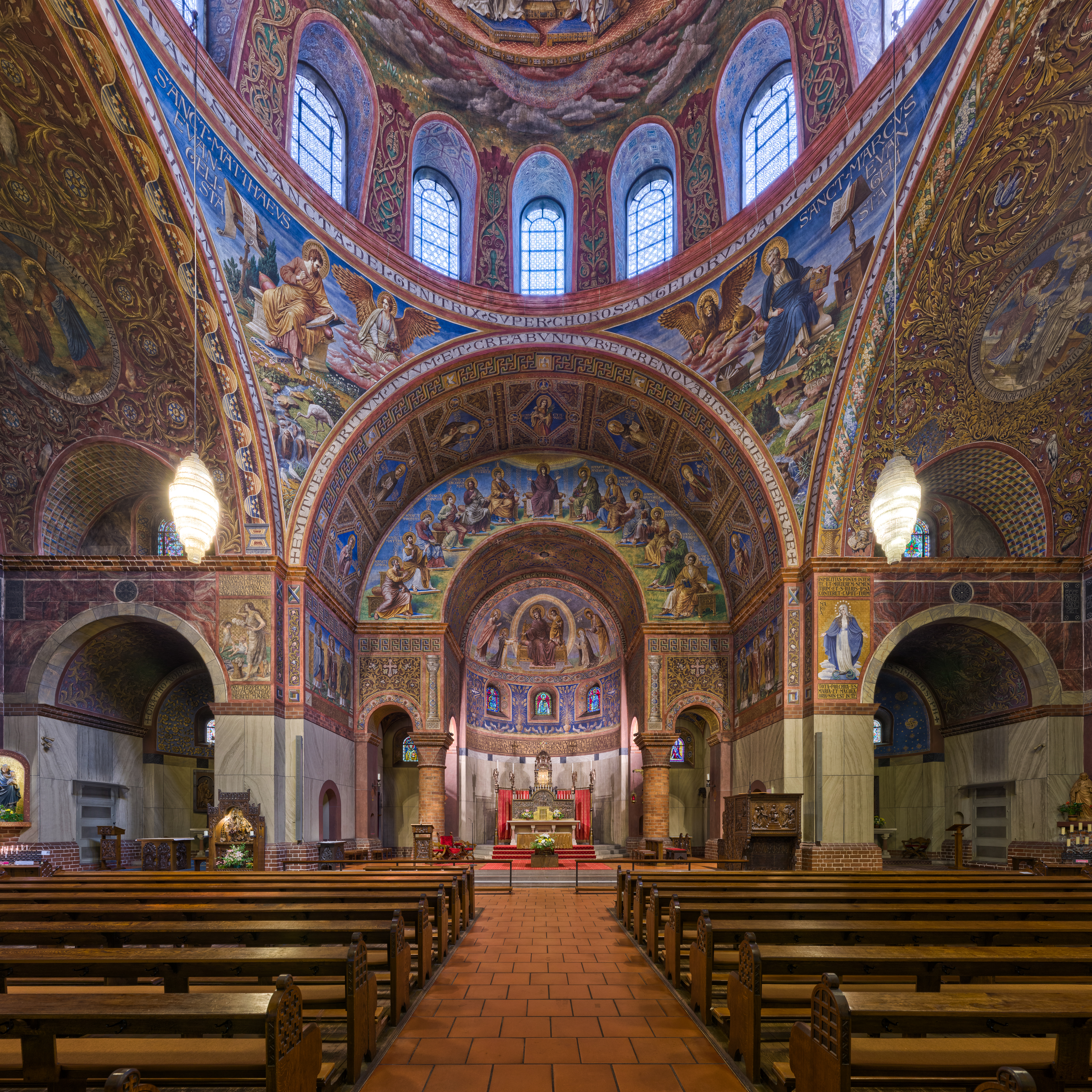
Intérieur de la basilique de Notre-Dame-du-Rosaire (Berlin, Allemagne).

## Grande-Bretagne et Irlande
On doit à John Francis Bentley (1839-1902) la cathédrale de Westminster (1895-1903) de Londres l’exemple le plus important de ce style en Grande-Bretagne. Il existe toutefois nombre d’autres églises et édifices séculiers tels que l’église du Christ de Brixton Road, également à Londres de l’architecte Arthur Beresford Pite (1897-1903), ainsi que l’église Sainte-Marie-et-Saint Georges de High Wycombe (1935-1938). Entre les années 1850 et 1880 se développa à Bristol un style connu sous le nom de « style byzantin de Bristol » combinant dans des édifices industriels des éléments de l’architecture néo-byzantine et mauresque. L’église de l’Université Newman de Dublin (1885-1886) en fournit un bon exemple pour l’Irlande.

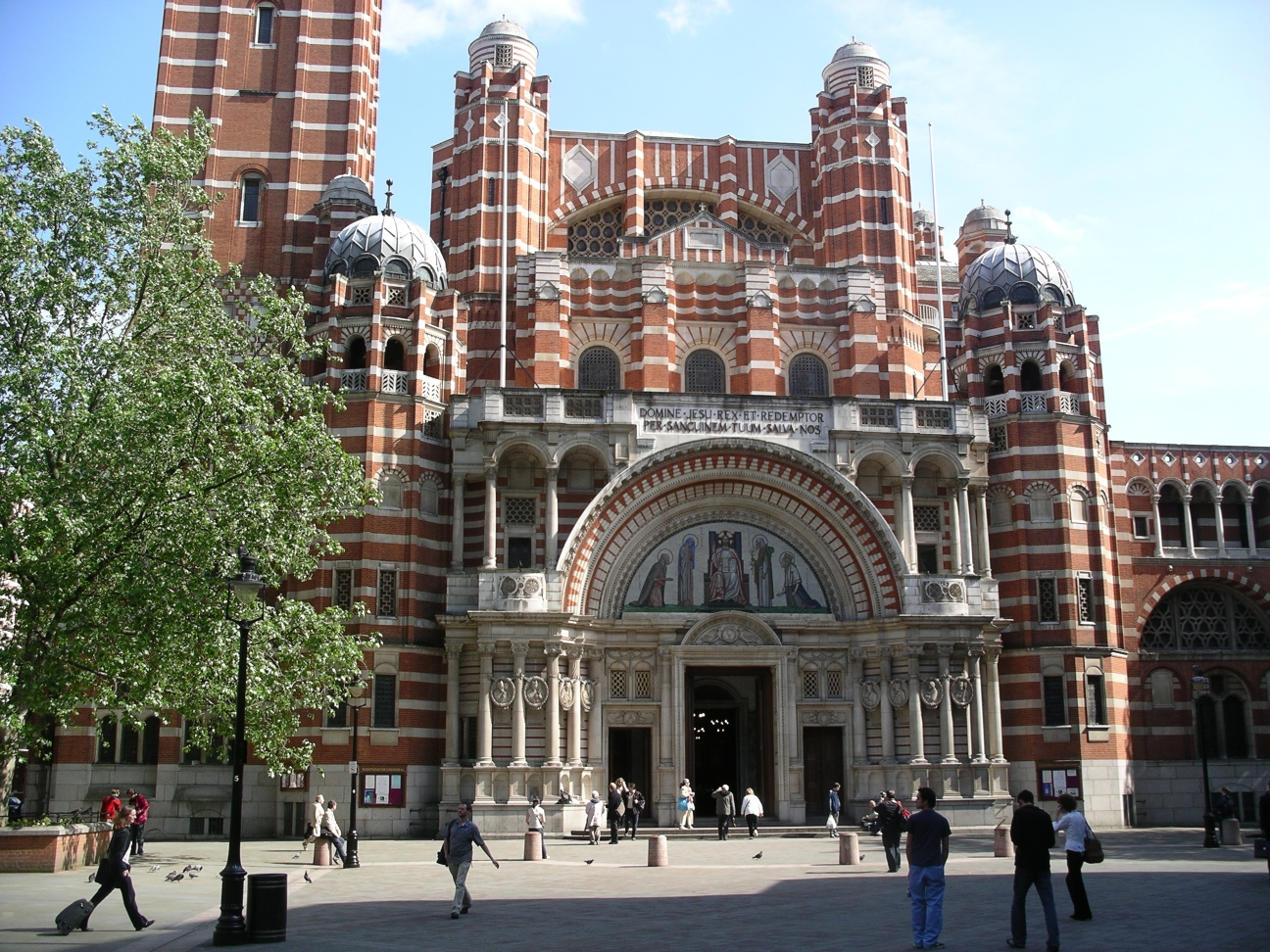
Façade néo-byzantine de la cathédrale de Westminster (Londres, Angleterre).
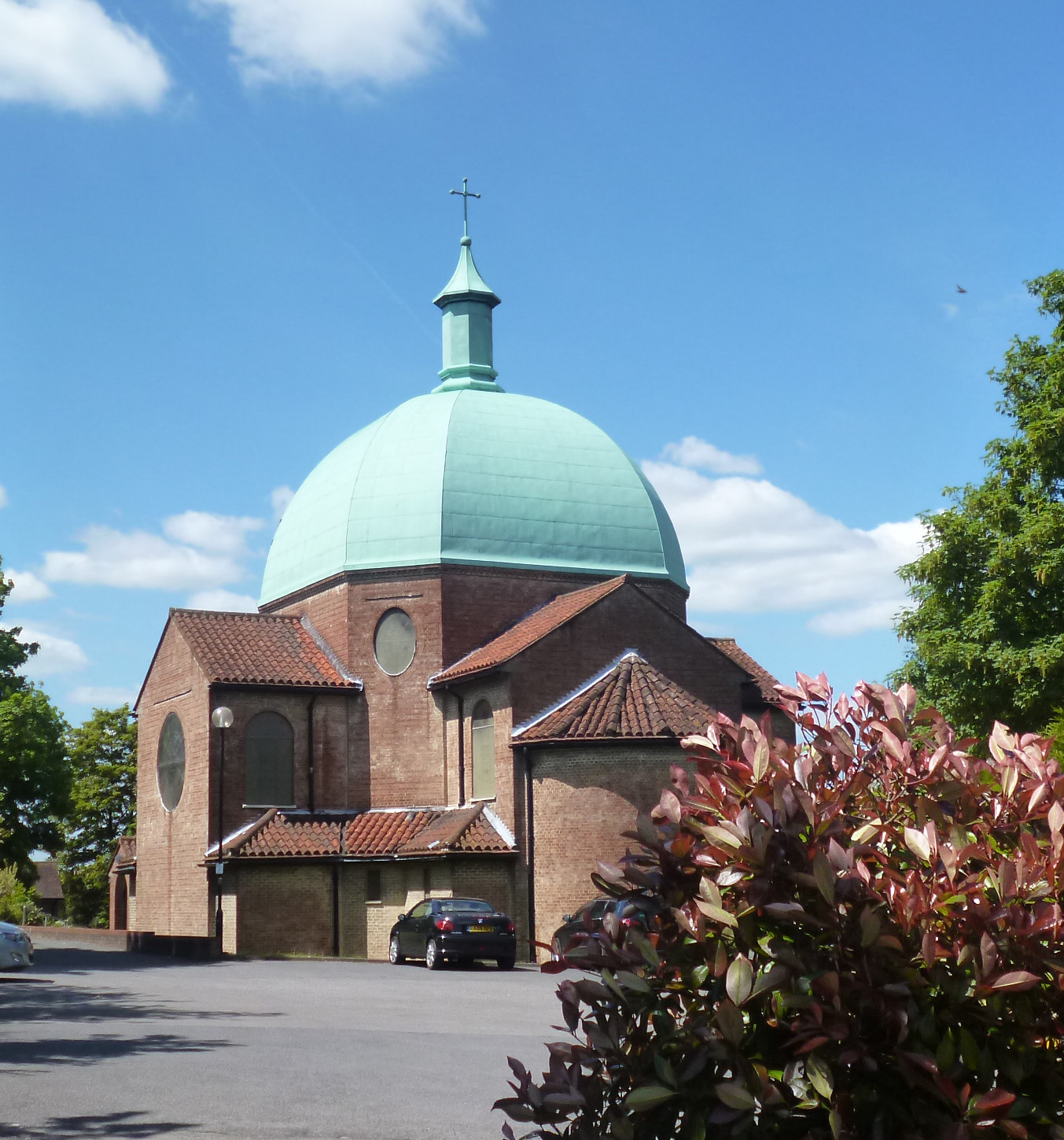
Église St Mary and St George (High Wycombe).
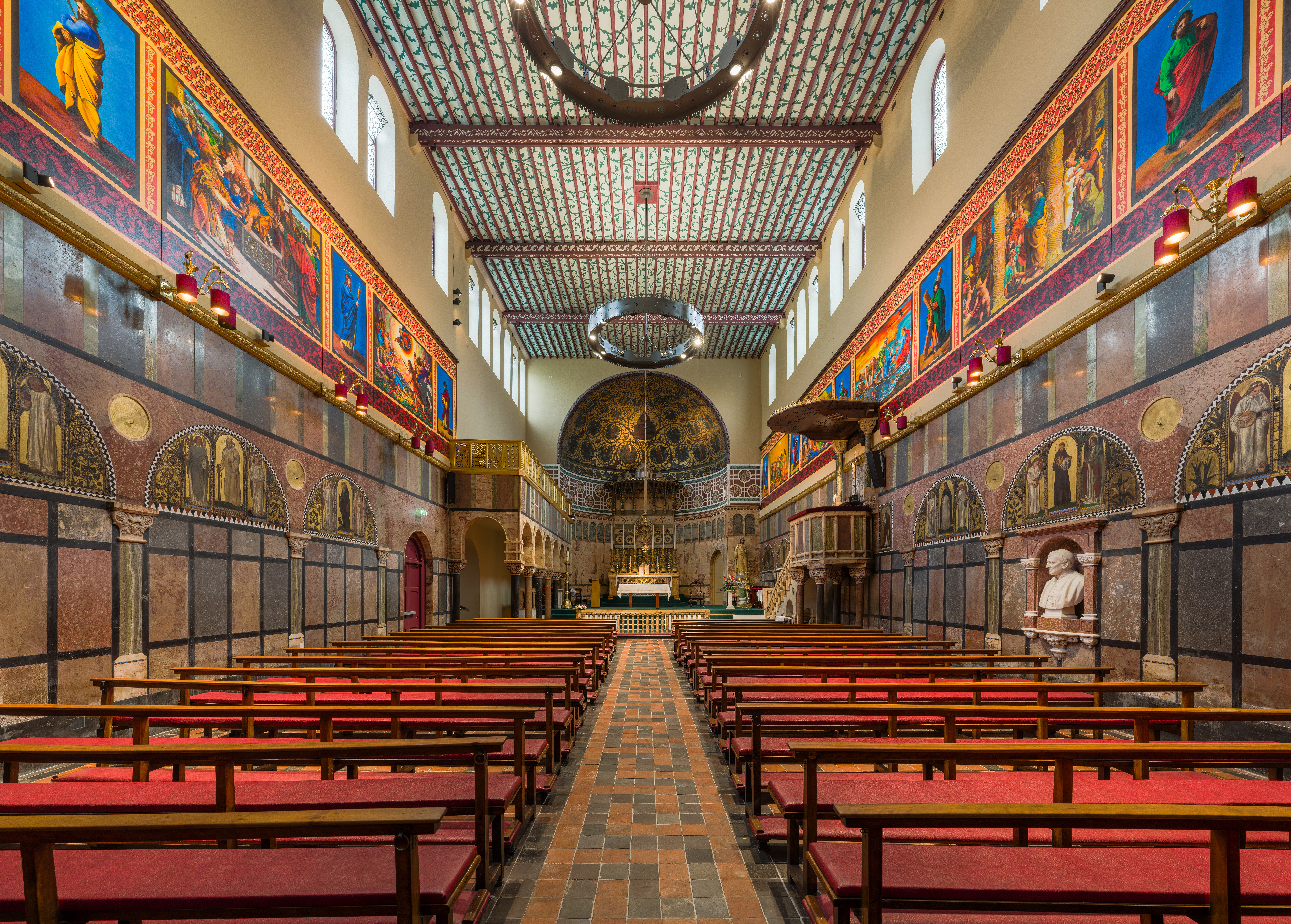
Intérieur de la Newman University Church (Dublin, Irlande).
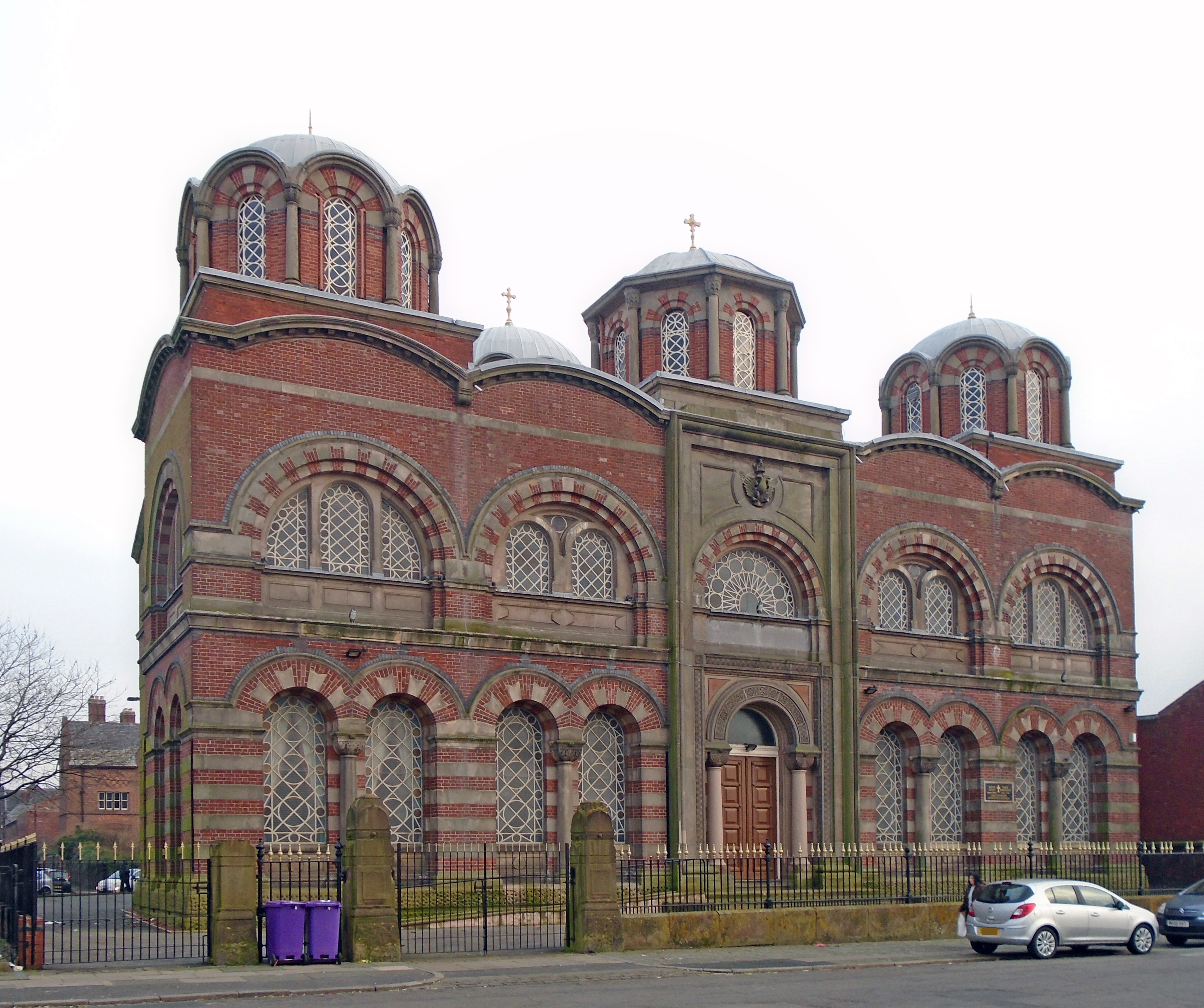
L'église orthodoxe grecque Saint-Nicolas de Liverpool.

## France
En France, le néo-byzantin a connu un vif succès dans la seconde moitié XIXe siècle et le début du XXe siècle et les exemples sont nombreux. Les références à l'art byzantin s'y mélangent souvent avec le style médiéval roman du sud et de l'ouest de la France (inspiré de la cathédrale Saint-Front de Périgueux et de la cathédrale Notre-Dame du Puy-en-Velay entre autres, qui dès le Moyen Âge intégraient déjà beaucoup d'aspects de l'art byzantin) et d'Italie (roman toscan). Ce style est donc souvent qualifié de romano-byzantin. Mais sur certains édifices, les éléments byzantins peuvent aussi se mélanger avec bien d'autres styles, dans l'esprit de l’éclectisme prégnant à cette époque.

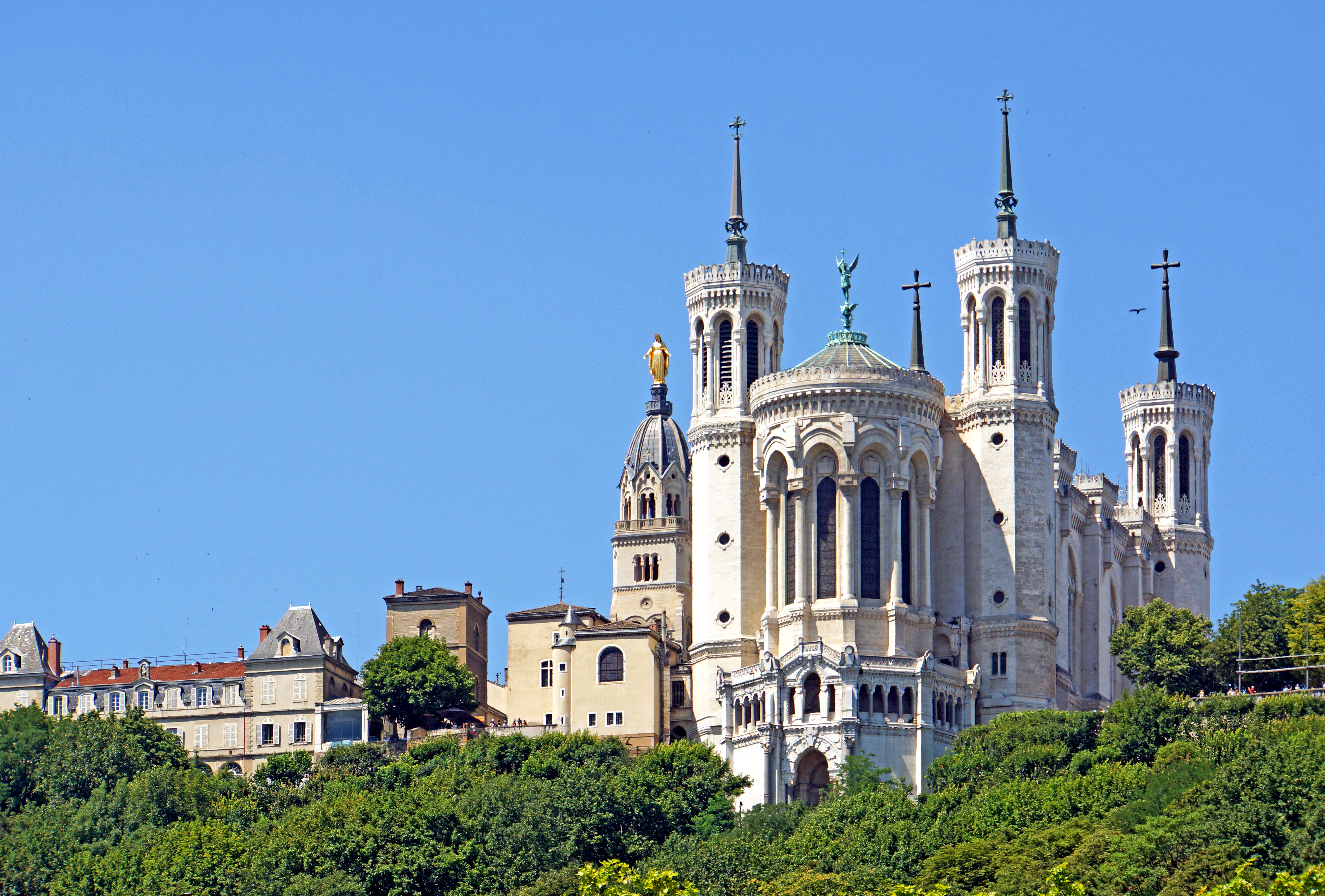
Basilique de Fourvière dominant la ville de Lyon

À Marseille il faut surtout citer la cathédrale de la Major et la basilique Notre-Dame-de-la-Garde qui sont caractéristiques de ce style. Elles ont toutes les deux été construites par Henri Espérandieu. A Lyon, c'est la Basilique Notre-Dame de Fourvière (1884) qui est le meilleur exemple, comme à Paris la basilique du Sacré-Cœur de Montmartre (1923) et l'église du Saint-Esprit.

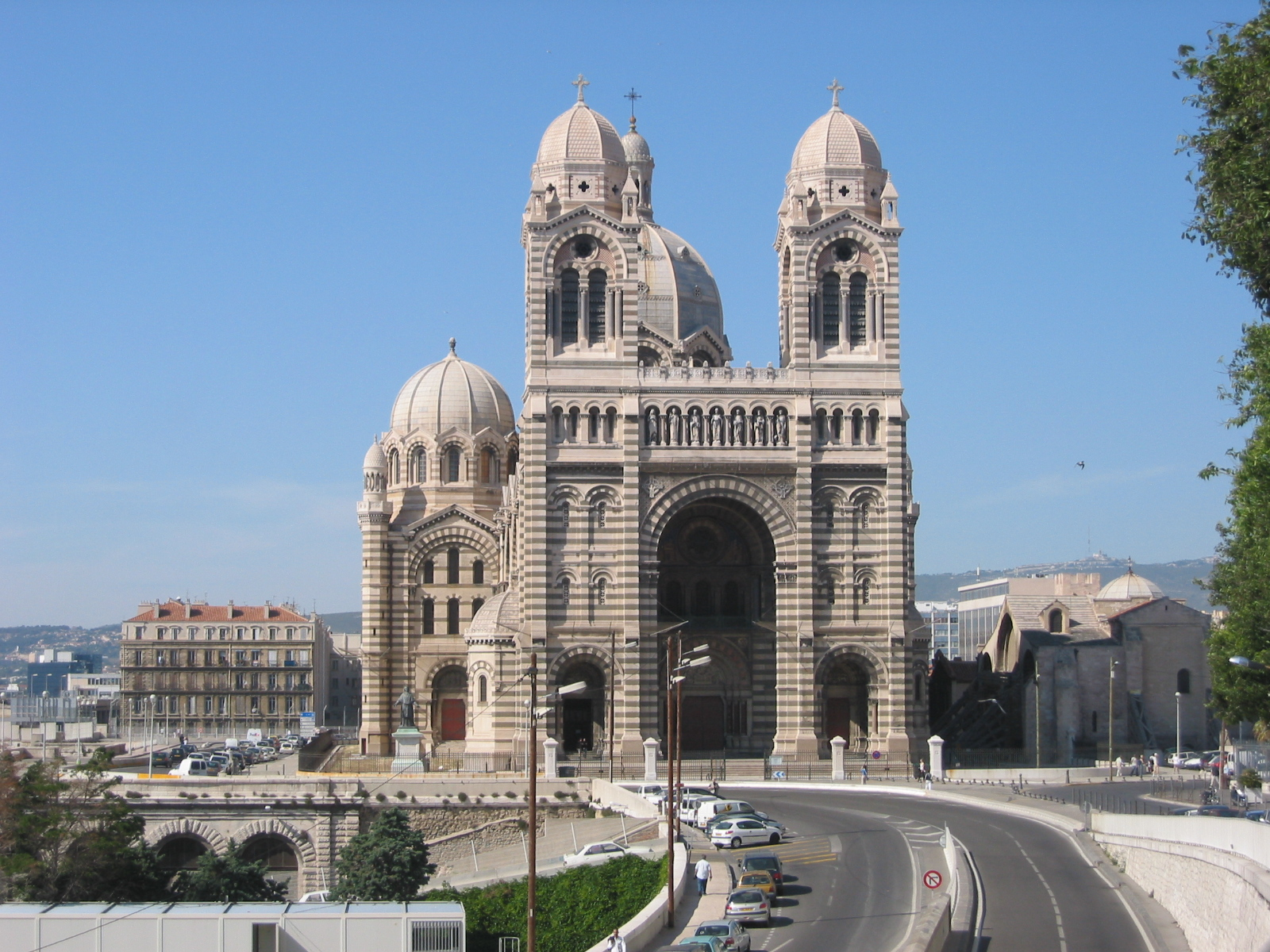
Cathédrale Sainte-Marie-Majeure de Marseille (France).
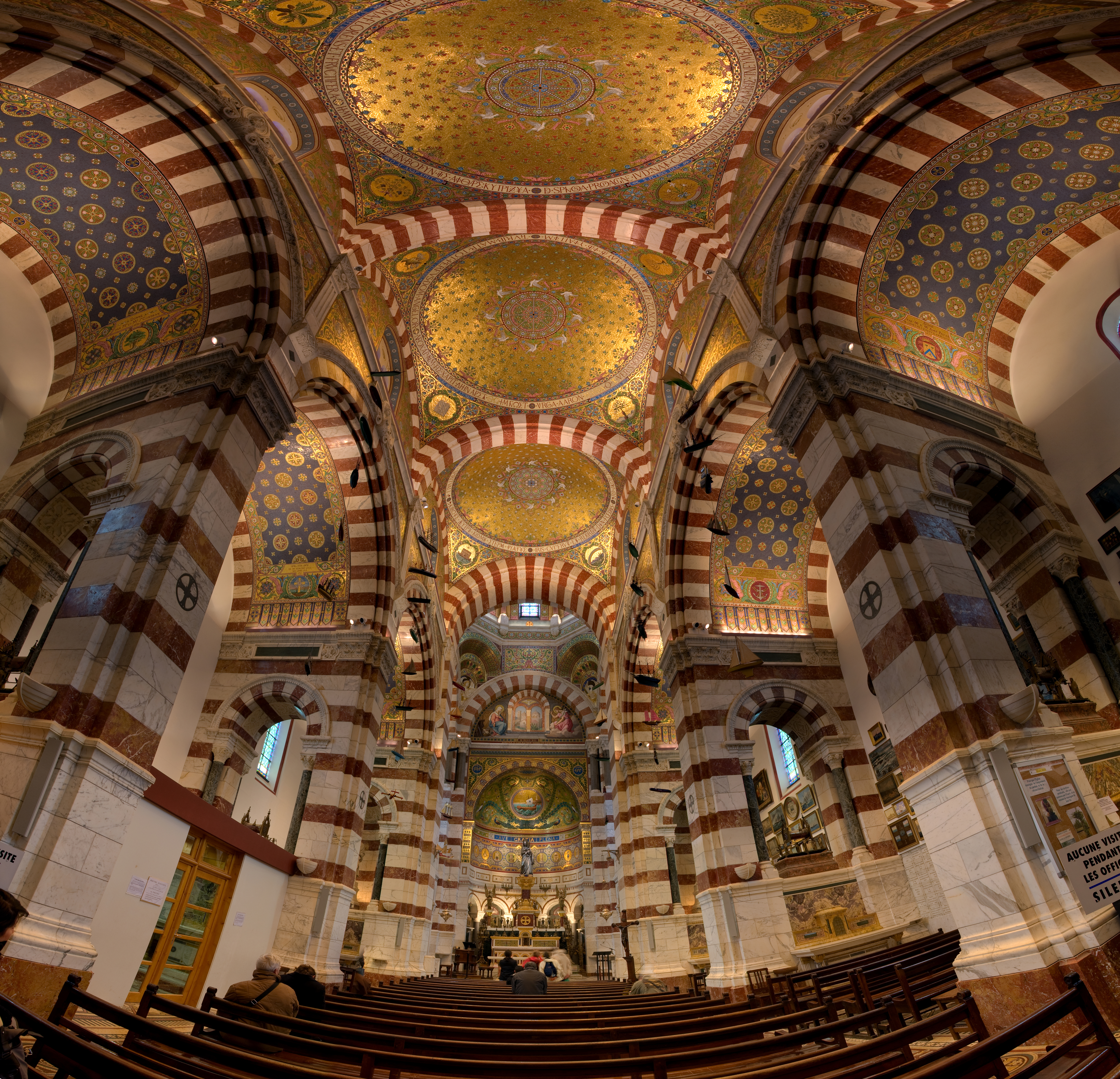
Intérieur de la basilique Notre-Dame-de-la-Garde (Marseille, France).
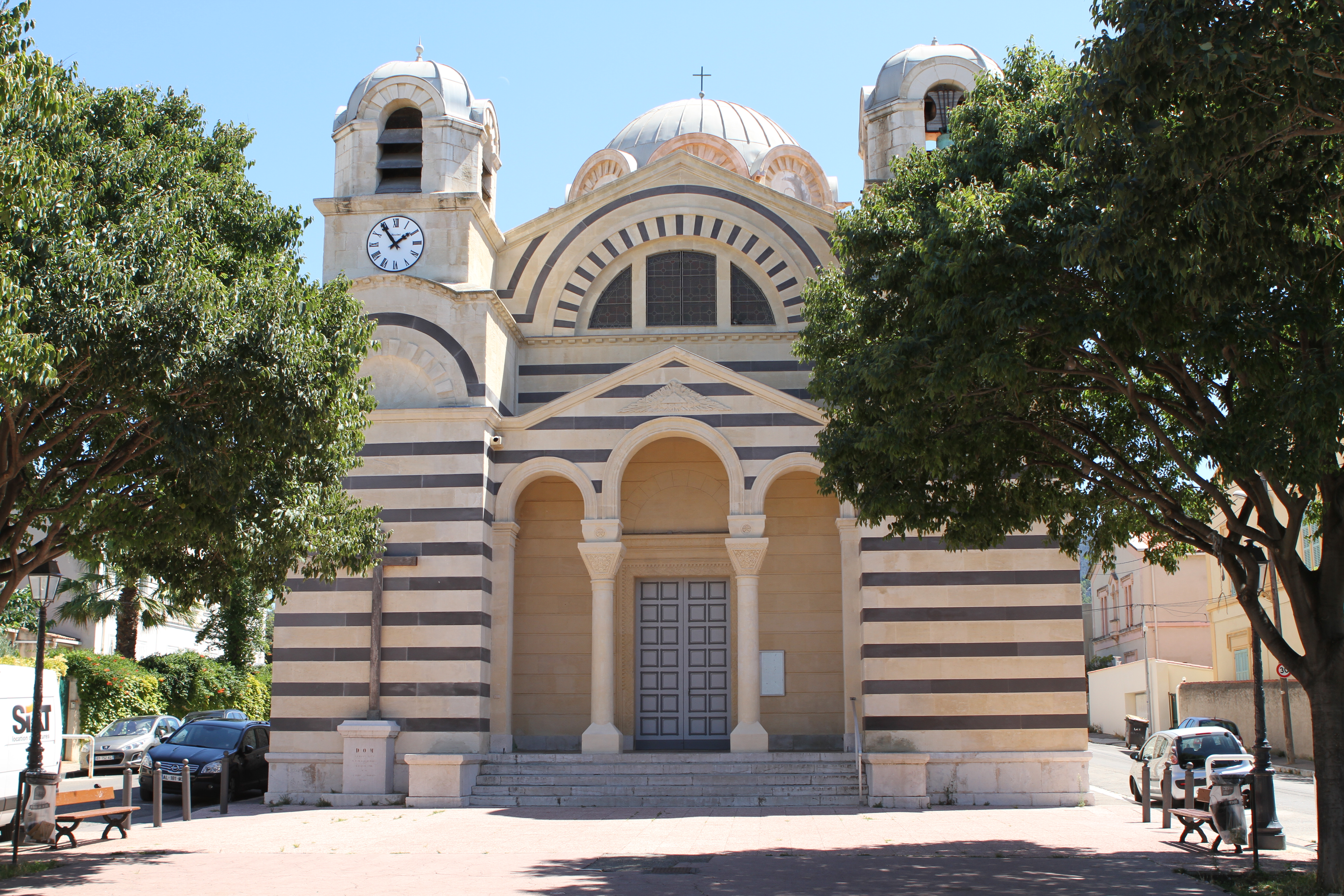
Église marseillaise Sainte-Eusébie, place Engalière à Montredon (Marseille).
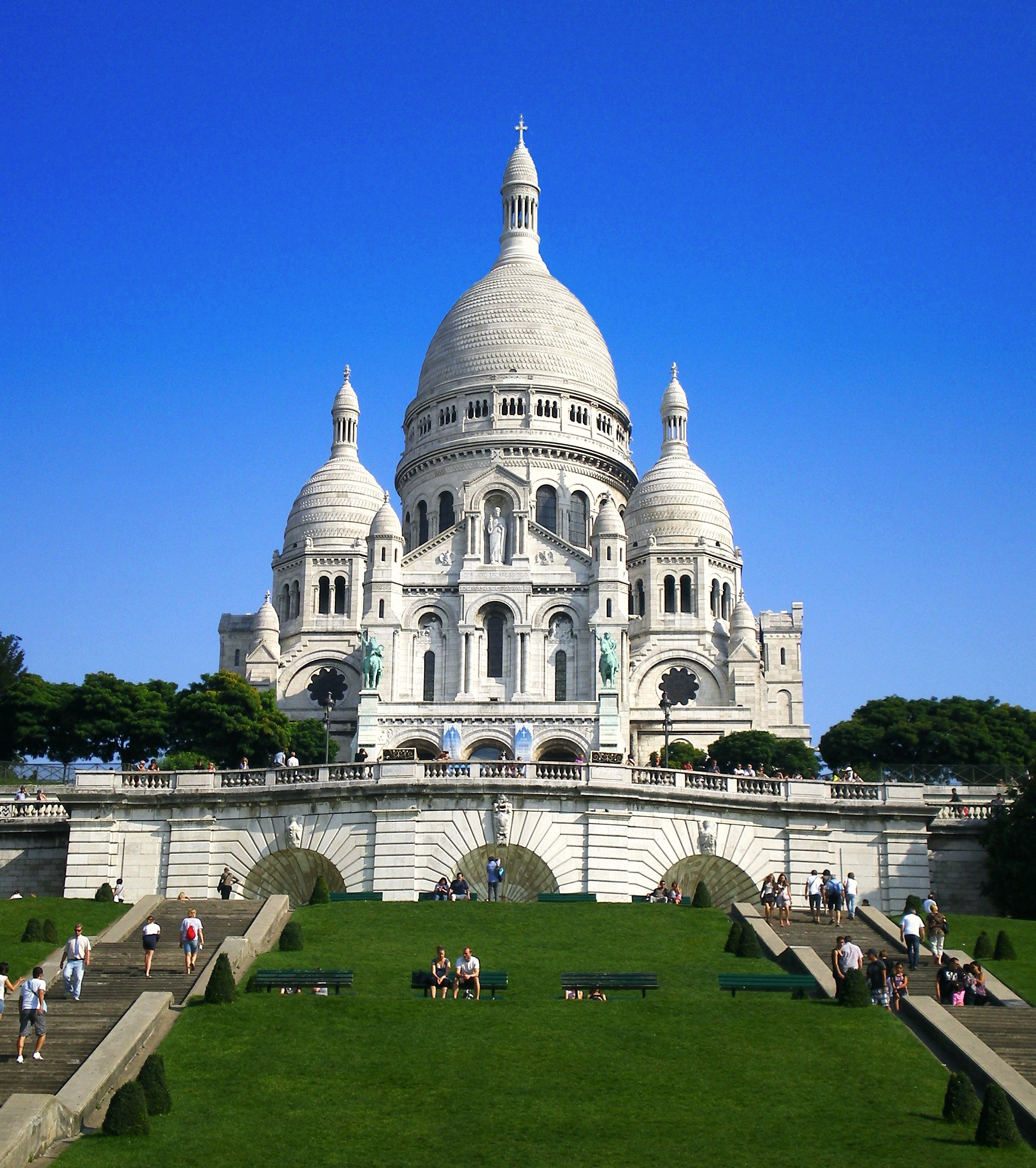
Basilique du Sacré-Cœur de Montmartre (Paris, France).
Intérieur de l’église du Saint-Esprit (Paris, France).

## Ailleurs en Europe

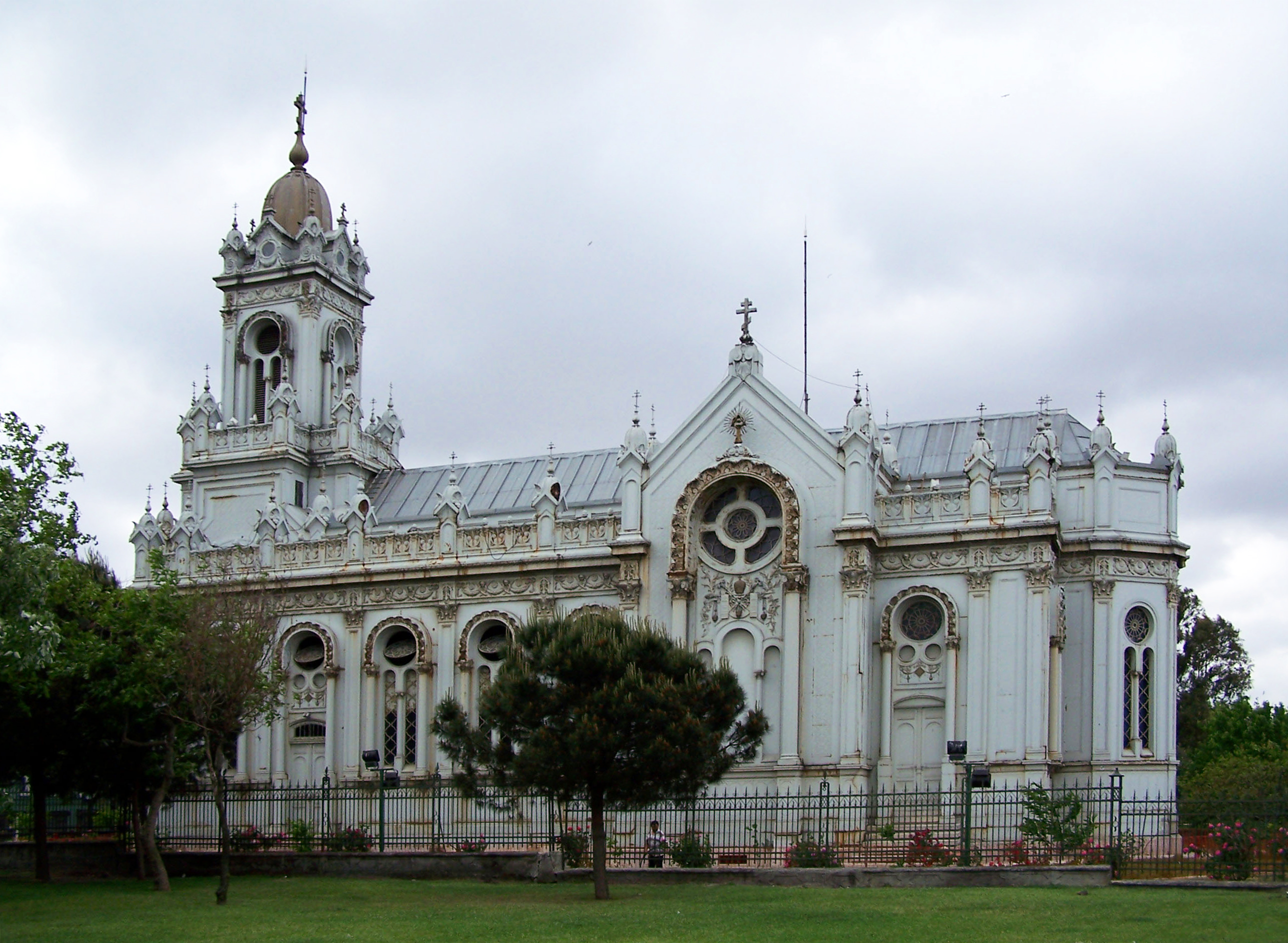
Église bulgare Sveti-Stefan (Balat, Istanbul, Turquie).
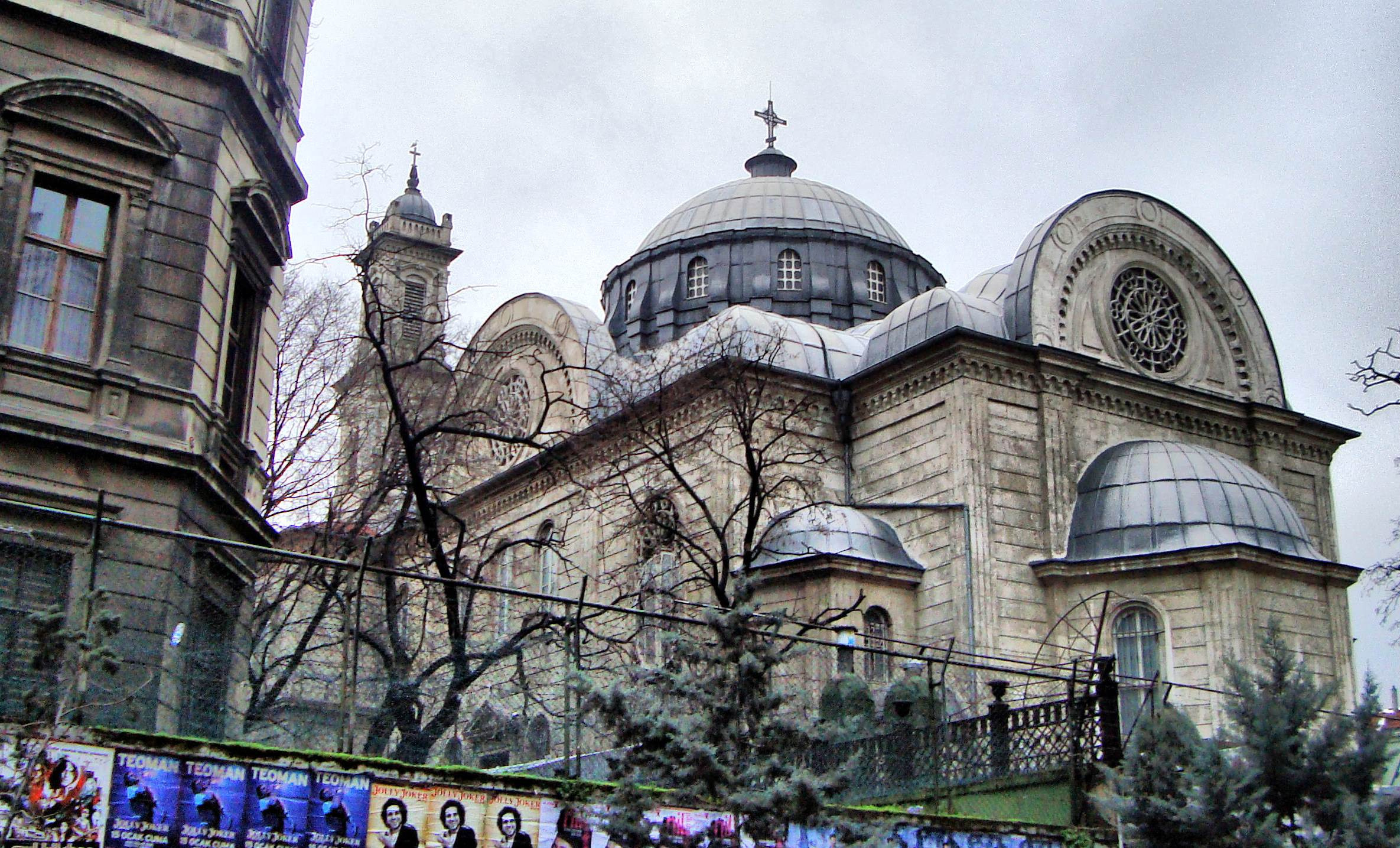
Basilique grecque Agia Triada (Pera, Istanbul).
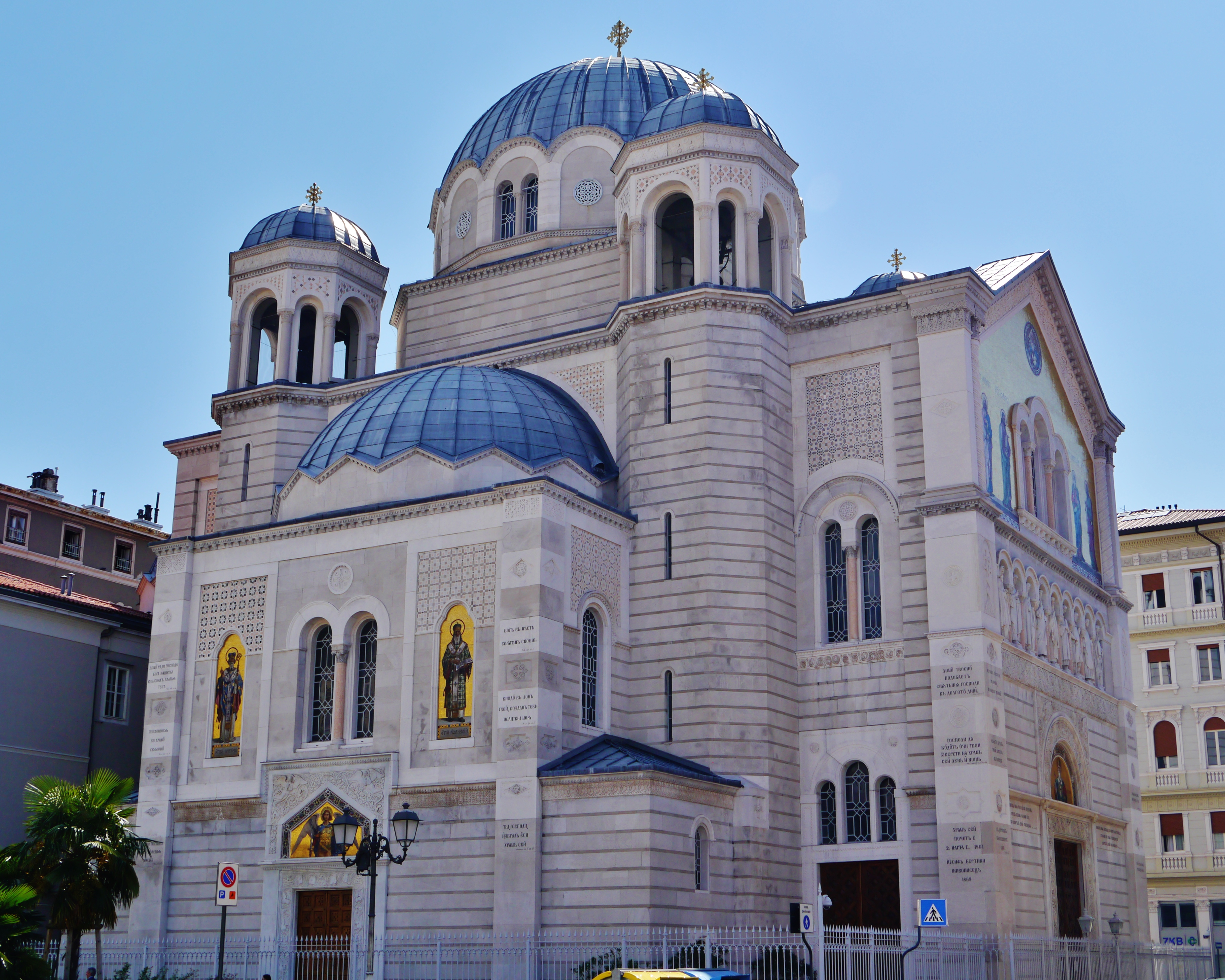
Basilique de la Trinité et de Saint-Spyridon (Trieste, Italie).
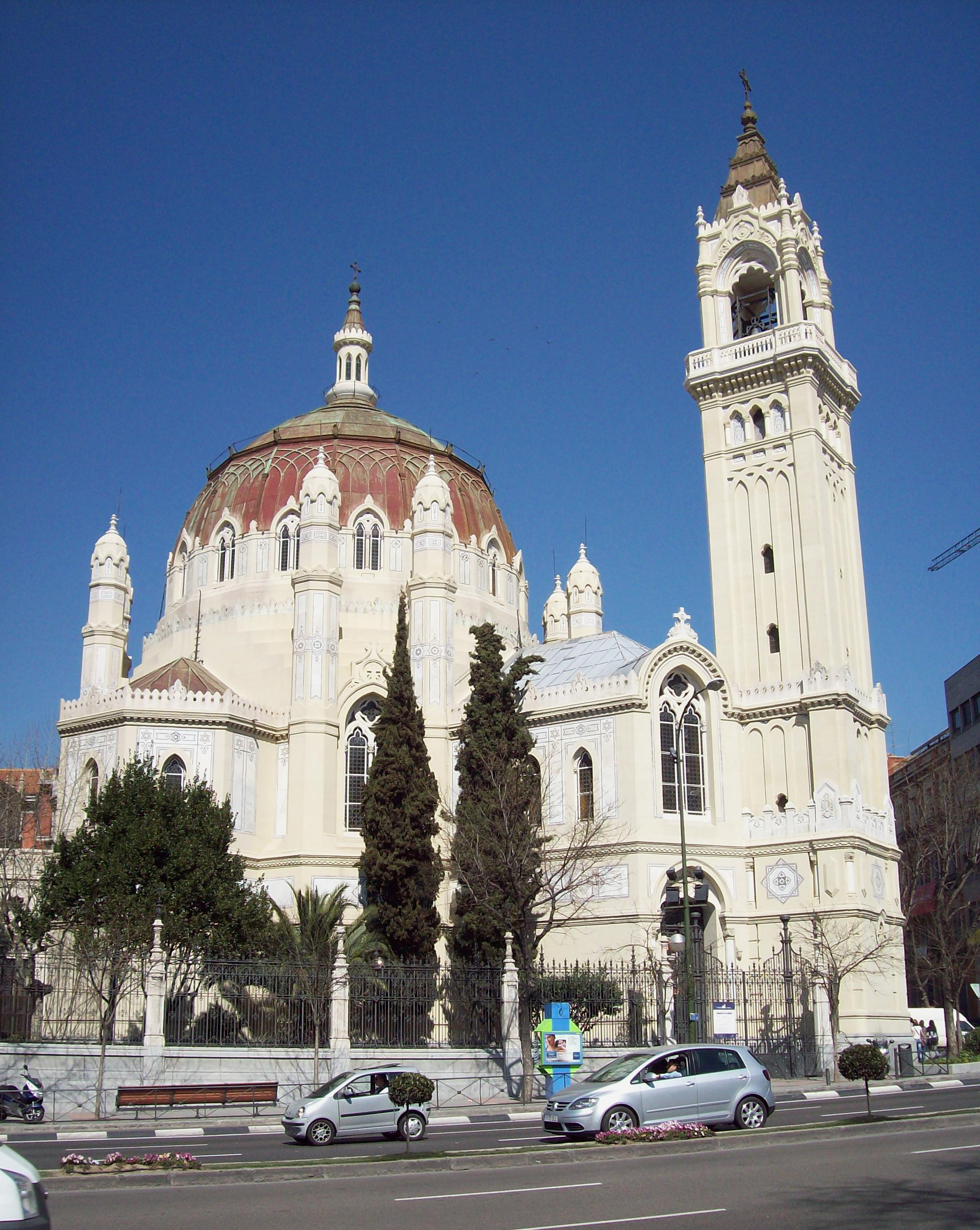
Église San Manuel y San Benito (Madrid, Espagne).

## Amériques
Au Brésil, la cathédrale métropolitaine orthodoxe de São Paulo érigée à partir de 1940 sur le modèle d’Hagia Sophia et terminée en 1954 dans le cadre du 400e anniversaire de la ville est le siège de l'« archidiocèse orthodoxe antiochien de São Paulo et de tout le Brésil ».
Aux États-Unis, on retrouve des influences néo-byzantines dans nombre d’édifices dont l’architecture constitue souvent un amalgame vernaculaire de styles médiévaux romans et gothiques ou encore dans des renouveaux du « style des missions » et du « style colonial espagnol ». L’architecture néo-byzantine est présente par exemple dans plusieurs bâtiments du campus de l’université Rice au Texas, à l’église Saint-François-de-Sales de Philadelphie, à la basilique du « sanctuaire national de l’Immaculée Conception » construite entre 1920 et 1959 à Washington ou à la cathédrale basilique de Saint-Louis au Missouri. La « Christ Church United Methodist » de New York est un bon exemple de l’amalgame des styles néo-gothique et néo-byzantin.

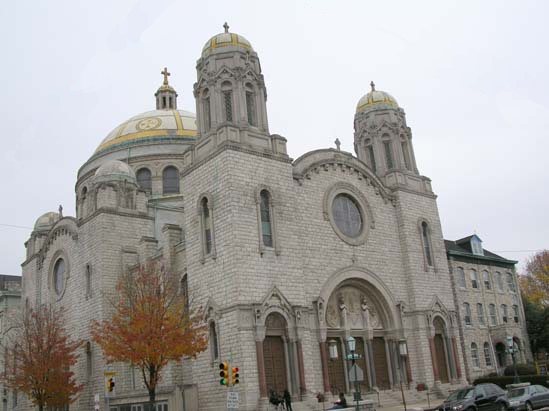
Église Saint-François-de-Sales de Philadelphie (États-Unis).
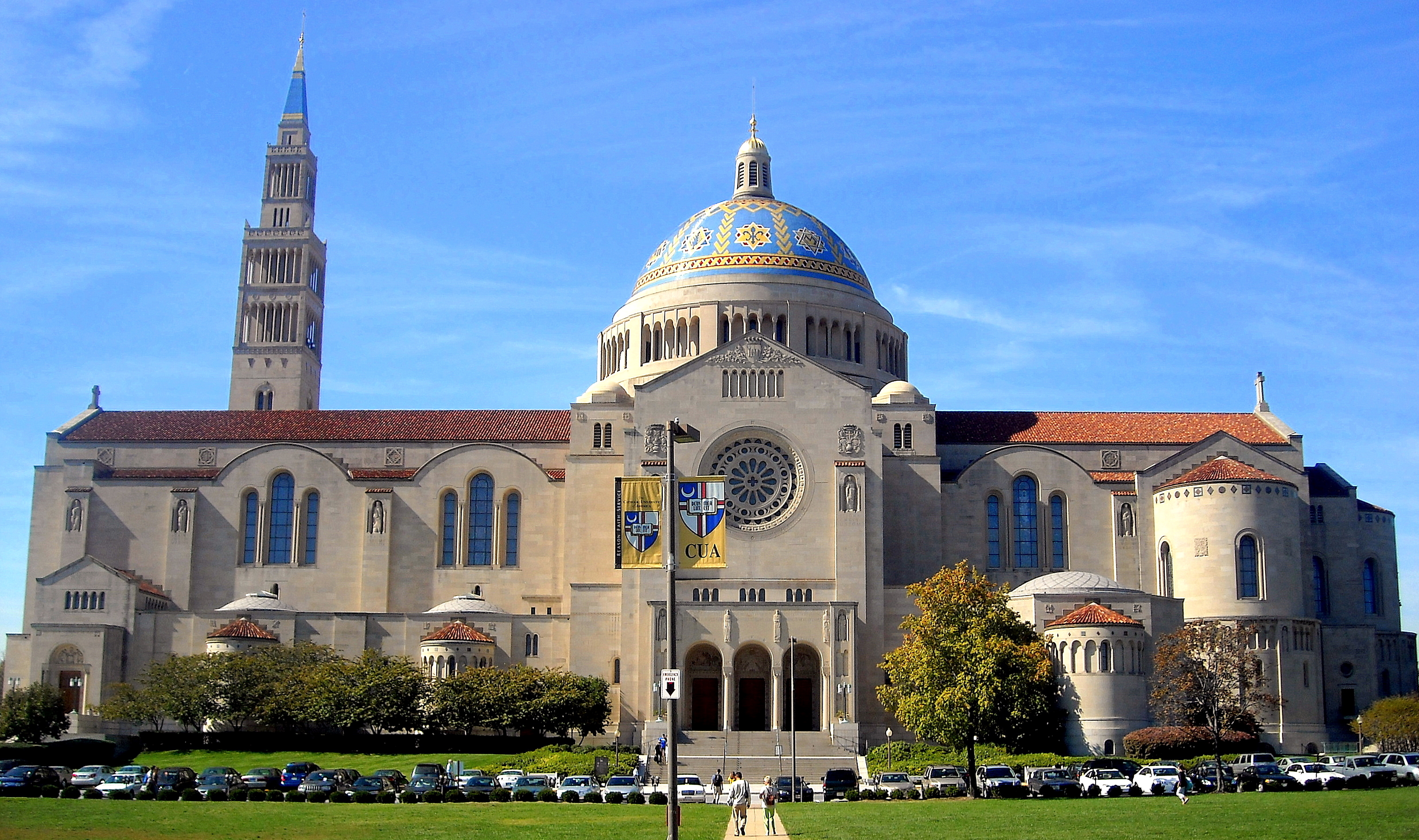
Basilique du sanctuaire national de l'Immaculée Conception (Washington, États-Unis).
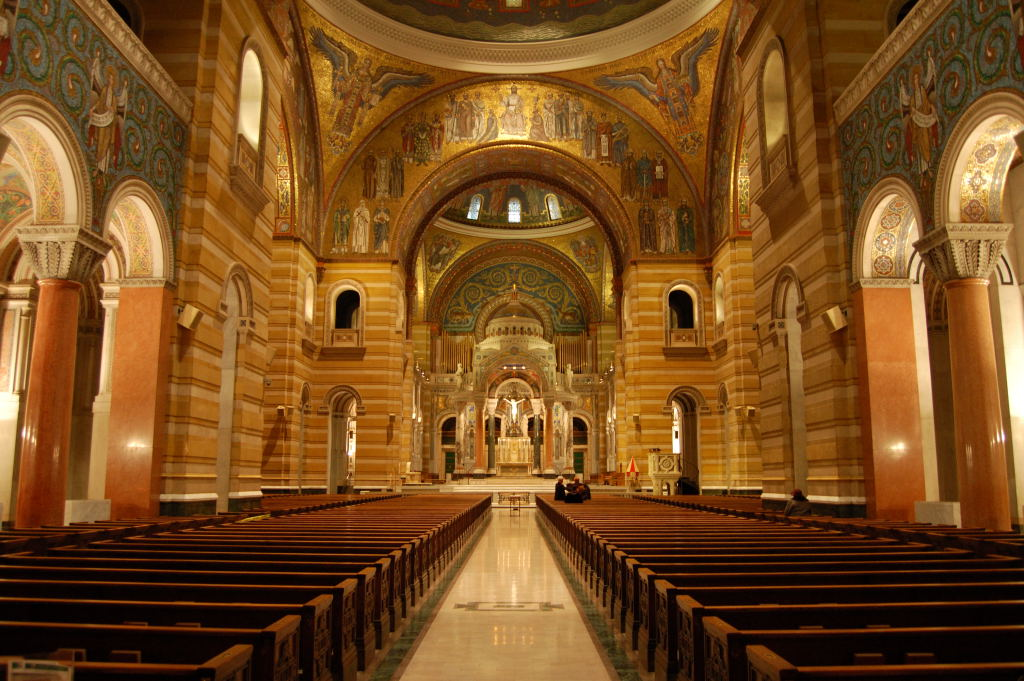
Intérieur de la cathédrale Saint-Louis de Saint-Louis (États-Unis).
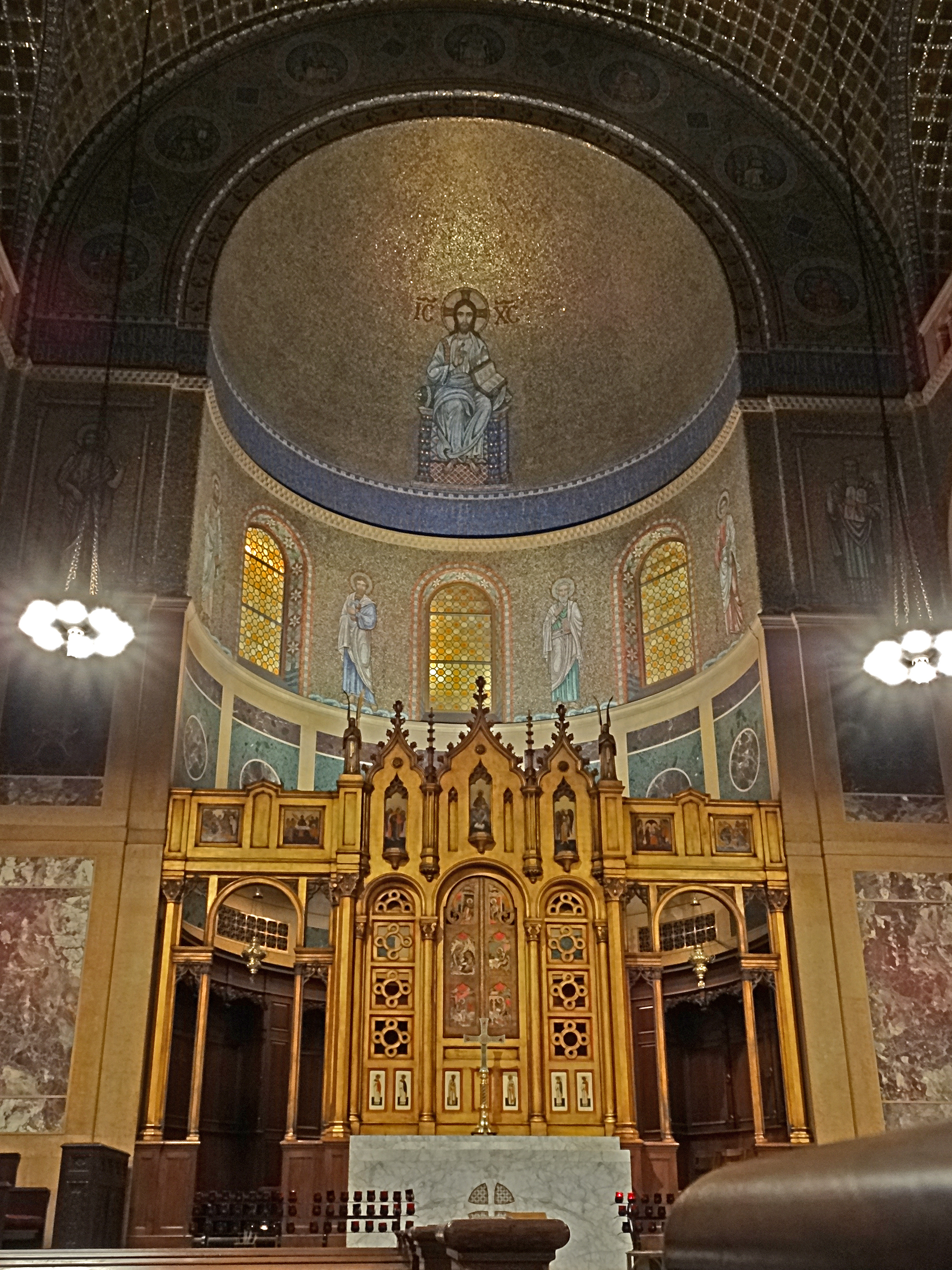
Chœur de l’église unie méthodiste Christ Church (New York, États-Unis).
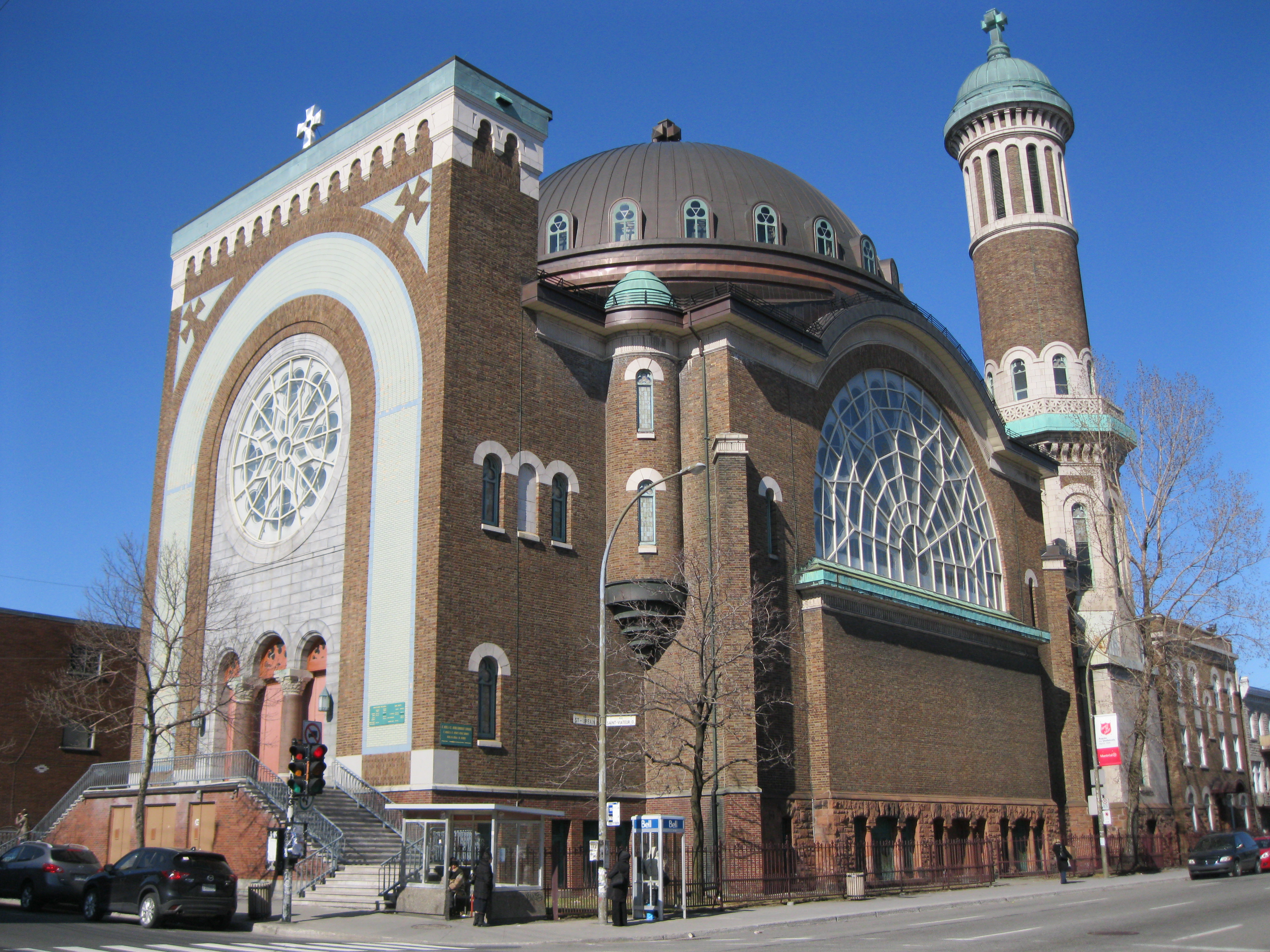
Église Saint-Michel-Archange (Montréal, Canada).
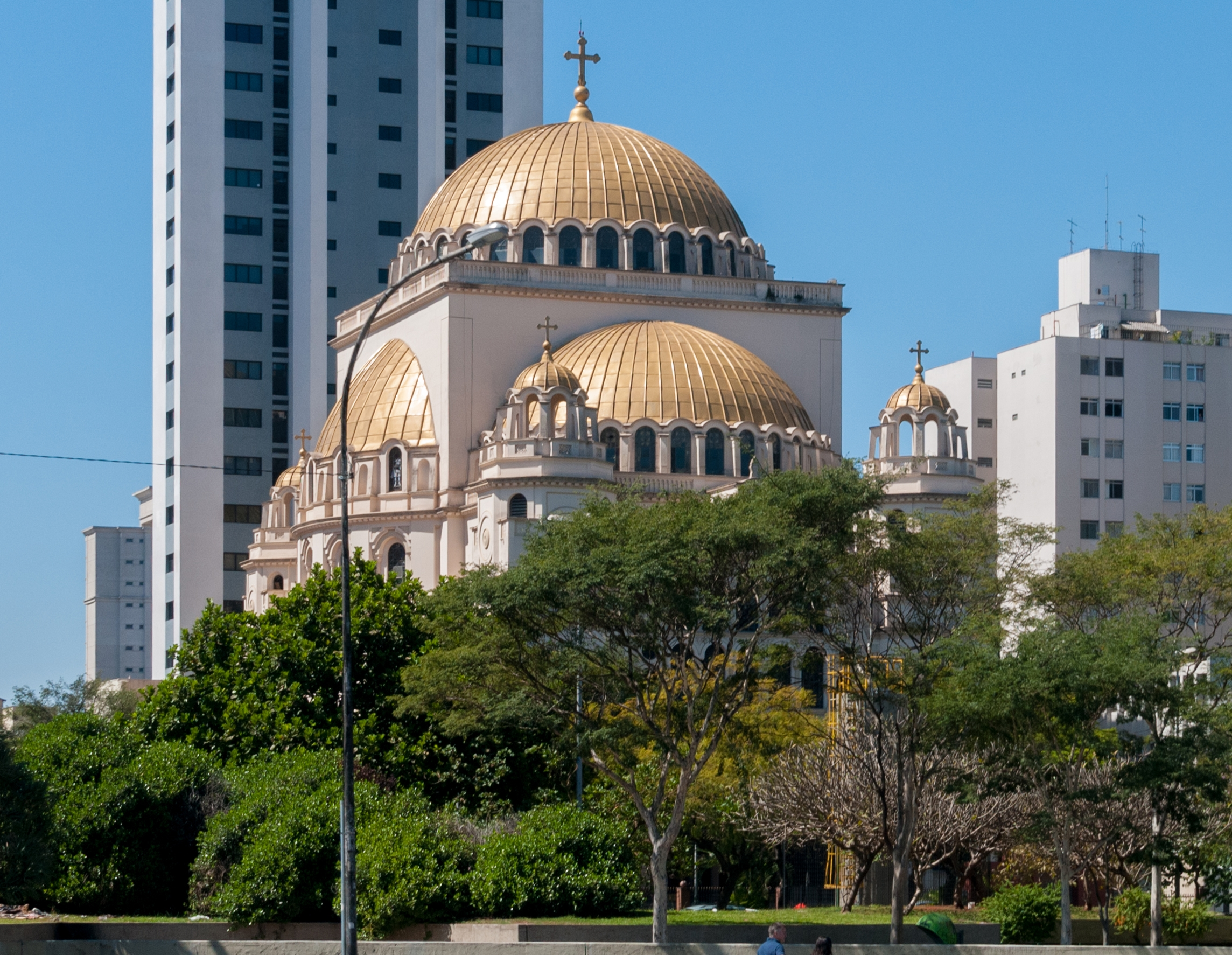
Cathédrale métropolitaine orthodoxe de São Paulo (Brésil).

## Synagogues
Un certain nombre de synagogues sont également construites en style néo-byzantin, les architectes se souvenant qu'à Constantinople et dans l'empire romain d'Orient, elles avaient eu pignon sur rue.

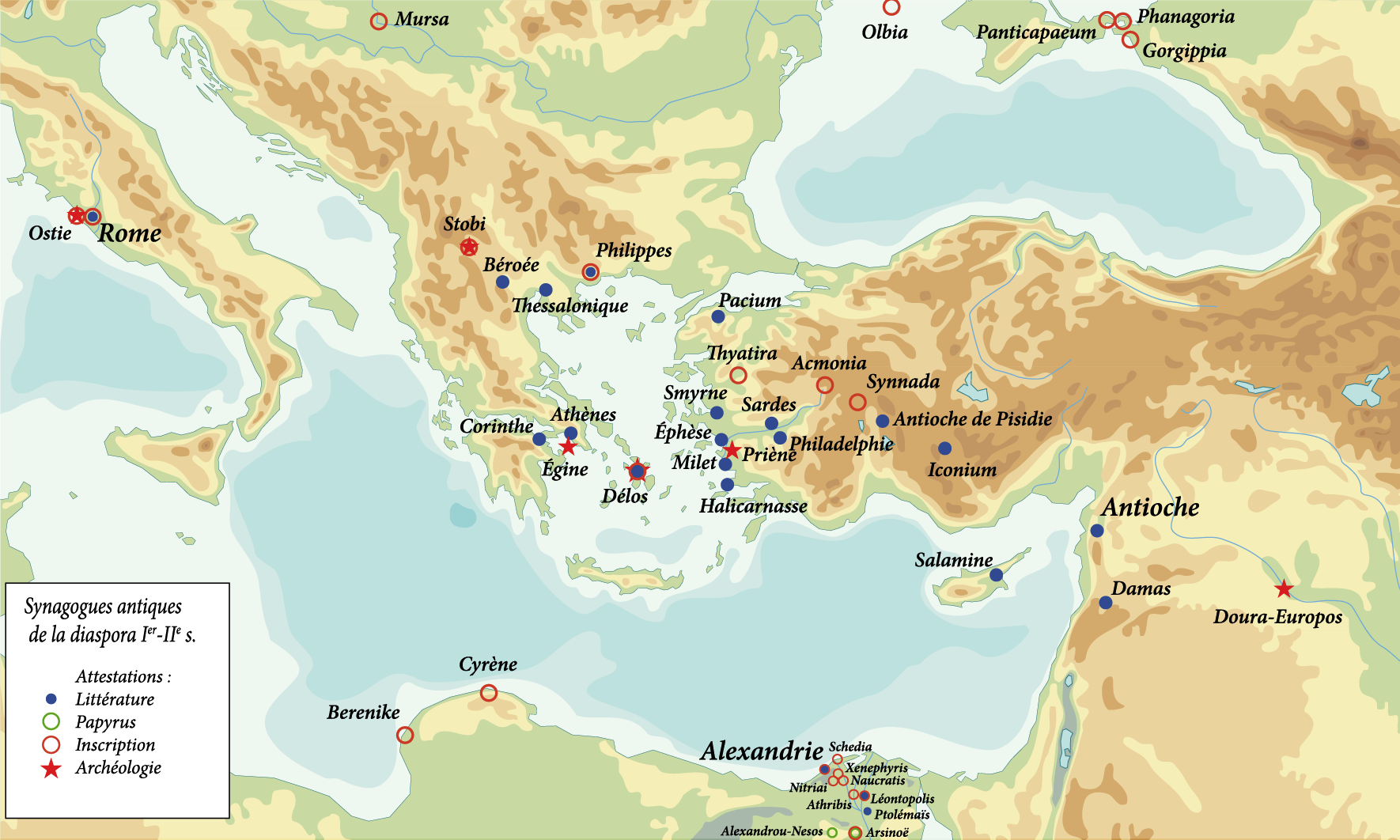
Synagogues de l'Empire romain d'Orient aux deux premiers siècles.
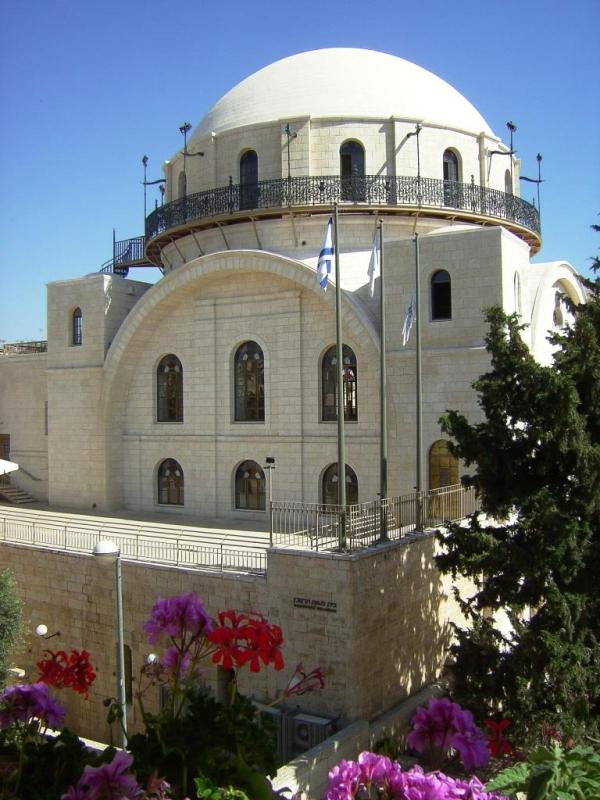
Synagogue Hourva de Jérusalem.
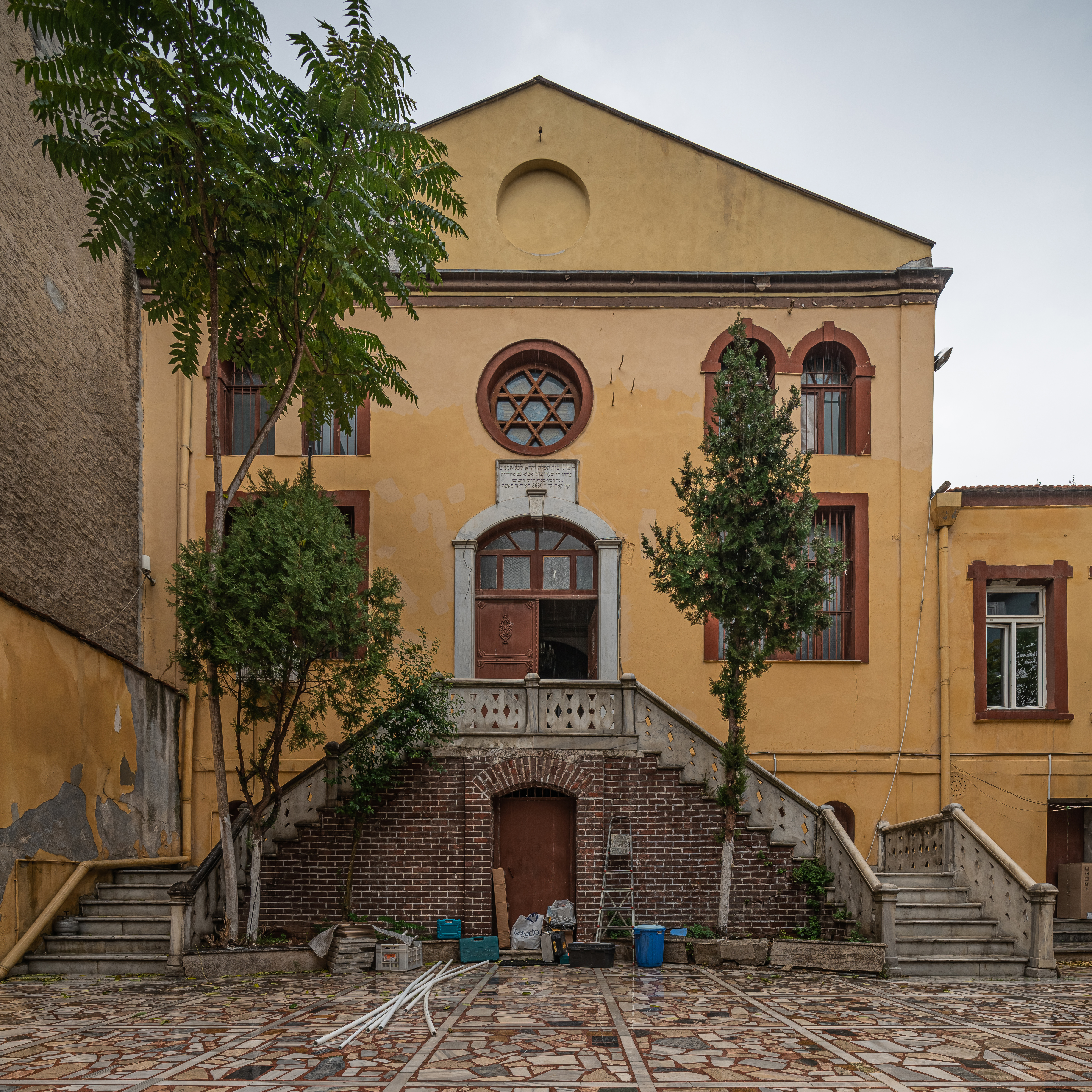
Synagogue Hemdat Israel (Chalcédoine (Kadıköy), Constantinople/Istanbul).
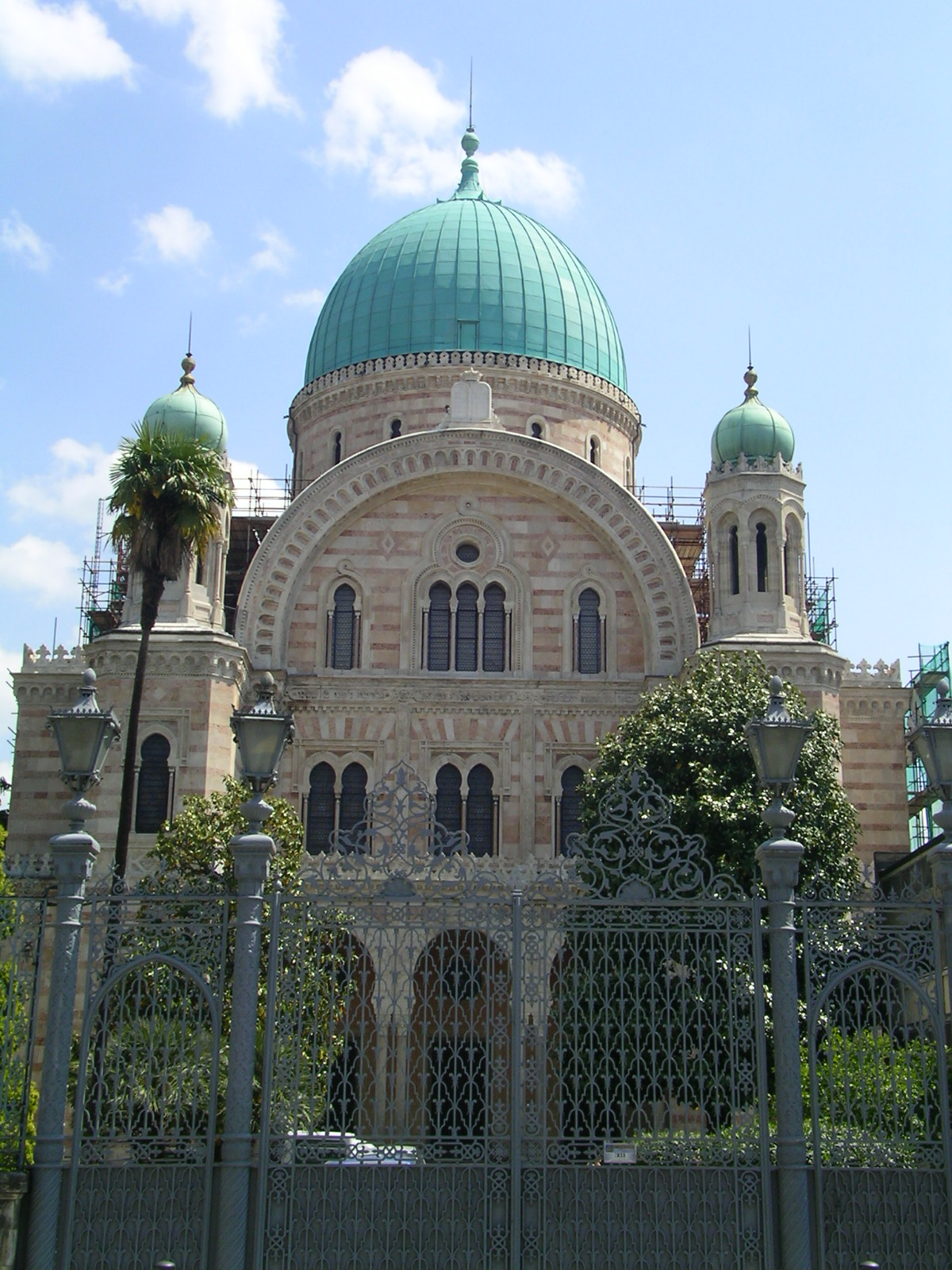
Grande synagogue de Florence (Italie).
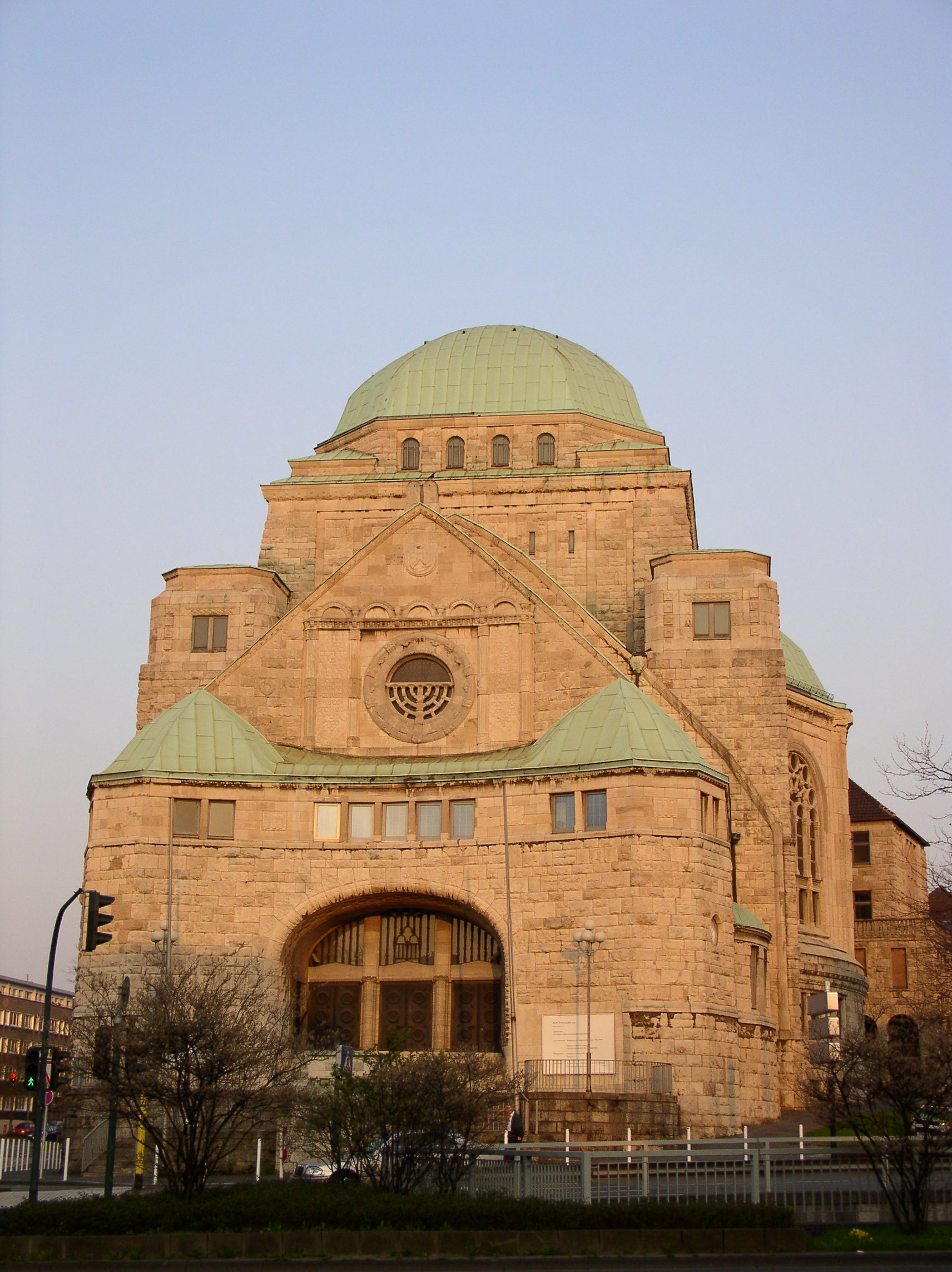
Ancienne synagogue d'Essen (Allemagne).
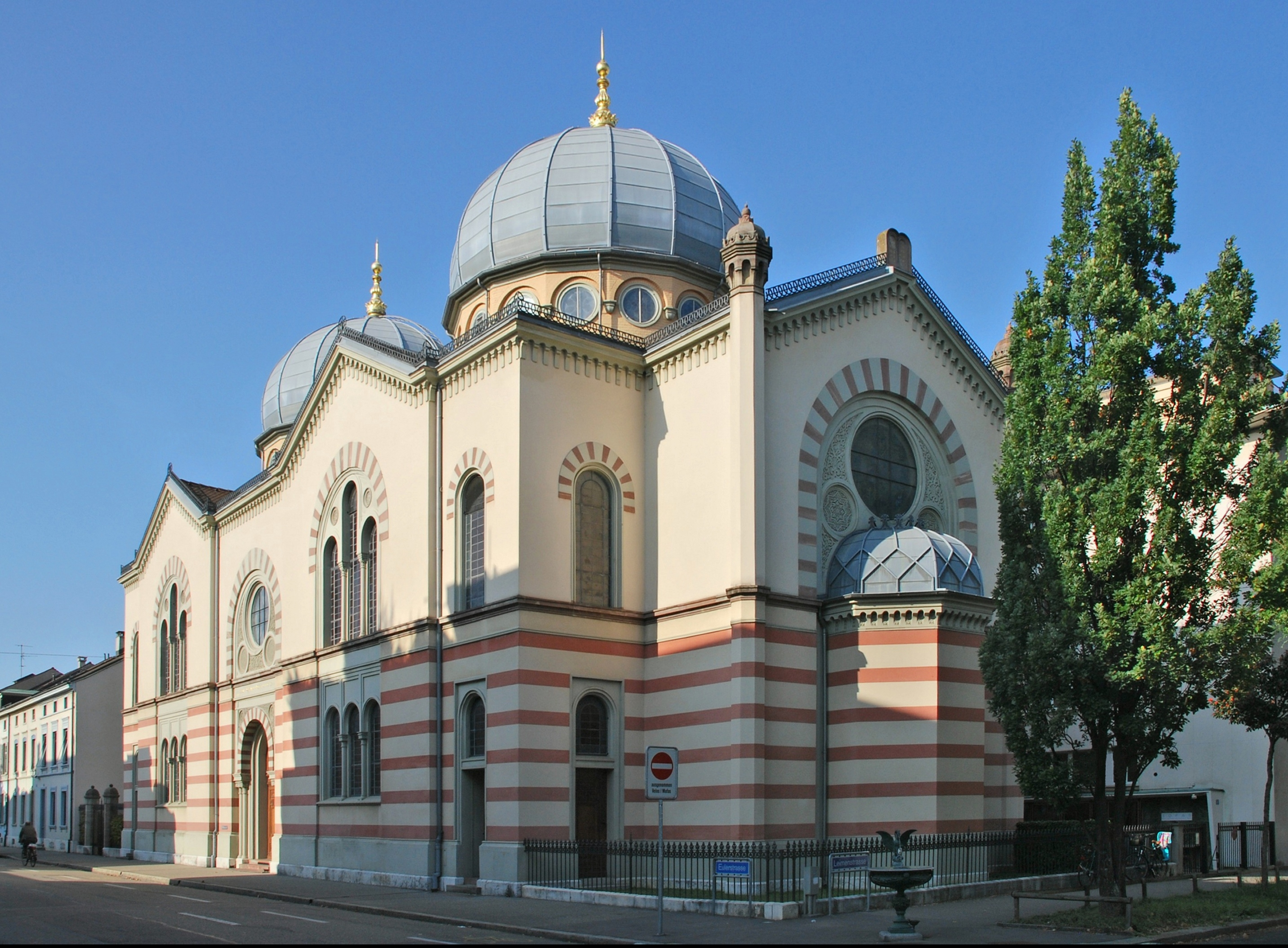
Synagogue de Bâle (Suisse).
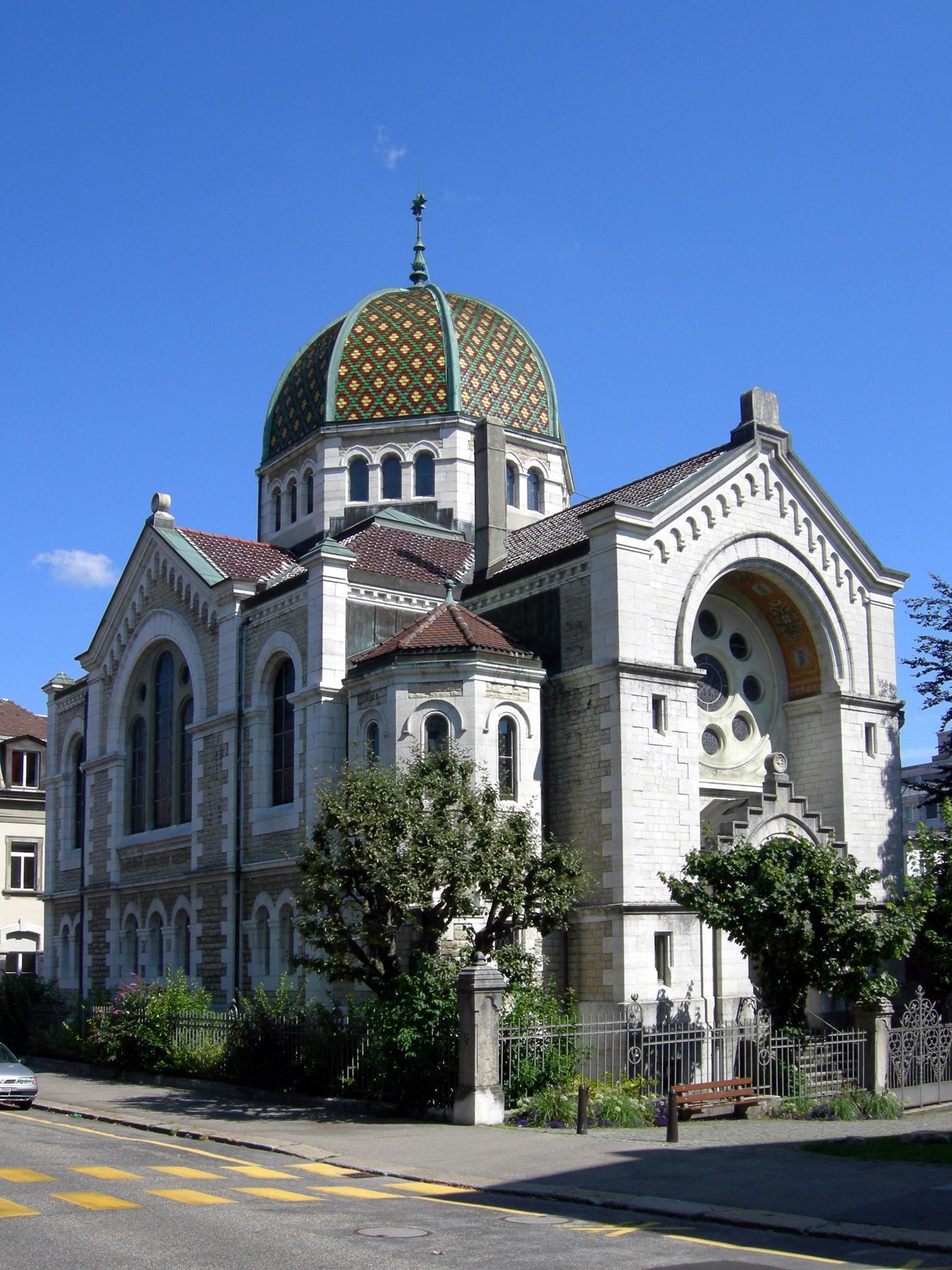
Synagogue de La Chaux-de-Fonds (Suisse).
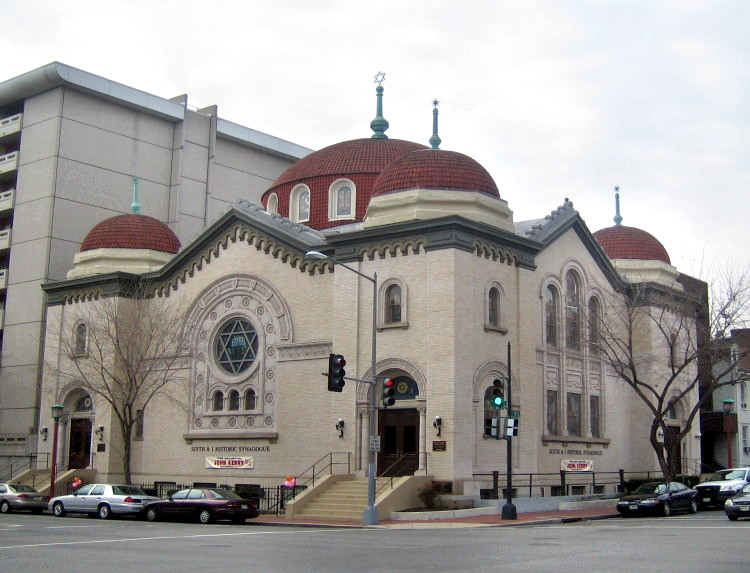
Synagogue Historique Sixth & I, New-York (États-Unis).

## Bâtiments laïcs

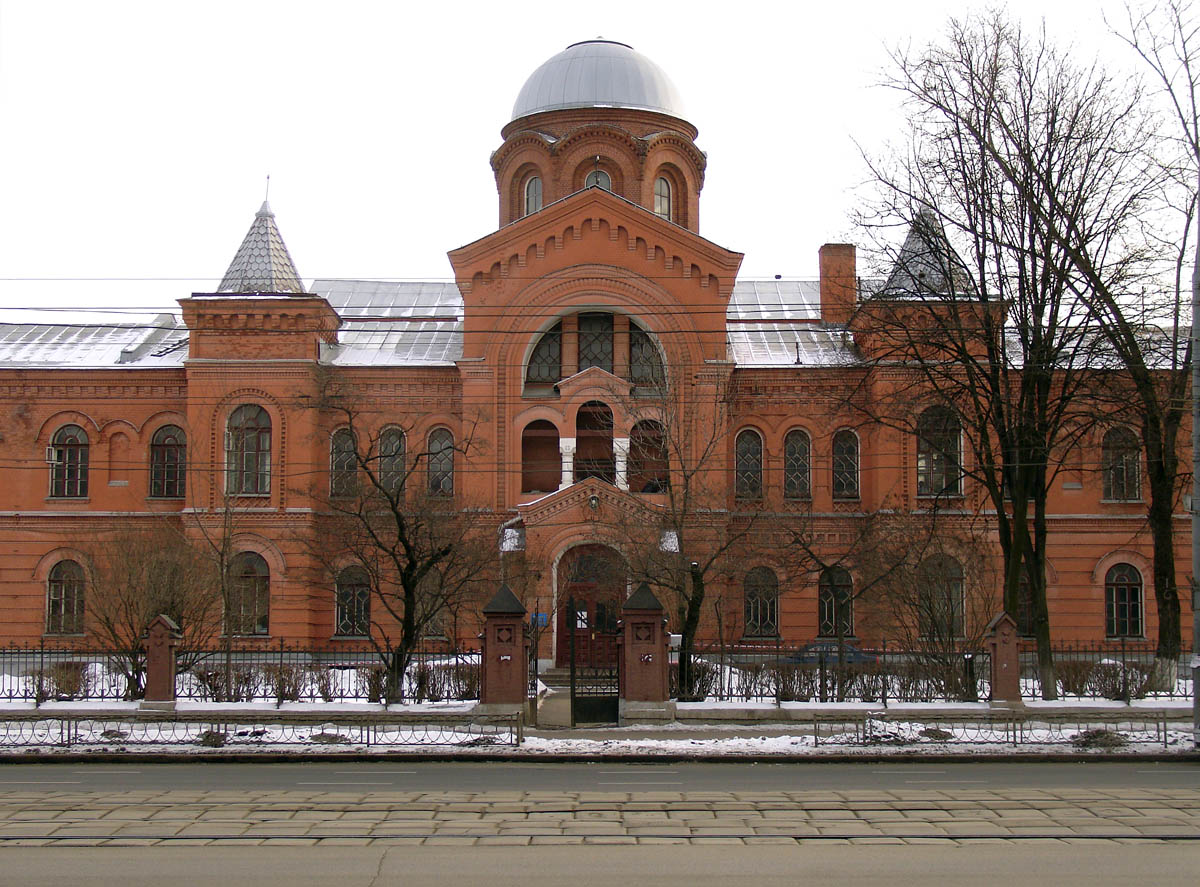
Hôpital Sokolniki, Moscou (Russie).
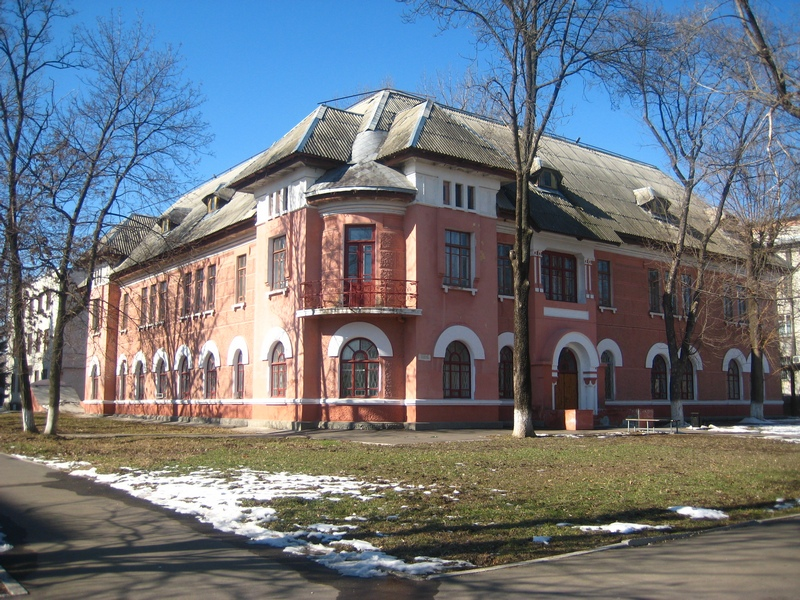
Hôpital Mulmana, Bender-Tighina (Moldavie).
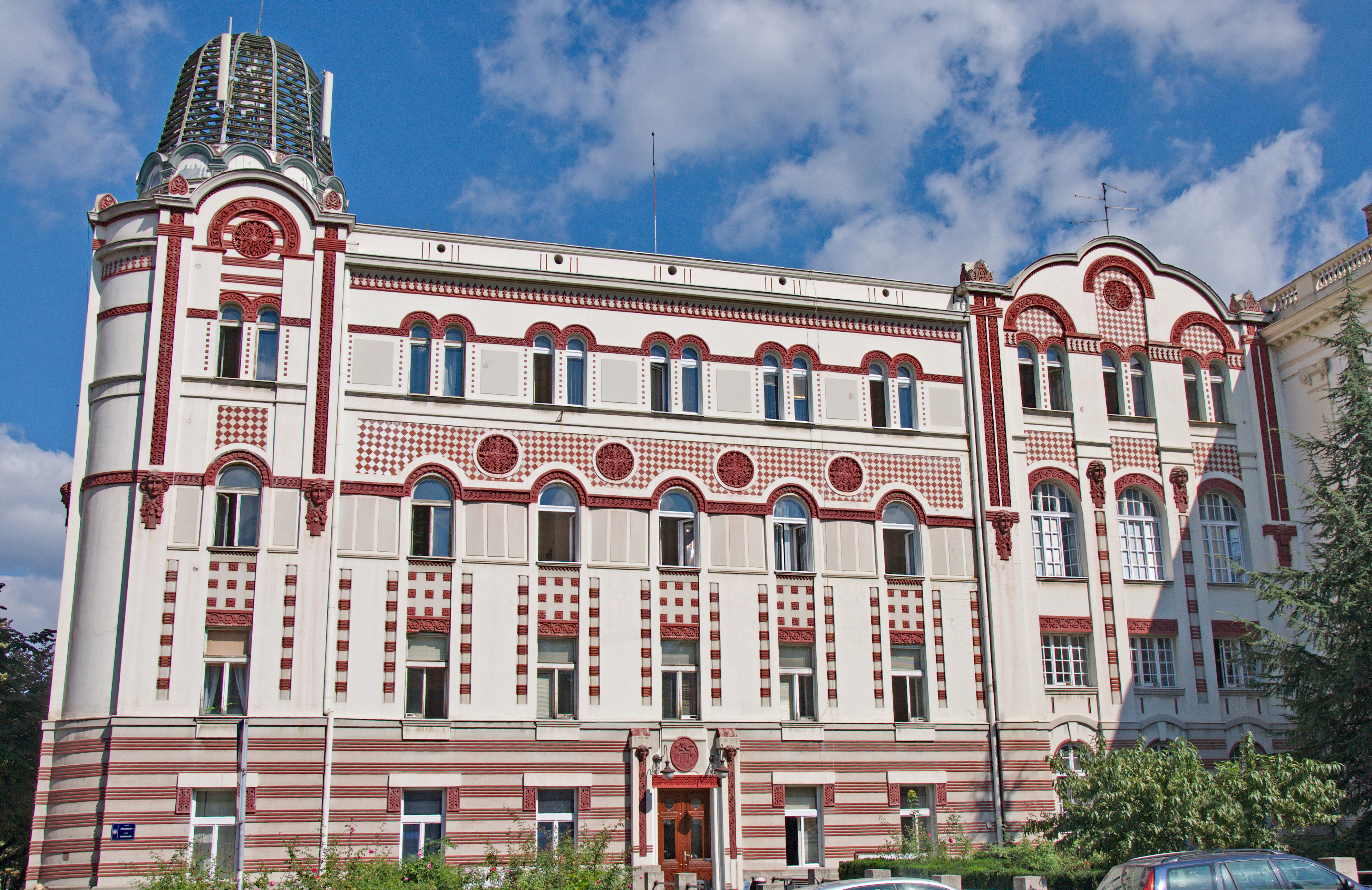
Ancien central téléphonique de Belgrade, Belgrade (Serbie).
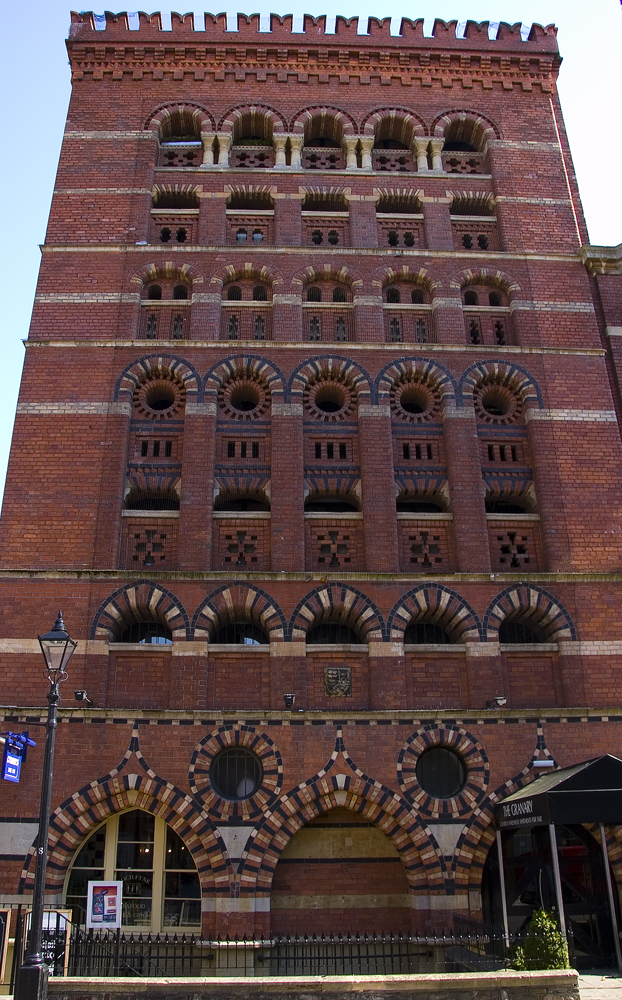
Le « Bristol Byzantin », populaire entre 1850 et 1880 (ici, le « Granary »).
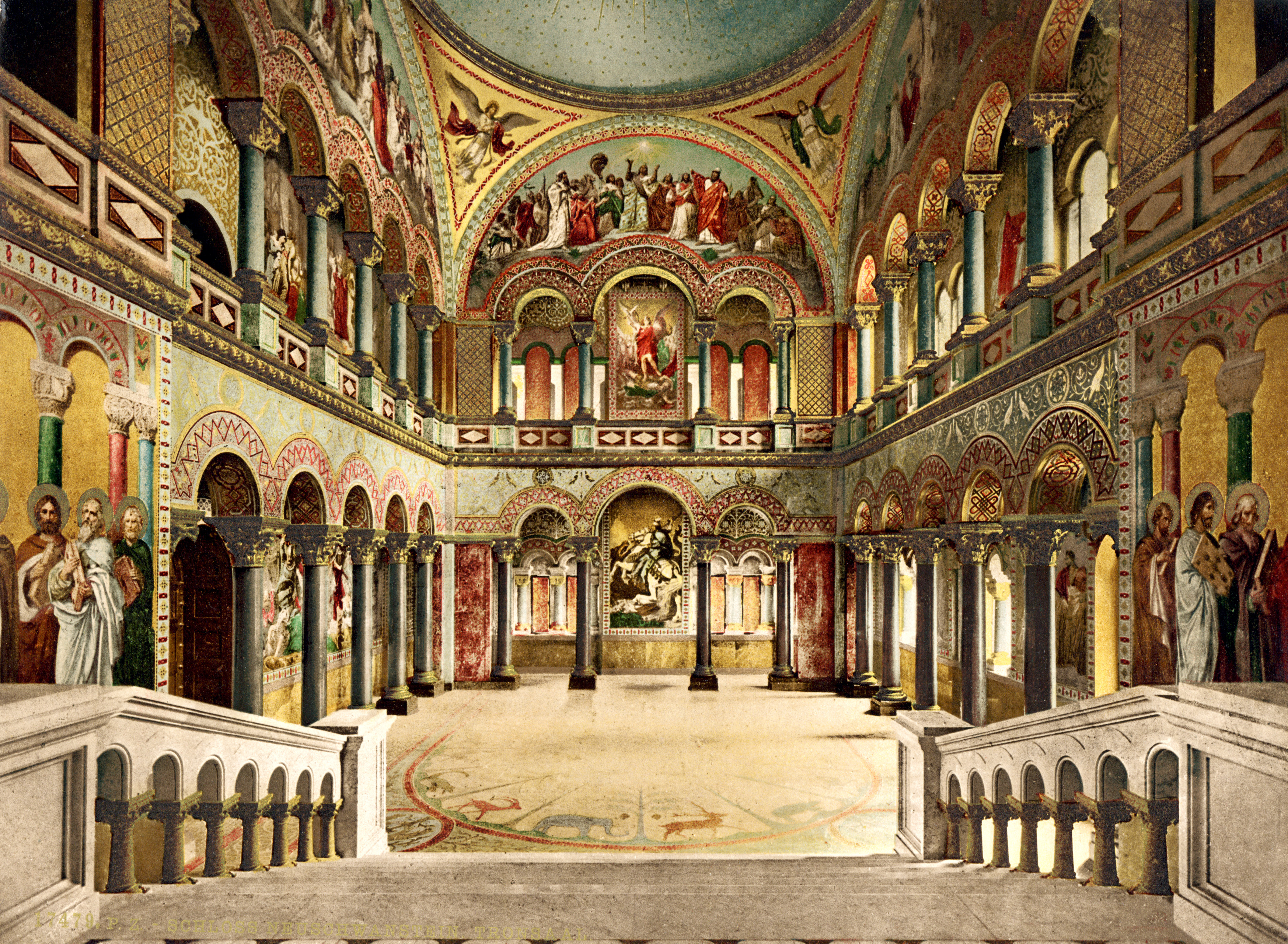
Salle du trône du château de Neuschwanstein (Allemagne), en mélange avec des éléments mérovingiens.
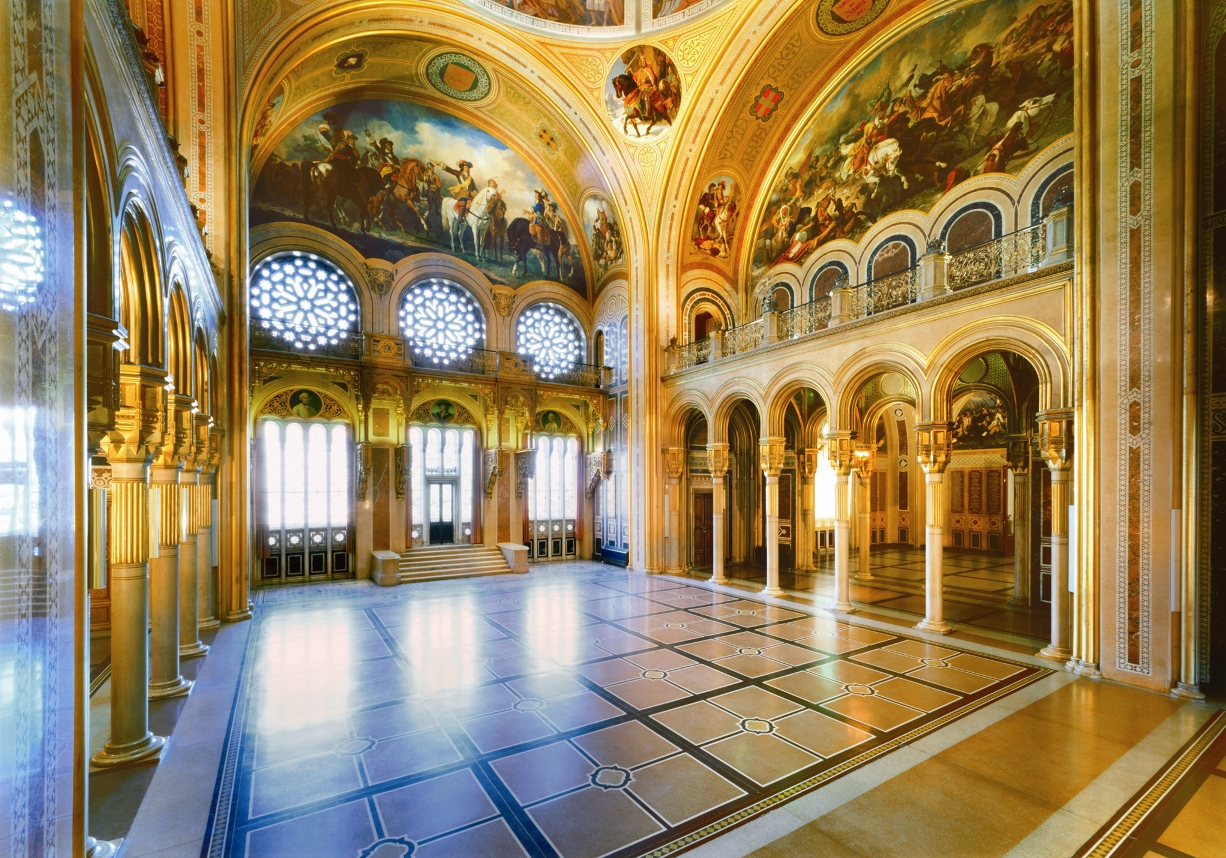
La Ruhmeshalle du musée d'histoire militaire de Vienne (Autriche).
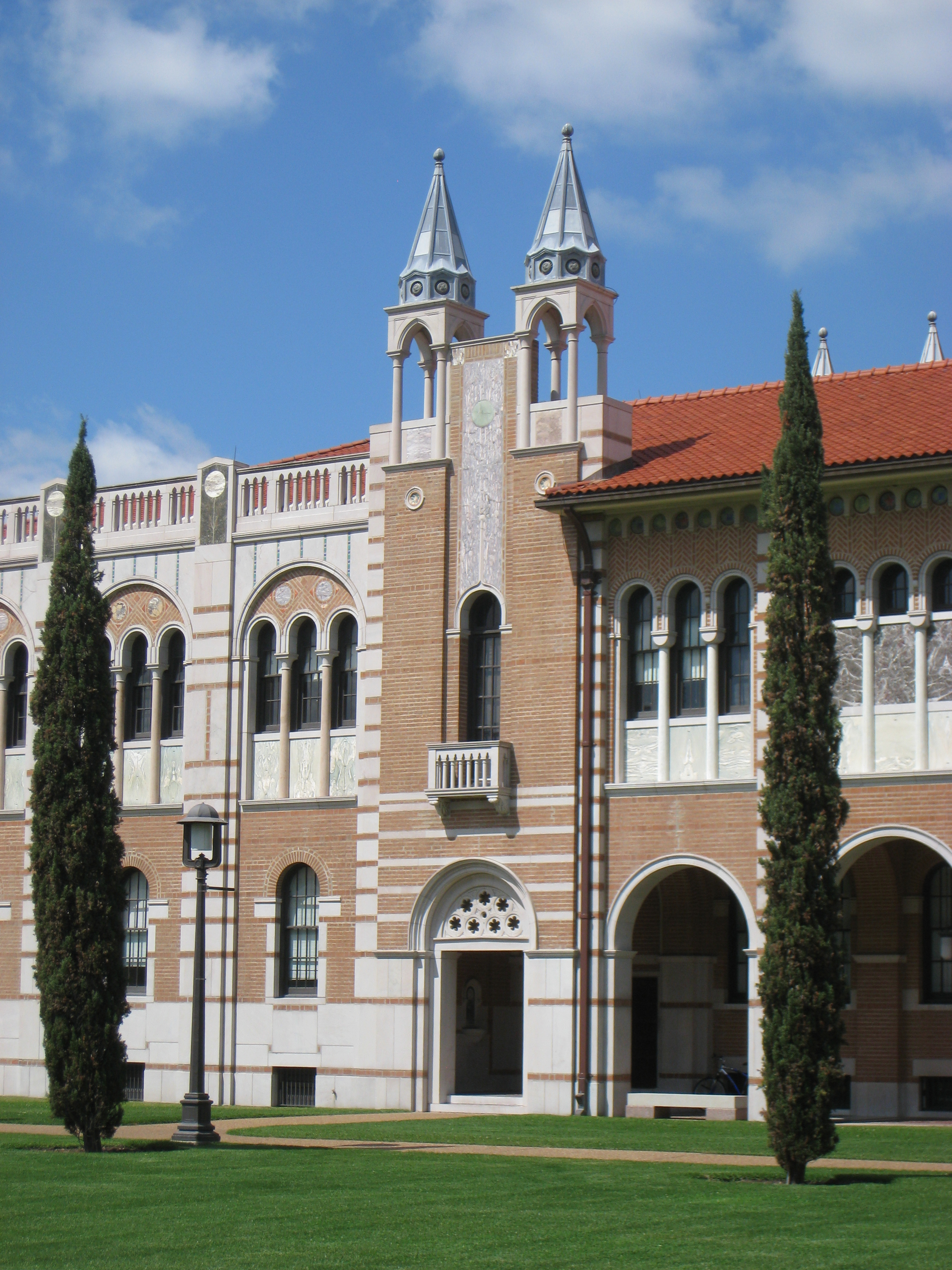
Le « Herzstein Hall » de l’université Rice (Houston, États-Unis).